# Architektura gotycka w Polsce

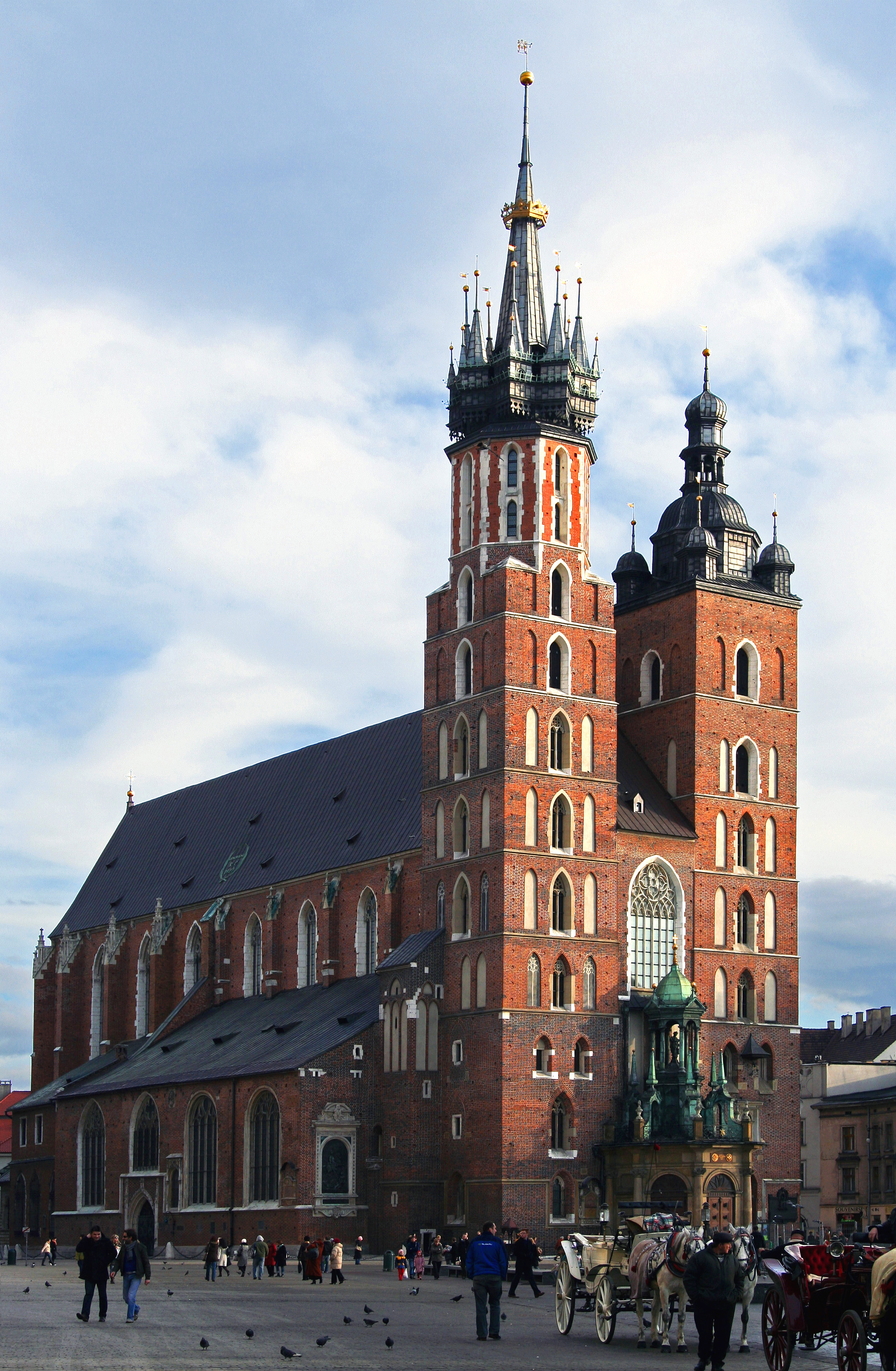
Kościół Mariacki w Krakowie

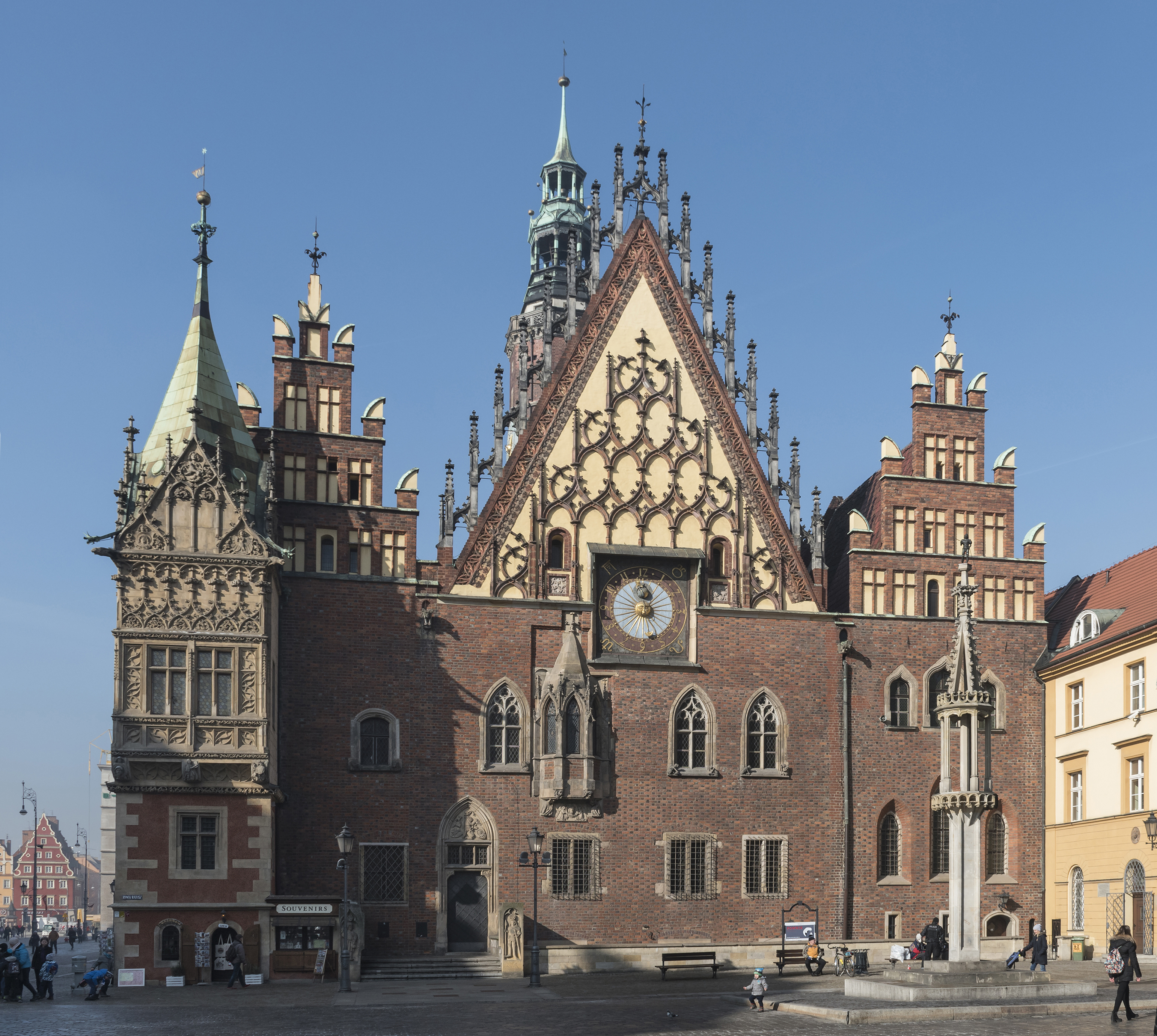
Ratusz we Wrocławiu

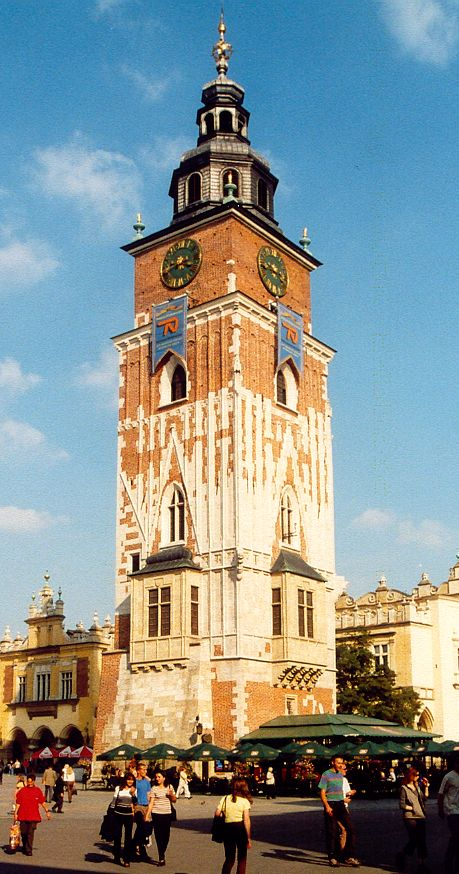
Wieża ratuszowa w Krakowie

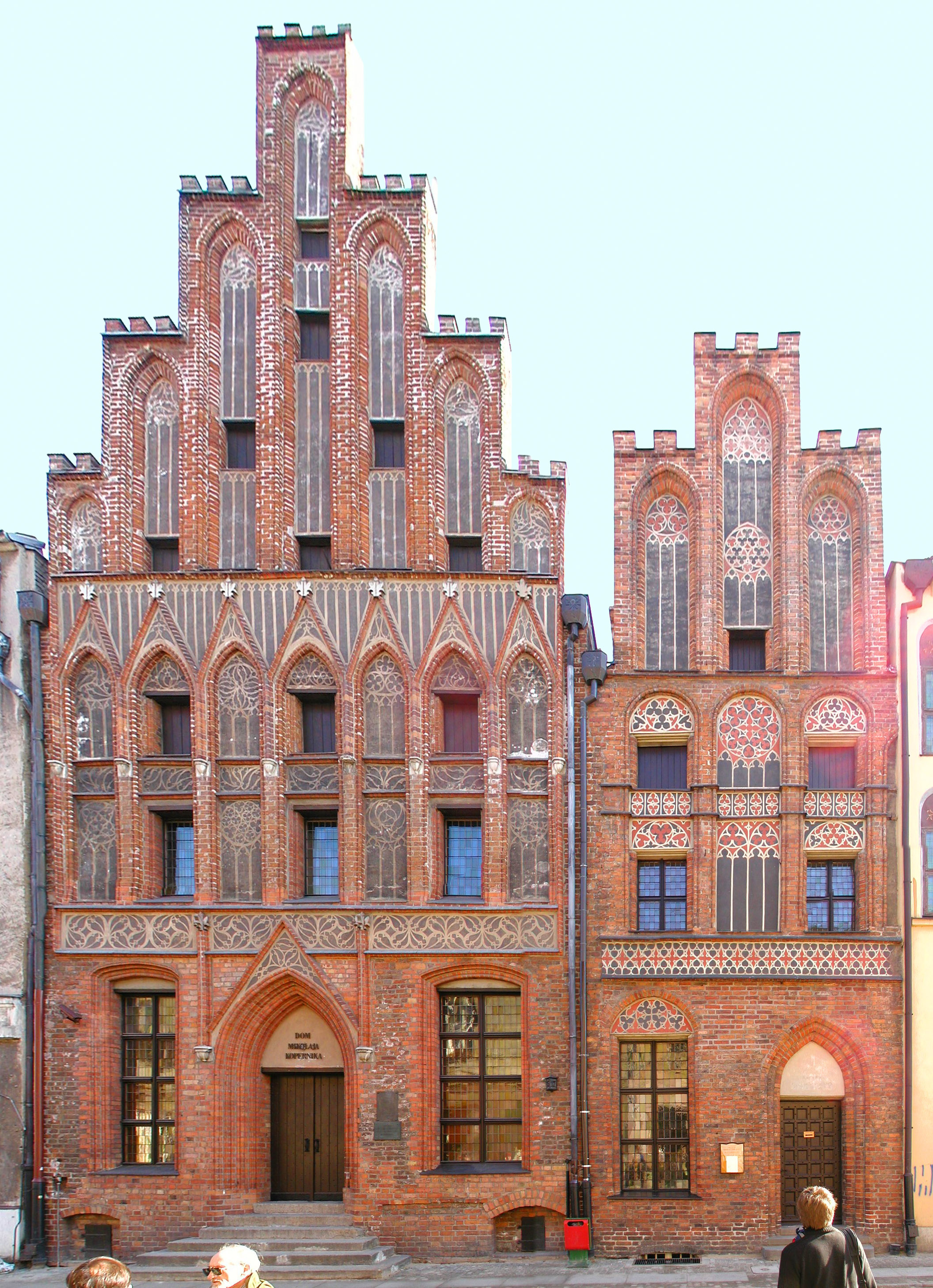
Kamienica Kopernika w Toruniu

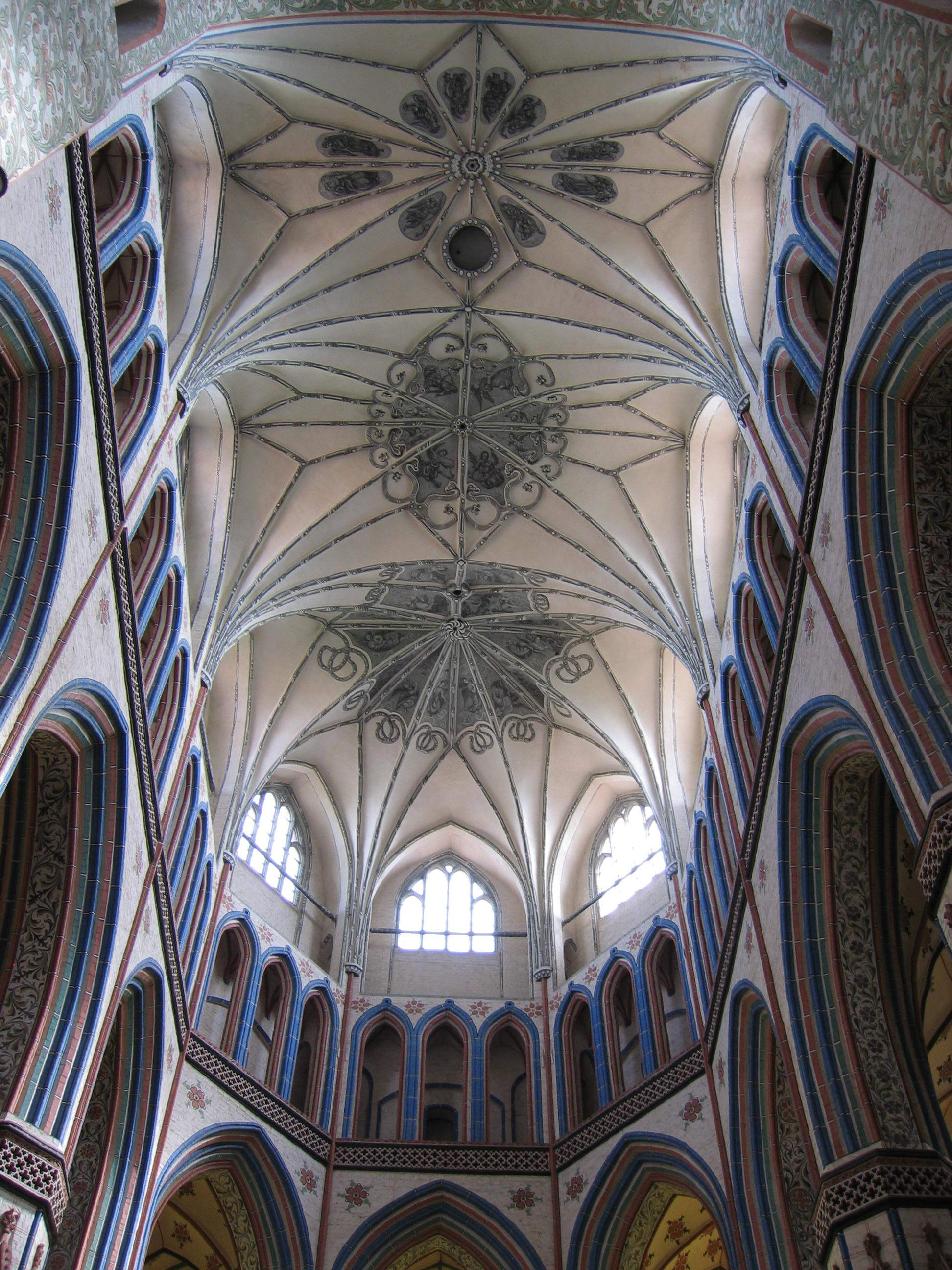
Późny gotyk - Kolegiata w Stargardzie

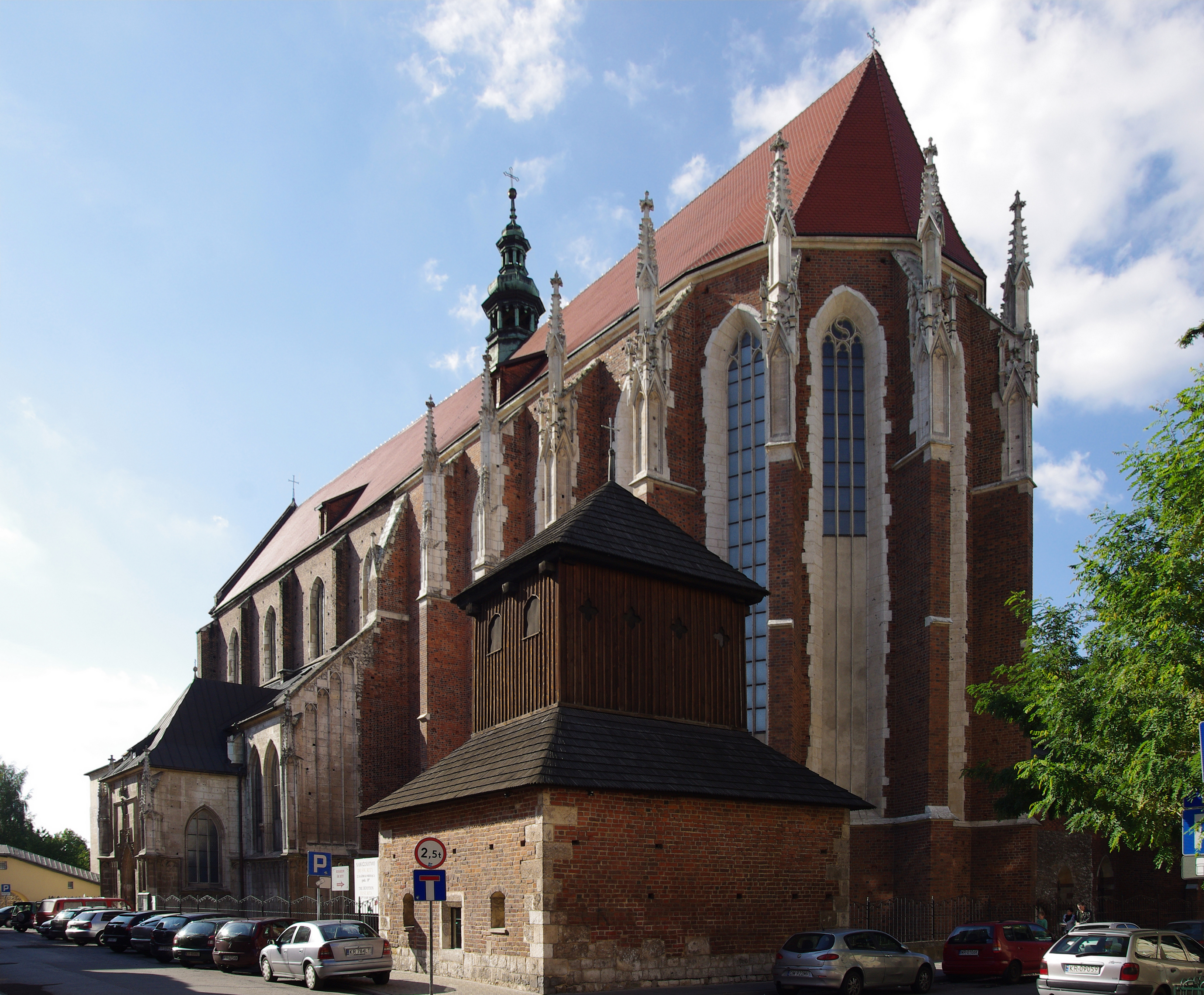
Kościół św. Katarzyny w Krakowie

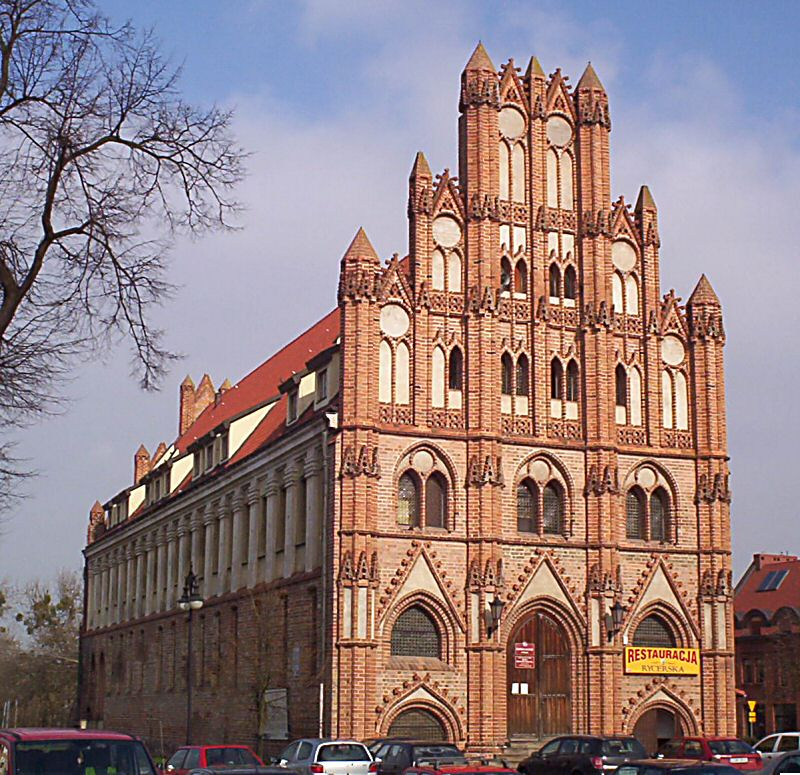
Ratusz w Chojnie

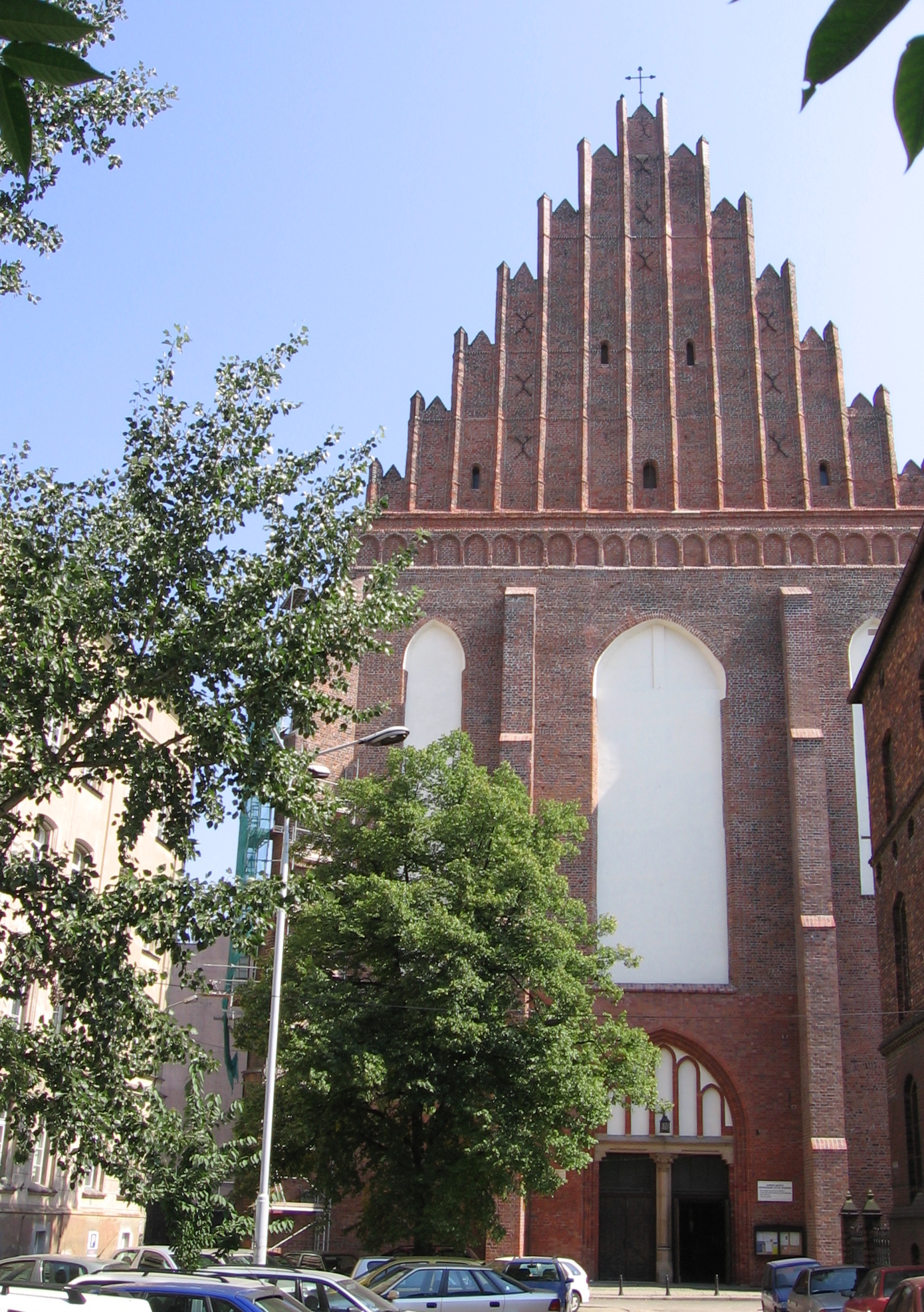
Kościół św. Doroty, Wacława i Stanisława we Wrocławiu

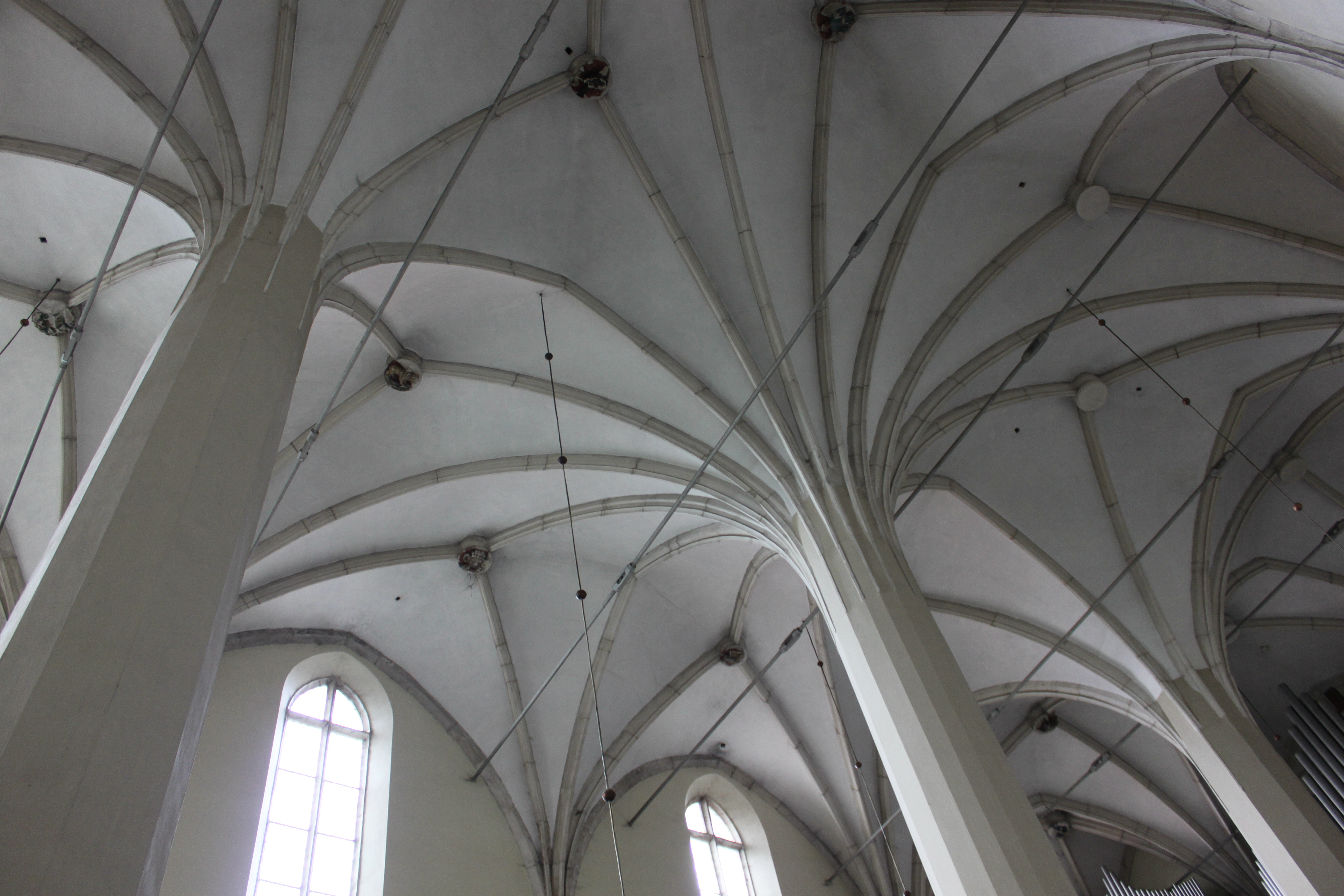
Wiślica - kolegiata z XIV w.

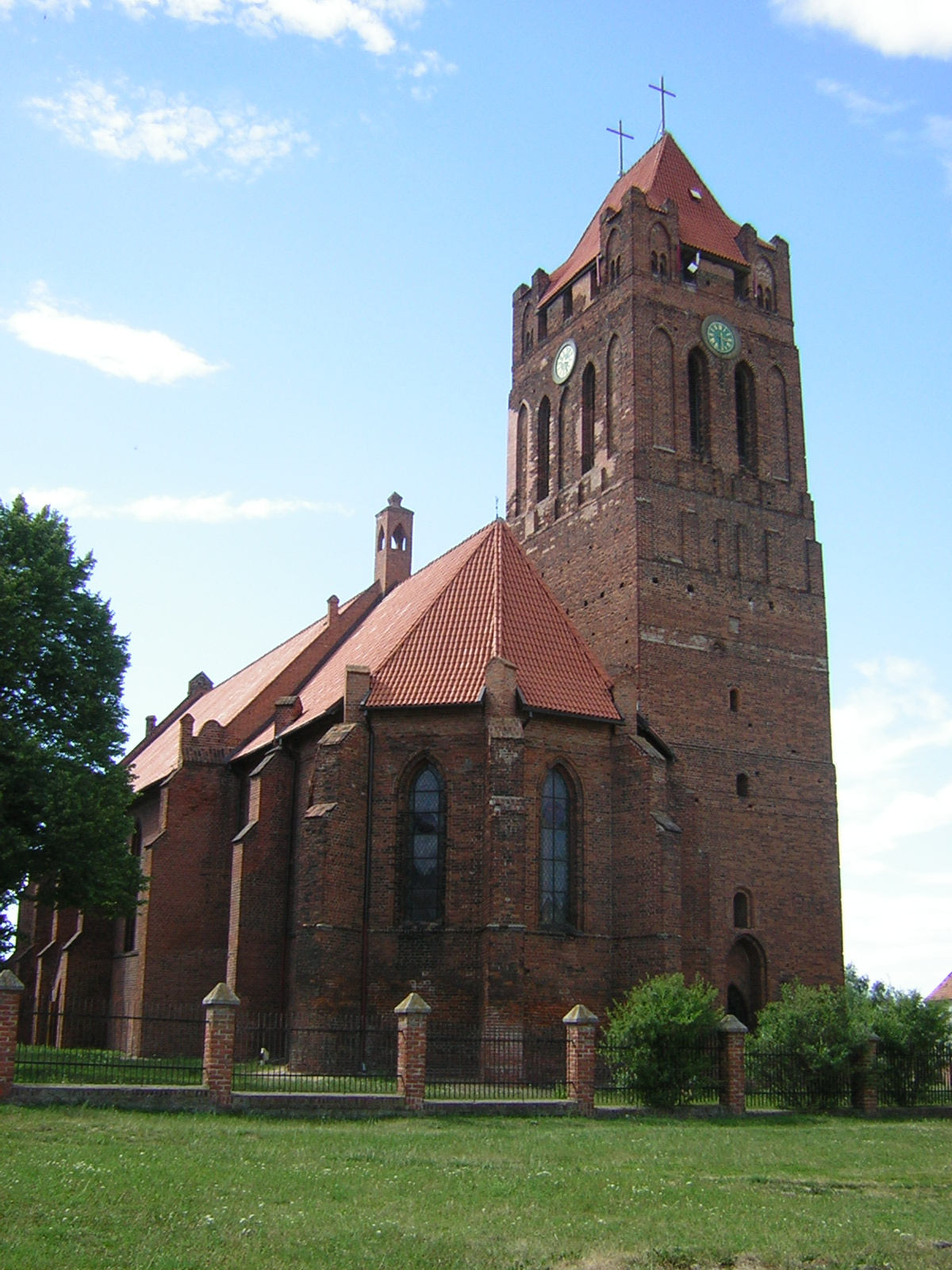
Konkatedra w Prabutach

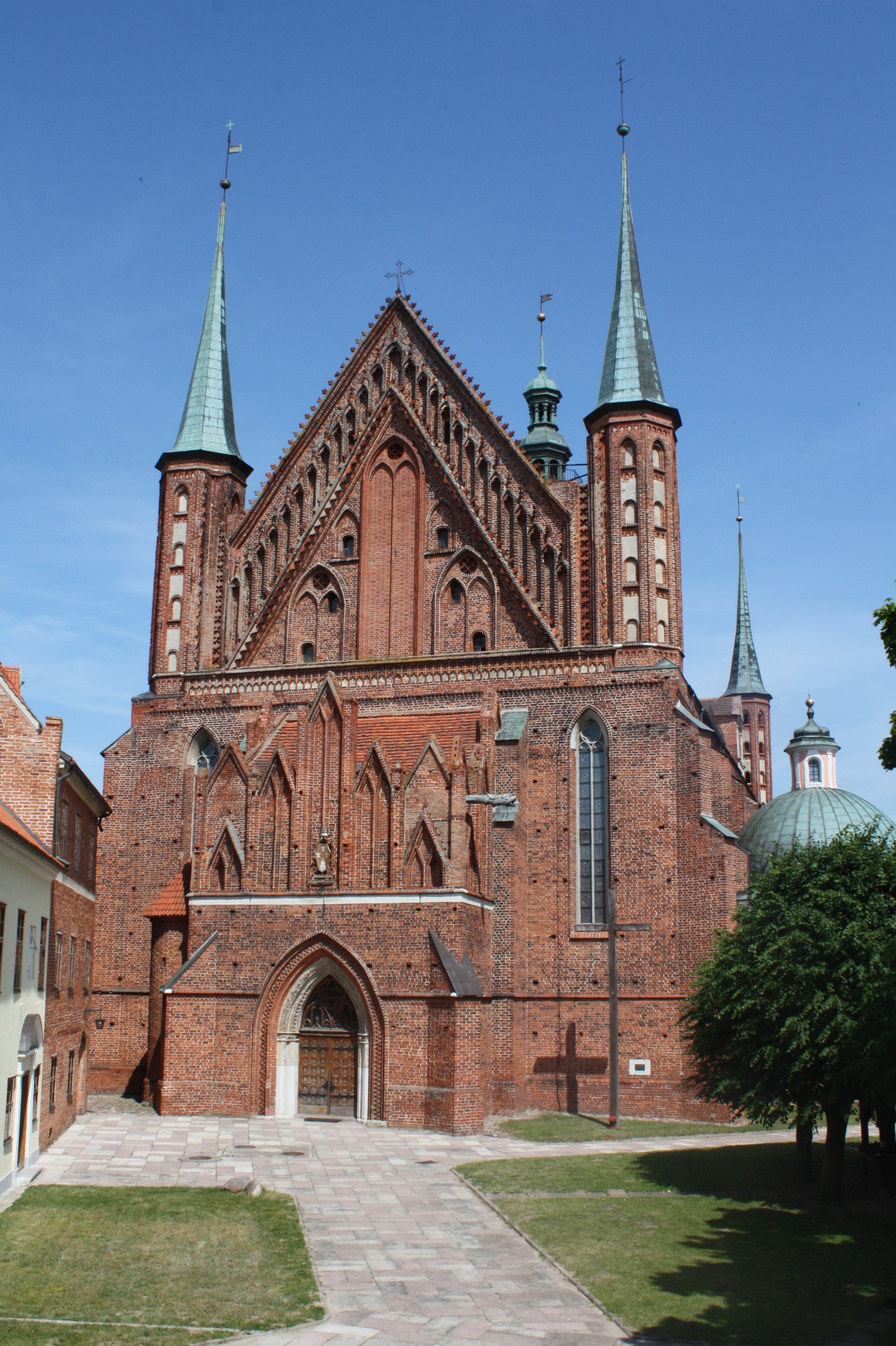
Bazylika archikatedralna Wniebowzięcia NMP i św. Andrzeja we Fromborku

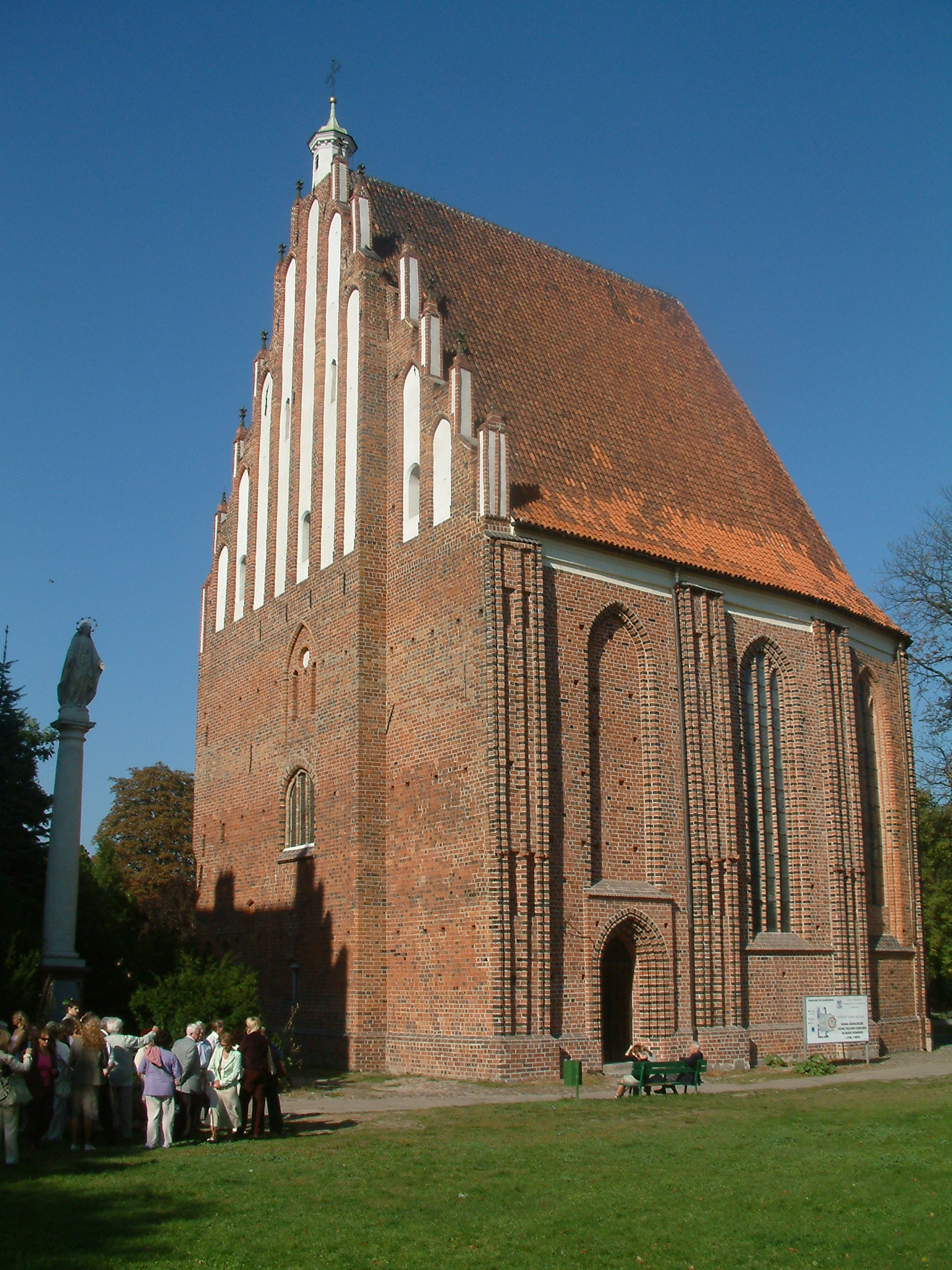
Kościół Najświętszej Marii Panny w Poznaniu

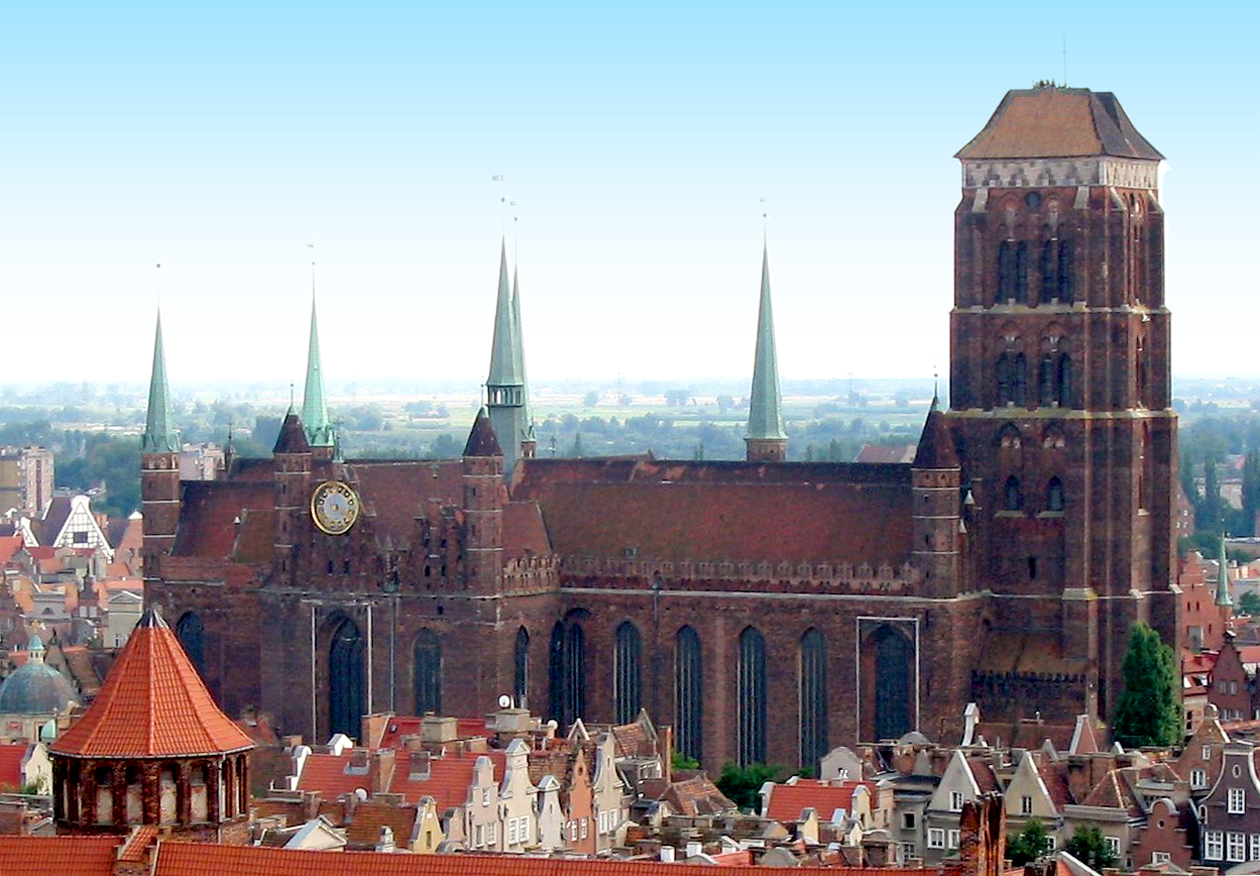
Bazylika mariacka w Gdańsku

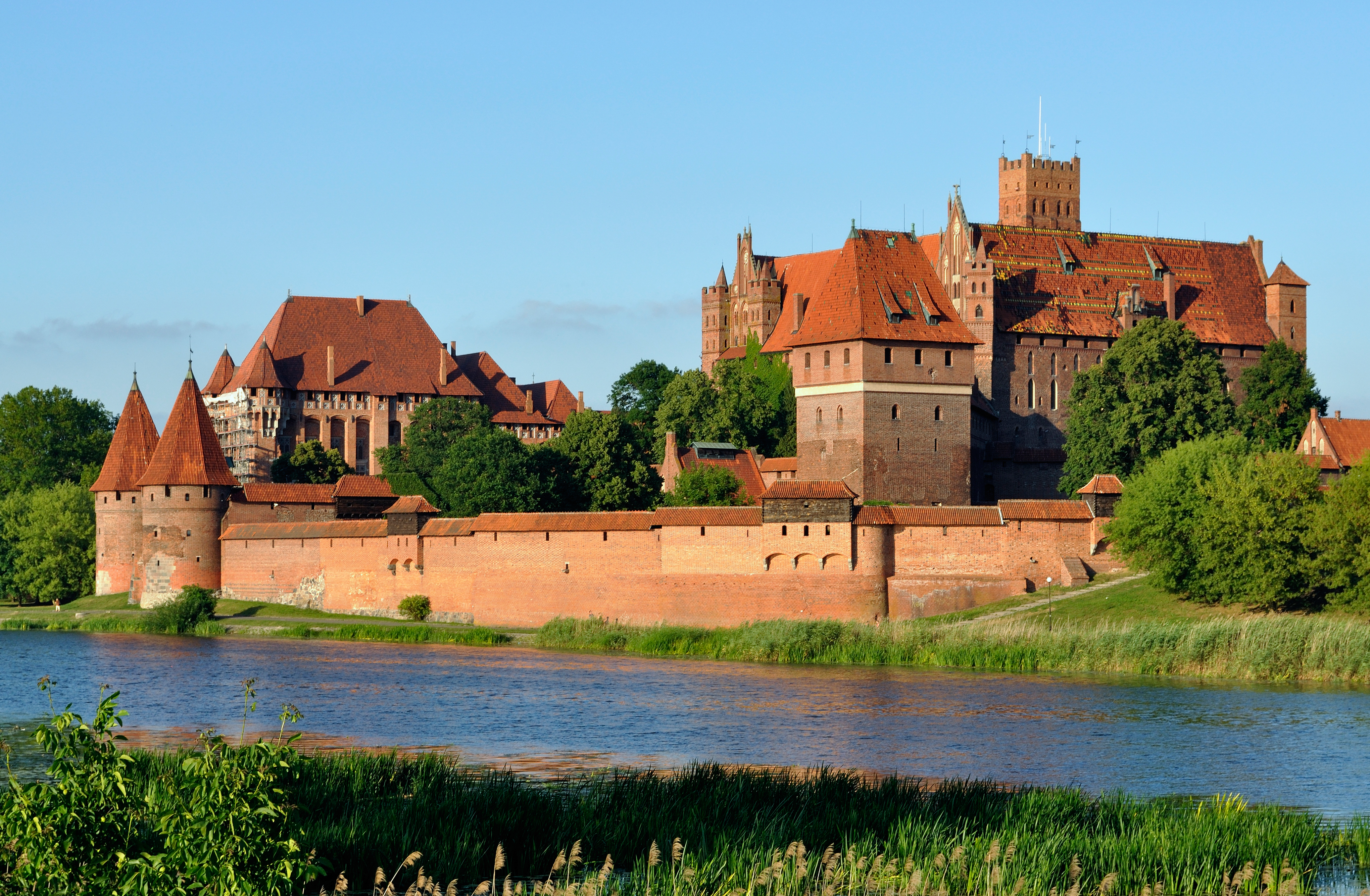
Zamek krzyżacki w Malborku

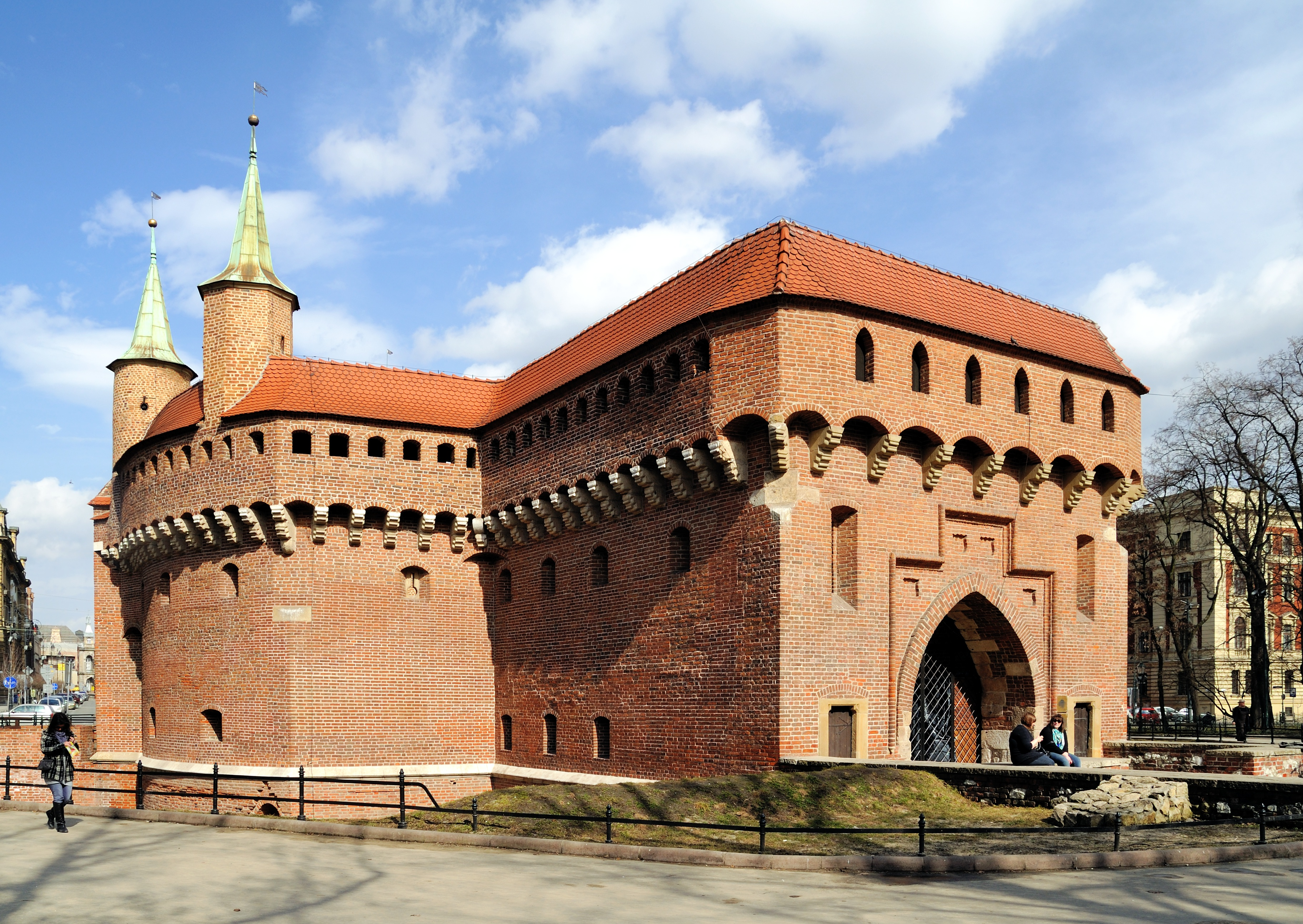
Barbakan w Krakowie

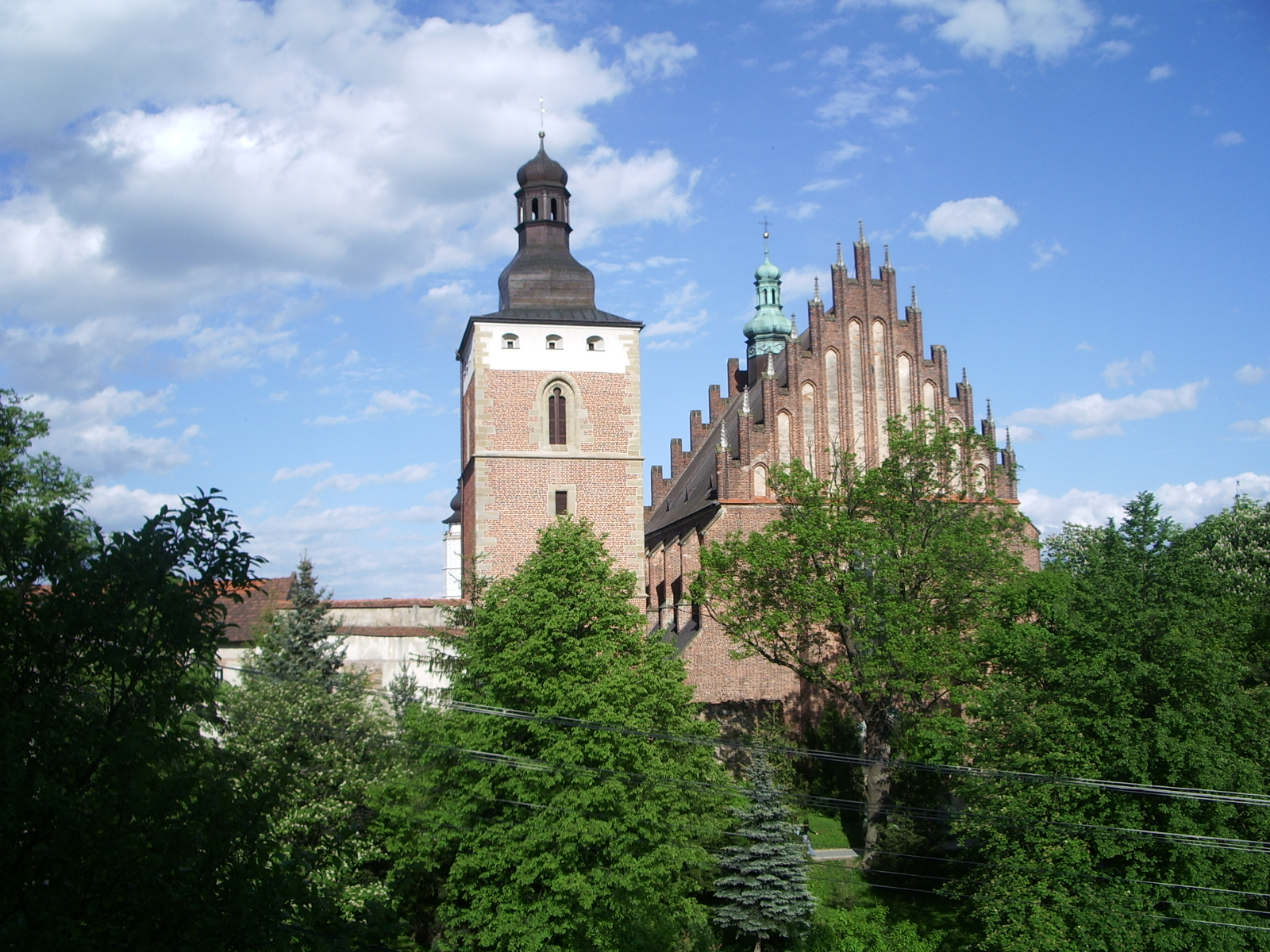
Kolegiata Bożego Ciała w Bieczu

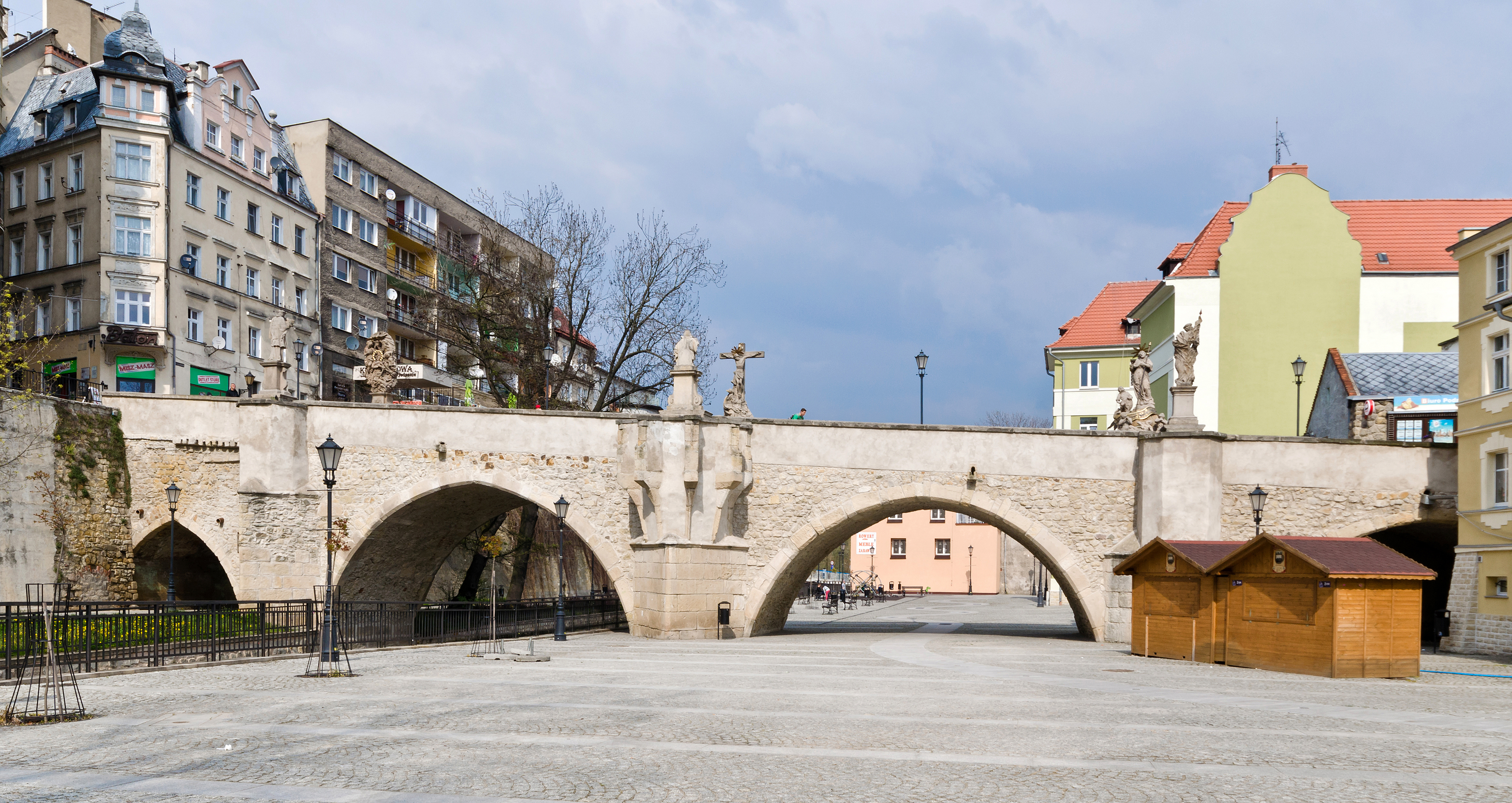
Most gotycki na Młynówce w Kłodzku

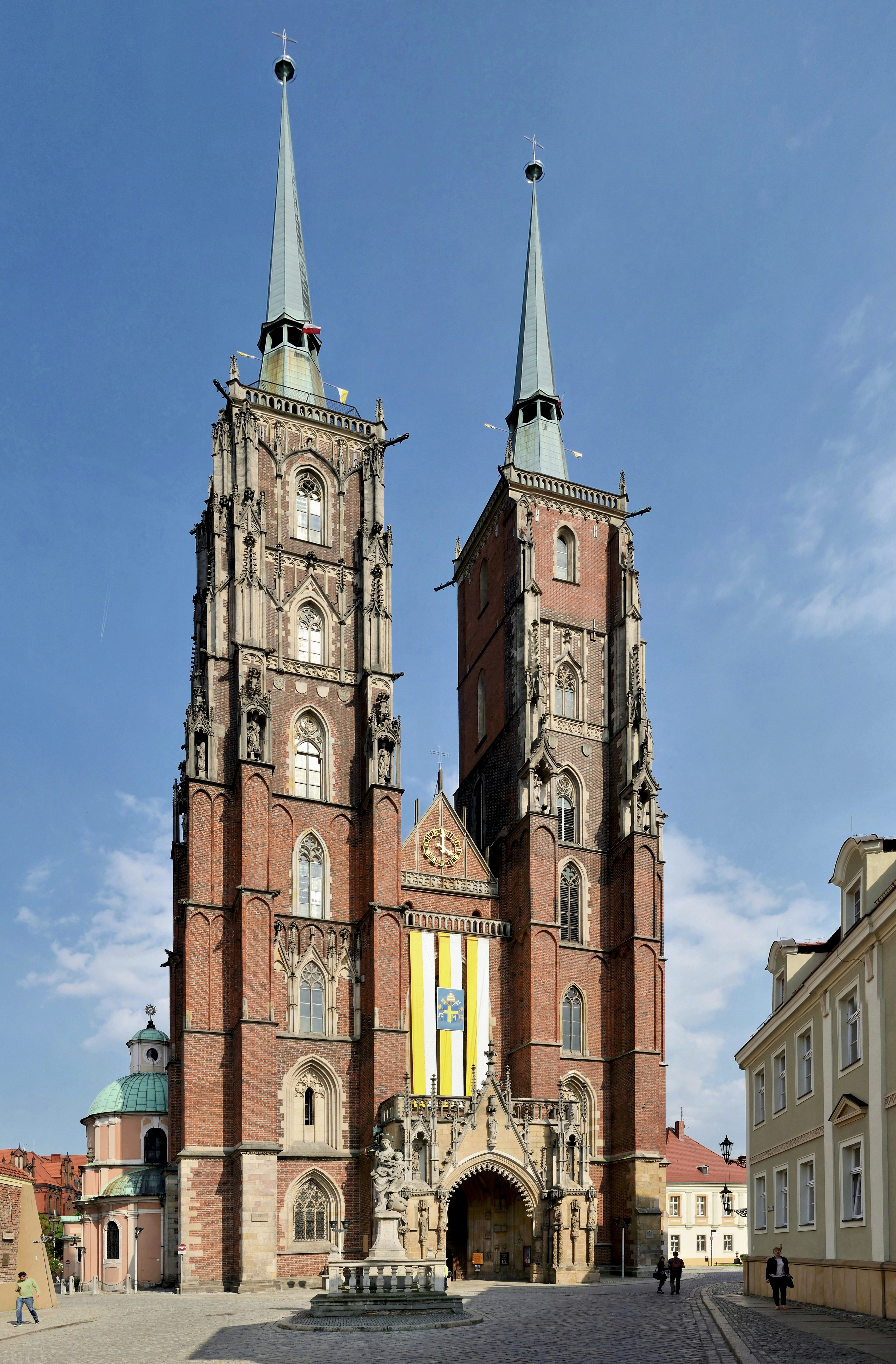
katedra św. Jana Chrzciciela we Wrocławiu

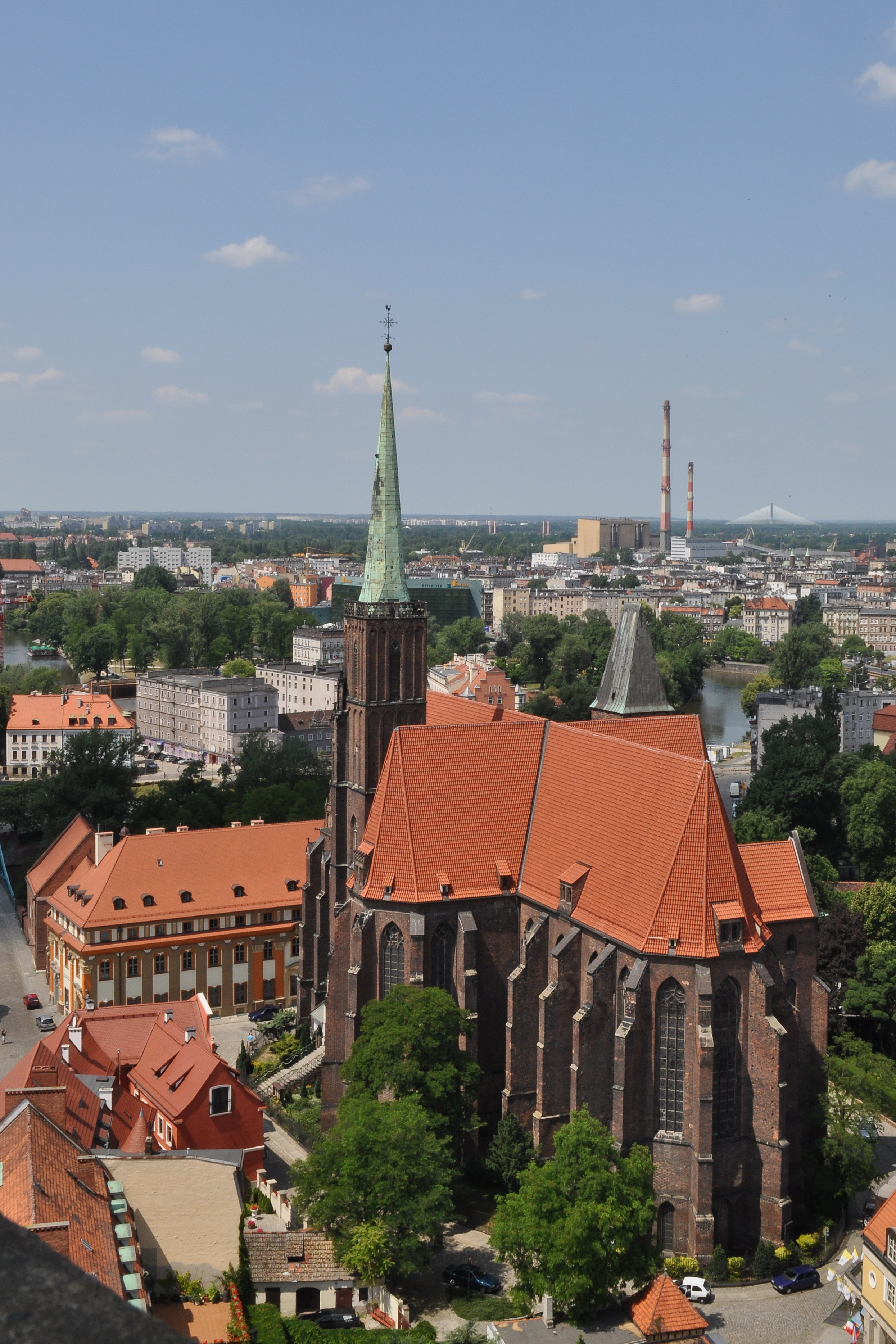
Kolegiata św. Krzyża i św. Bartłomieja we Wrocławiu z XIII w.

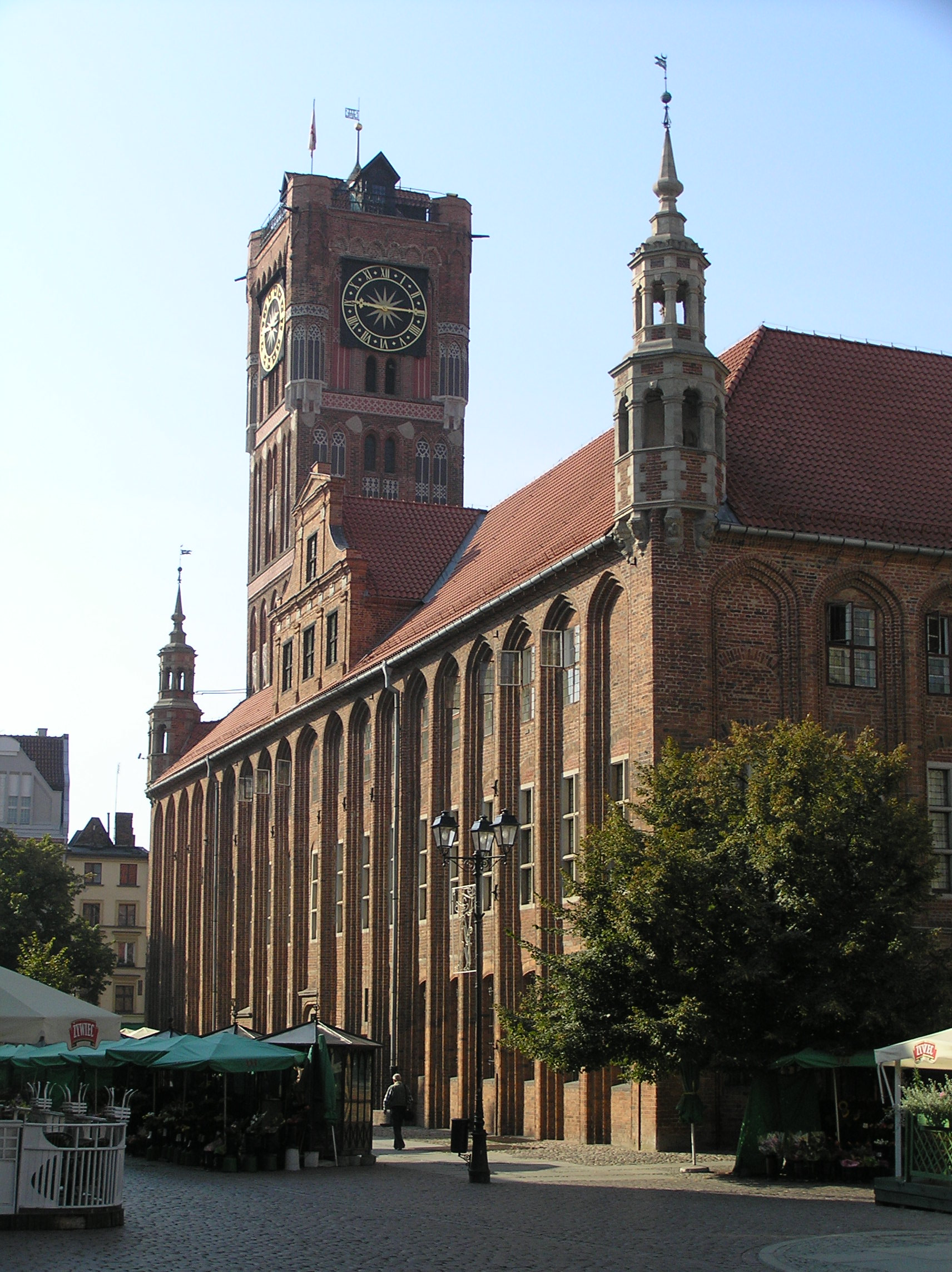
Ratusz Staromiejski w Toruniu

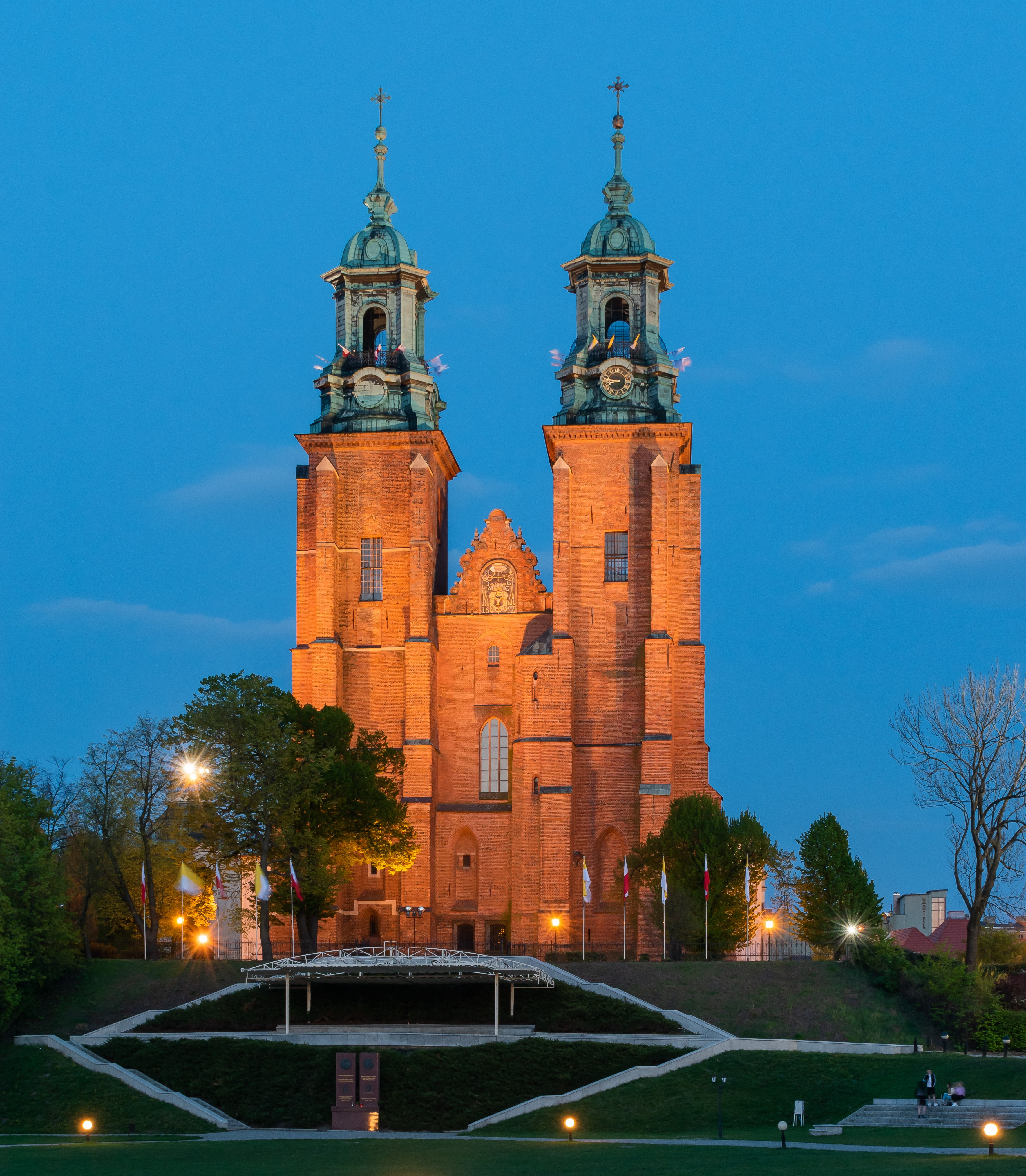
Katedra w Gnieźnie

## Historia gotyku w Polsce
Na ziemie polskie gotyk dotarł wraz z cystersami, którzy zastosowali elementy wczesnogotyckie w 1214 roku w kościele Cysterek w Trzebnicy (sklepienie żebrowe w krypcie wschodniej i pod emporą) oraz w kościołach zakonnych w Jędrzejowie z 1210 roku i Koprzywnicy. Silniejszym nurtem architektura gotycka zaczęła się rozpowszechniać dzięki zakonom dominikanów i franciszkanów pod koniec pierwszej połowy XIII wieku. Pierwsze elementy nowego stylu są widoczne w budowanej z fundacji Iwona Odrowąża w latach 1226–1250 ceglanej bazylice św. Trójcy w Krakowie. W tym dominikańskim kościele, należącym do czasów późnoromańskich, wykonano ostrołukowe łęki międzynawowe. Kościoły dominikańskie i franciszkańskie, budowane w stylu wczesnogotyckim, charakteryzują się zgodnie z regułą zakonu prostotą formy i brakiem wież, witraży i bogatego wystroju. Zazwyczaj długie, prostokątne prezbiterium, przeznaczone dla zakonników przykrywano krzyżowo-żebrowymi sklepieniami. Korpus oddzielony przez lektorium przykrywano stropem lub otwartą więźbą dachową. Powstają także nieliczne budowle cysterskie. Jednym z najwcześniejszych przejawów gotyku w Polsce była także przebudowa po 1244 roku katedry we Wrocławiu, którą rozbudowano od wschodu o prosto zamknięty ceglany chór z obejściem, a nad narożami obejścia ulokowano dwie niewielkie wieże, które pozostały nieukończone do dziś. Za najwcześniejszą budowlę w Polsce zbudowaną całkowicie w stylu gotyckim uważa się kaplicę św. Jadwigi w Trzebnicy (1268-1269) przy kościele św. Bartłomieja w klasztorze cysterek. Kaplica została przebudowana z wcześniejszej, romańskiej kaplicy i połączoną z kościołem wczesnogotyckim portalem. Forma gotyckich kościołów jest znacznie bardziej zróżnicowana niż obiektów powstających w okresie romańskim. Ciekawe obiekty, w dwóch różnych odmianach regionalnych stylu, powstały w Lubiążu, Kamieńcu Ząbkowickim i Henrykowie oraz w Oliwie, Pelplinie i Koronowie.
Na kształtowanie się stylu gotyckiego miały duży wpływ przemiany zachodzące wśród mieszczaństwa. Lokacja miast na prawie magdeburskim i powstawanie nowych ośrodków, których mieszkańcy w okresie rozdrobnienia dzielnicowego czuli się związani przede wszystkim z własnym regionem, a nie całym krajem sprzyjała powstawaniu odrębnych szkół sztuki gotyckiej. Podobnie jak w innych państwach, w polskich miastach także składano zbiorowe zamówienia na budowę nowych kościołów. Niemałą rolę odegrał mecenat królewski. Reforma państwa przeprowadzona w XIV wieku umożliwiła finansowanie wielu inwestycji tego okresu. Okres rządów Kazimierza Wielkiego to czas największego rozkwitu architektury gotyckiej w Polsce. Po raz drugi podobny rozwój miał miejsce w fazie późnogotyckiej, za rządów Kazimierza Jagiellończyka.
Obszar Polski południowej, a zwłaszcza rejon Dolnego Śląska, pozostawał w ścisłym kontakcie z budowniczymi Czech. W rejonie Małopolski, pod patronatem królewskim, rozwijało się budownictwo nazywane stylem dworskim. W tej części kraju najszybciej, także za sprawą mecenatu dworskiego, zagościł renesans (początek XVI wieku). Na architekturę ziem północnych silnie oddziaływały wzorce inspirowane budowlami państwa zakonu krzyżackiego oraz innych miast związanych z Hanzą. Wielkopolska, która utraciła na rzecz Małopolski wiodącą rolę w kraju, nie odegrała w kształtowaniu się tego stylu znaczącej roli. Architektura tych ziem wykazuje wiele związków z zabudową Śląska i Pomorza. Mazowsze, które przyłączyło się do Korony dopiero w 1526, wzorowało się przede wszystkim na sztuce pomorskiej, chociaż i tu widoczne są wpływy szkoły krakowskiej. Na Mazowszu nie wypracowano odmiennych form gotyku. Występujące na tej ziemi budowle cechuje raczej uproszczenie form znanych już wcześniej. Tu też najdłużej (do przełomu XVI i XVII wieku) kontynuowano tradycje gotyckie. W budownictwie drewnianym wpływy gotyku widoczne są jeszcze dłużej.
Występował głównie w rejonie Mazowsza, ale wykraczał też poza jego granice. W wieku XIX został nawet uznany za polski styl w architekturze, dając wzór architektom wielu kościołów neogotyckich. Z racji trudnego dostępu do kamienia zdatnego do obróbki, detale kamienne są tu prawie nieobecne i wszelkie formy zdobnicze ograniczają się do cegły i późniejszych stiuków. W stylu tym budowano jeszcze w XVI w. – najwybitniejszym przedstawicielem jest tu Jan Baptysta Wenecjanin.

## Charakterystyka stylu
Architektura gotycka w Polsce opiera się na budownictwie ceglanym. Zastosowanie tego materiału nie pozwalało na budowę kościołów o strzelistych sylwetkach, rozczłonkowanych elewacjach. Ściany pełnią rolę konstrukcyjną, wzmocnione skarpami, wraz z masywnymi filarami, podtrzymują sklepienia. Umieszczane w ścianach okna mają znacznie mniejsze wymiary. Bryła pozbawiona dekoracji rzeźbiarskiej zdobiona jest blendami, których jasny zazwyczaj kolor odcina się od czerwieni muru. To zestawienie kolorystyczne wykorzystywano także do dekoracji sklepień pozostawiając ceglane żebra na tle tynkowanej powierzchni podniebienia. Do zdobienia elewacji używano także cegły glazurowanej. Kościoły halowe zdobiono ażurowymi szczytami, często o skomplikowanym wzorze, zwieńczonymi zazwyczaj sterczynami.
Wbrew powszechnemu przekonaniu istnieje również drewniana architektura gotycka. Jest ona reprezentowana w Polsce głównie przez drewniane kościoły zachowane do naszych czasów. Wśród świątyń gotyku drewnianego możemy wymienić najstarsze zachowane kościoły drewniane w Polsce, których datacja jest pewna. Do gotyckiej architektury drewnianej możemy zaliczyć: Kościół Wszystkich Świętych w Sierotach (1456-57), Kościół Wszystkich Świętych w Łaziskach (1466-67) czy Kościół św. Michała Archanioła w Dębnie (1490).
W Polsce, w okresie gotyku, ukształtowały się jego odmiany regionalne.

### Gotyk nadwiślański, tzw. szkoła krakowska
W rejonie Małopolski budowle wznoszono z cegły z zastosowaniem ciosów kamiennych do wykonania detali. Kościoły budowane na tym terenie są często dwunawowe. Spotykane są także bazyliki o niezbyt wysokich nawach bocznych. Ich konstrukcję rozwiązywano w sposób uproszczony, z zastosowaniem systemu filarowo-skarpowego. Przypory stawiane przy ścianach nawy głównej wyprowadzano ponad dachy naw bocznych. Najczęściej stosowano także dwudzielne okna i portale.

### Gotyk śląski
Do początku XIV wieku architektura gotycka na Śląsku rozwijała się w podobny sposób jak w krajach ościennych, co widać na przykład w kaplicy św. Jadwigi w Trzebnicy, nawie fary w Złotoryi, prezbiterium kościoła dominikanów we Wrocławiu.
Jednakże od połowy XIV do końca XV wieku w centralnej części Dolnego Śląska powstał osobny spójny nurt śląskiej szkoły architektury gotyckiej, mający swoisty i oryginalny charakter. Charakteryzował się budową szeregu ogromnych podobnych do siebie kościołów parafialnych. Nurt ten zapoczątkowała budowa w 1315 roku przez biskupa Henryka z Wierzbna nowej nawy katedry we Wrocławiu. Powstało surowe i pozbawione artykulacji wnętrze z płaskimi powierzchniami i wysoko umieszczonymi oknami w nawie. Dużym osiągnięciem tej szkoły było rozwiązanie sklepienia trójdzielnego (tzw. sklepienie piastowskie) złożonego z dziewięciu tarcz podpartych w pięciu punktach, które to rozwiązanie zapożyczono z katedry w Krakowie. Kolejnym przykładem tego nurtu była fara św. Elżbiety we Wrocławiu z przeszklonym prawie całkowicie prezbiterium i potężnymi filarami oraz podobnie ukształtowany kościół Panny Marii na Wyspie Piaskowej we Wrocławiu. Cechą wspólną tego nurtu było stosunkowo skromne ozdabianie fasad. Kolejnym przykładem szkoły śląskiej jest kościół św. Marii Magdaleny we Wrocławiu, fara w Brzegu. Należące do nurtu szkoły śląskiej katedra św. Stanisława w Świdnicy, bazylika w Strzegomiu i kościół św. Marcina w Jaworze dla odmiany były wzbogacone o dekoracje na fasadzie, co wynikało zapewne z manifestacji niezależności przez księcia świdnicko-jaworskiego Bolka II.
Nie związana ze szkołą śląską jest fara w Nysie, która stanowi osobny przykład wybitnej architektury gotyckiej w tym regionie. Częstym zjawiskiem jest także bogata dekoracja maswerkowa, oraz kamienne portale (kaplica zamkowa w Lubinie, bazyliki w Świdnicy, Strzegomiu, Jaworze). Często spotykaną cechą na Dolnym Śląsku było usytuowanie wieży przy skrzyżowaniu nawy poprzecznej z prezbiterium kościoła. Na terenie Dolnego Śląska, w kościołach bazylikowych dość często stosowano systemy przyporowe z ceglanymi łękami poprowadzonymi nad dachami naw bocznych i wieżami sił. W przeciwieństwie do szkoły krakowskiej, na Śląsku nie występują założenia dwunawowe.

### Gotyk pomorski
Ceglane kościoły Pomorza to przede wszystkim hale z potężnymi wieżami zazwyczaj usytuowanymi w osi głównej. Znacznie rzadziej spotyka się bazyliki.

### Architektura świecka
Zamki
Od XIII wieku zaczęto modernizować także siedziby królewskie i książęce poszerzając program funkcjonalny budowli istniejących (np. zamek na Wawelu, Legnica) oraz budując zamki, które początkowo można było zbudować jedynie za zgodą władcy. Z tego powodu najstarsze zamki miały charakter budowli państwowych. Początkowo, w XIII wieku, charakterystyczne dla zamków elementy umieszczono w obrębie funkcjonujących grodów drewniano-ziemnych, w związku z czym pierwsze zamki miały kształt nieregularny (np. w Opolu). Po połowie XIII wieku zarzucono także budowę palatiów, które należy łączyć raczej z wcześniejszą epoką. Kształt regularny zamków rozpowszechnił się na terenie Królestwa Polskiego w czasach panowania Kazimierza Wielkiego i budowano je w takim kształcie nawet w miejscach wcześniejszych grodów (Rawa, Łęczyca, Koło). Zamki budowały także zakony np. Joannici (Stare Drawsko, Łagów, Swobnica, Pęzino) oraz Krzyżacy, na terenie państwa utworzonego przez nich w Prusach (Malbork, Radzyń Chełmiński, Nidzica) oraz biskupi (Sławków, Lipowiec). W zamkach budowano też wieże ostatecznej obrony (określane jako stołp) oraz wieże mieszkalne (donżon). Najlepiej zachowane gotyckie zamki to: 
- w Polsce południowej, m.in. w Chęcinach, Czorsztynie, Niedzicy, Ojcowie, Bobolicach, Kazimierzu Dolnym, Będzinie, Lipowcu, Ogrodzieńcu.
- w Polsce północnej:
  - zbudowane przez zakon krzyżacki w: Malborku, Nidzicy, Golubiu, Gniewie, Radzyniu Chełmińskim;
  - lub na ich warowniach wzorowane (najczęściej budowane w dobrach biskupich) w Kwidzynie, Lidzbarku Warmińskim, Olsztynie, Reszlu.
  - zamki na Mazowszu: Zamek w Ciechanowie, Czersku, Liwie.
  - zamki w Wielkopolsce: Zamek w Kole, Sierakowie, Szamotułach, Gołańczy.

Ratusze
Centralnym miejscem był duży rynek, na którym budowano symbol władzy miejskiej i główną strażnicę – ratusz z wysoką wieżą. Wokół ratusza skupiały się inne budynki związane z funkcją organizmu miejskiego – sukiennice, budynek wagi miejskiej, kramy kupieckie i pręgierz. Przykładem nieprzekształconego później ratusza w stylu gotyckim jest Ratusz we Wrocławiu, Ratusz Staromiejski w Toruniu, Ratusz w Chojnie, Gdańsku. Z ratusza w Krakowie zachowała się tylko wieża.

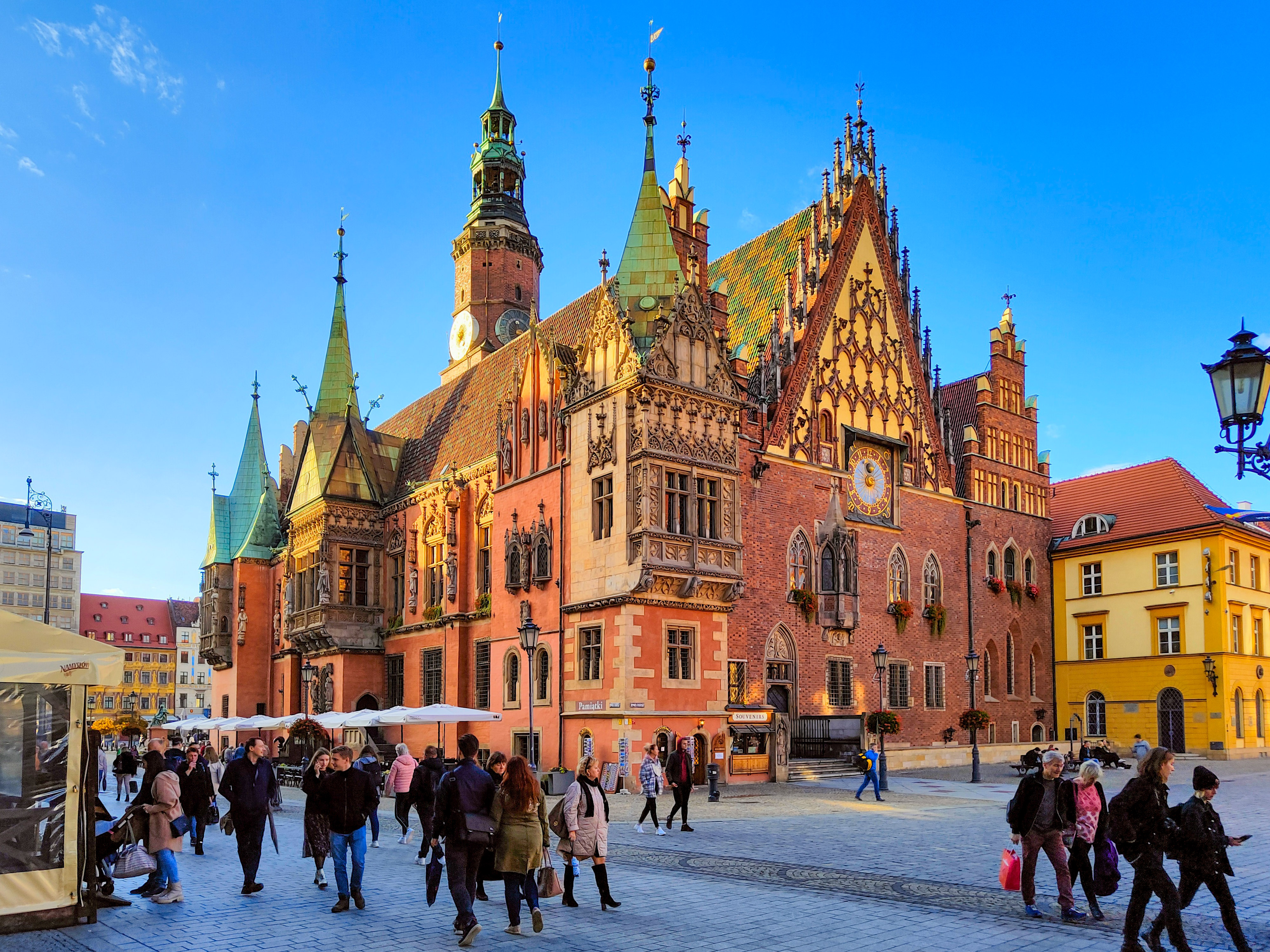
Ratusz Staromiejski we Wrocławiu
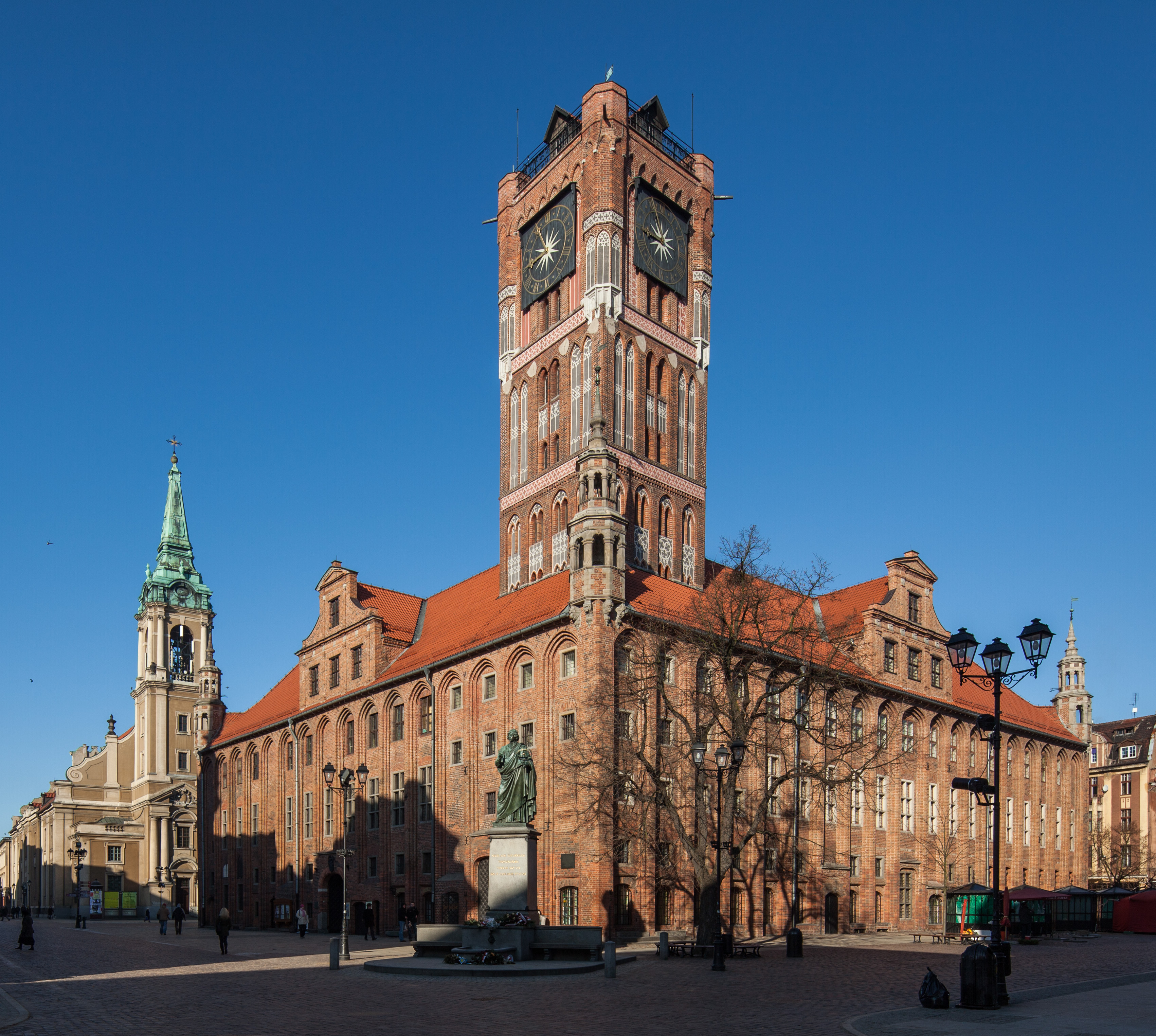
Ratusz Staromiejski w Toruniu
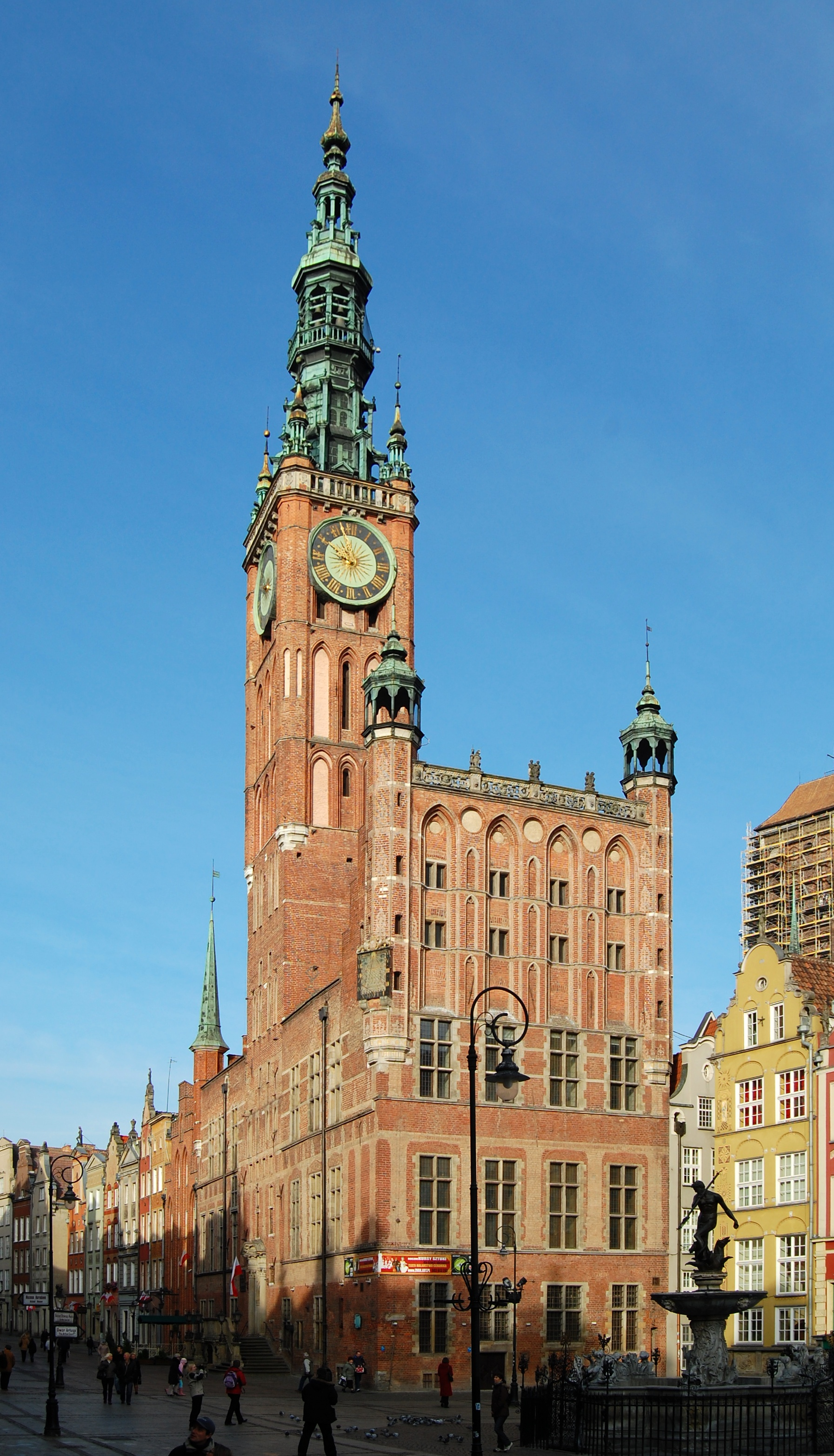
Ratusz Głównego Miasta w Gdańsku
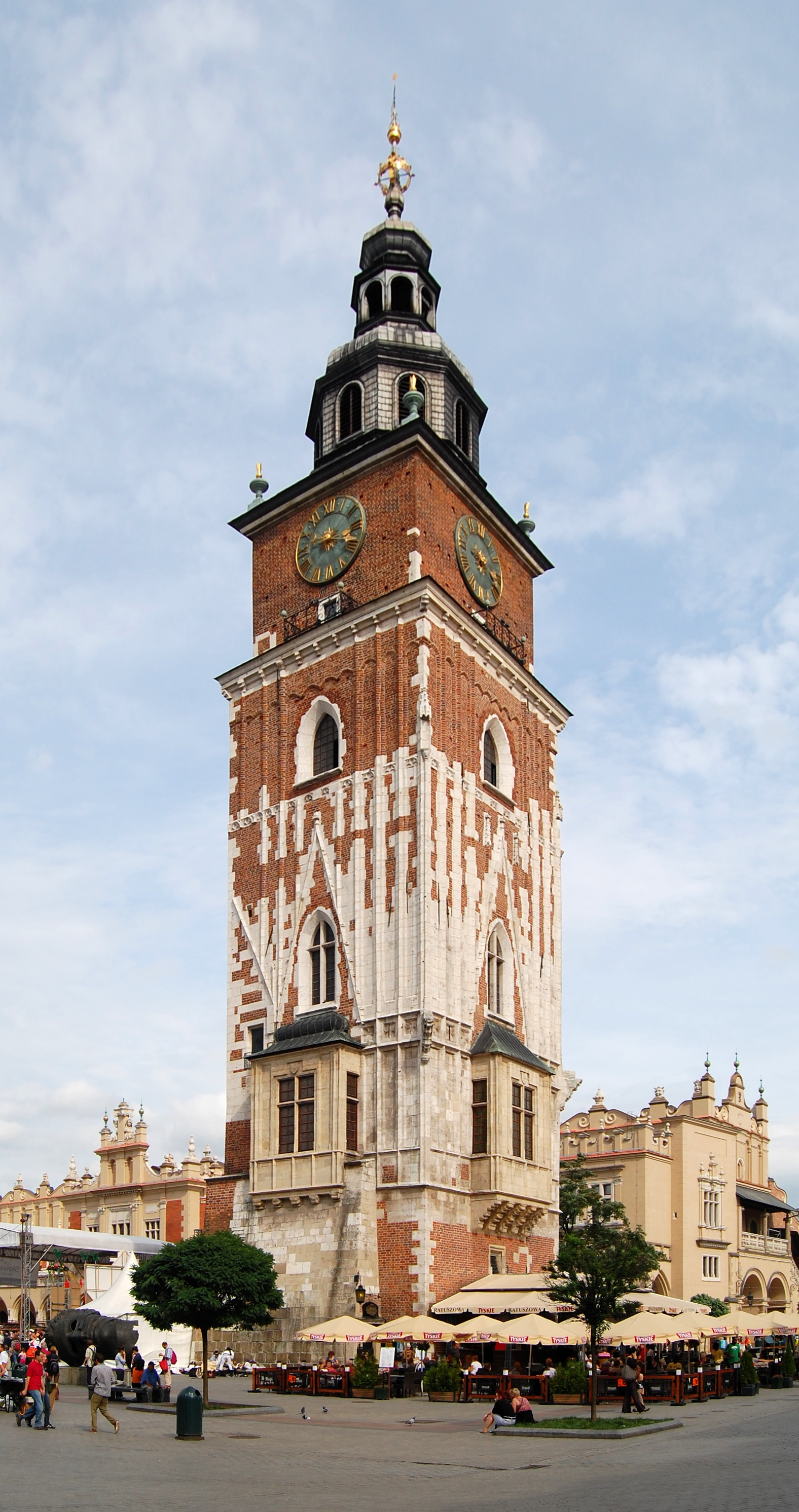
Wieża ratuszowa w Krakowie
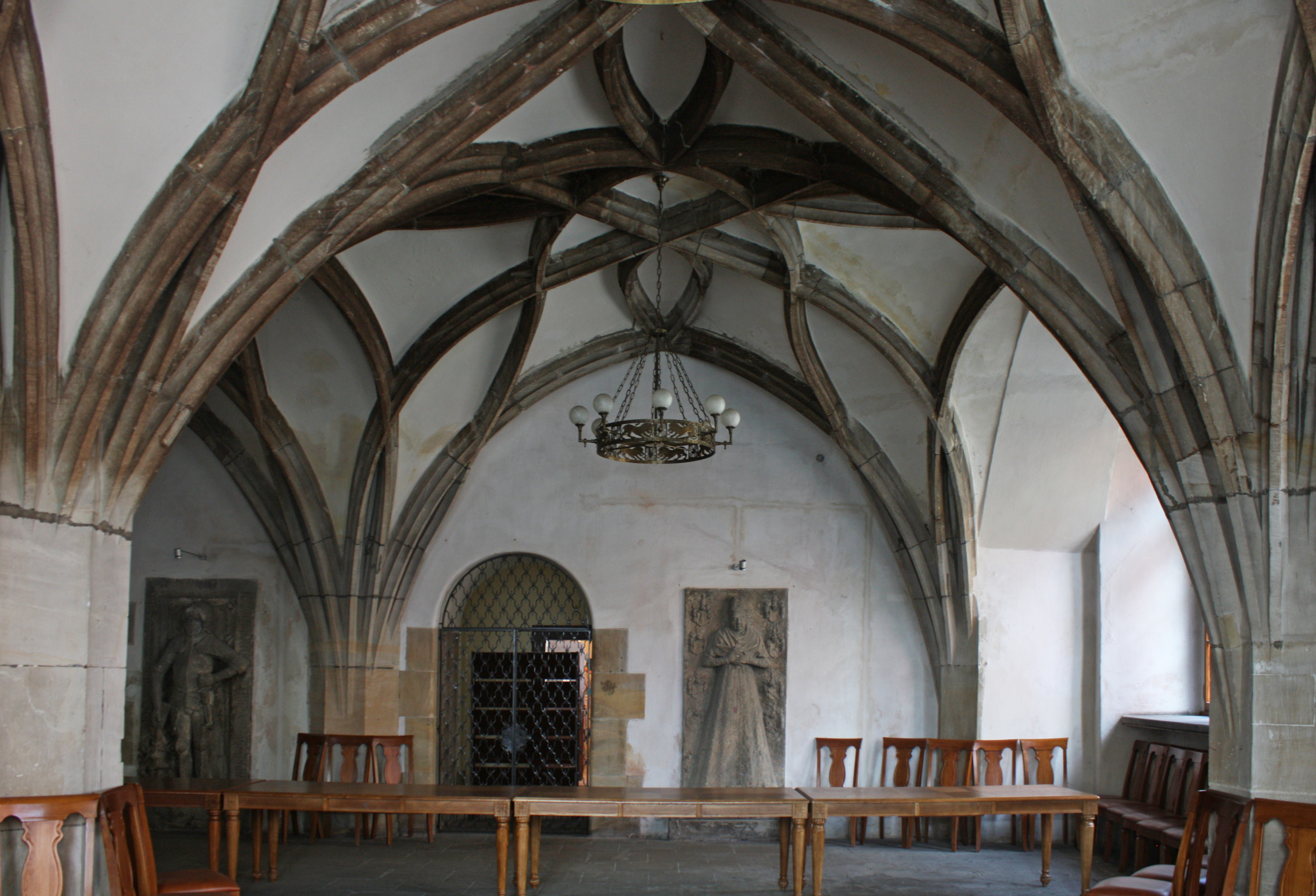
Sień ratusza w Lwówku Śląskim
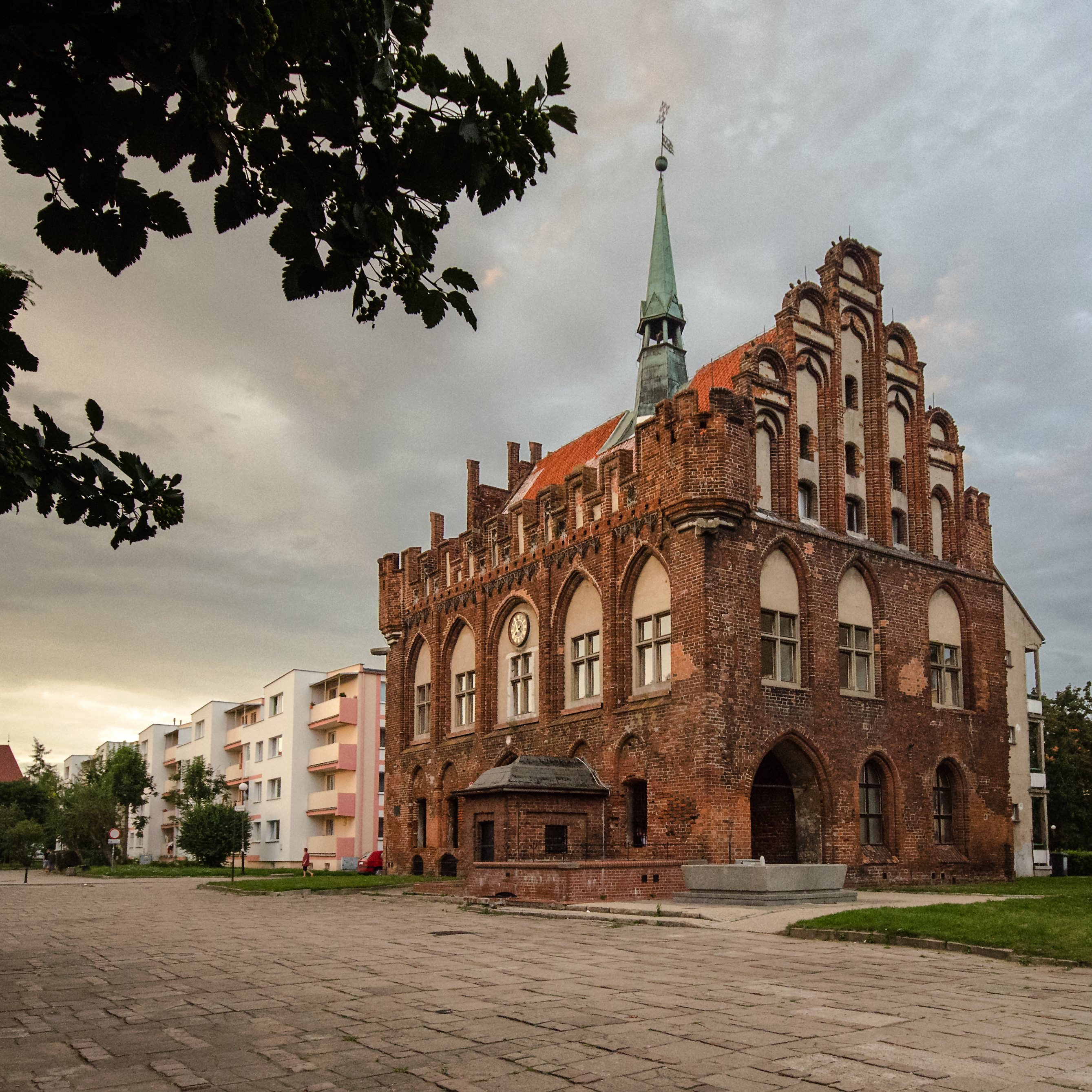
Ratusz w Malborku
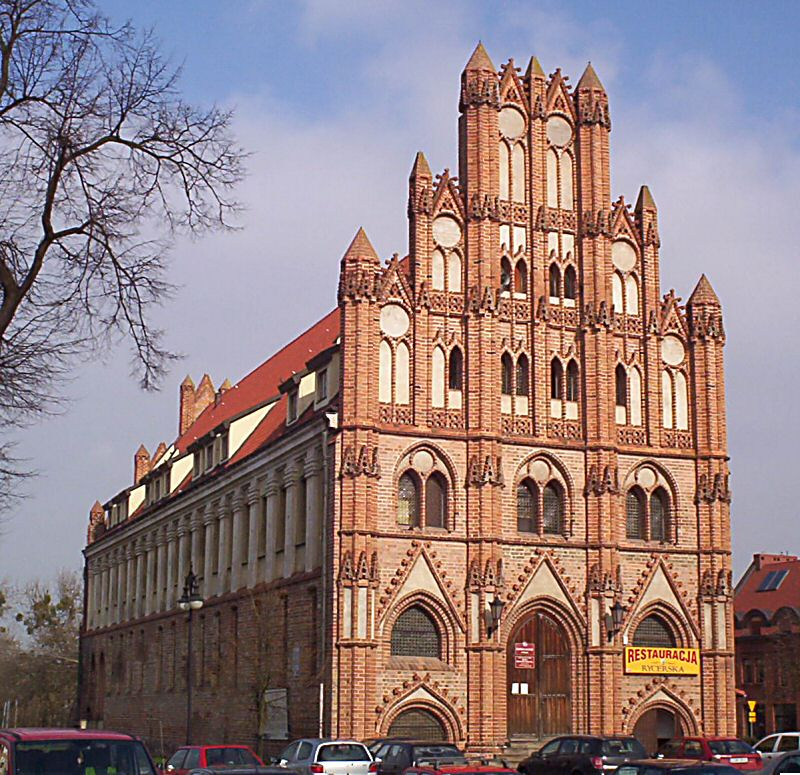
Ratusz w Chojnie
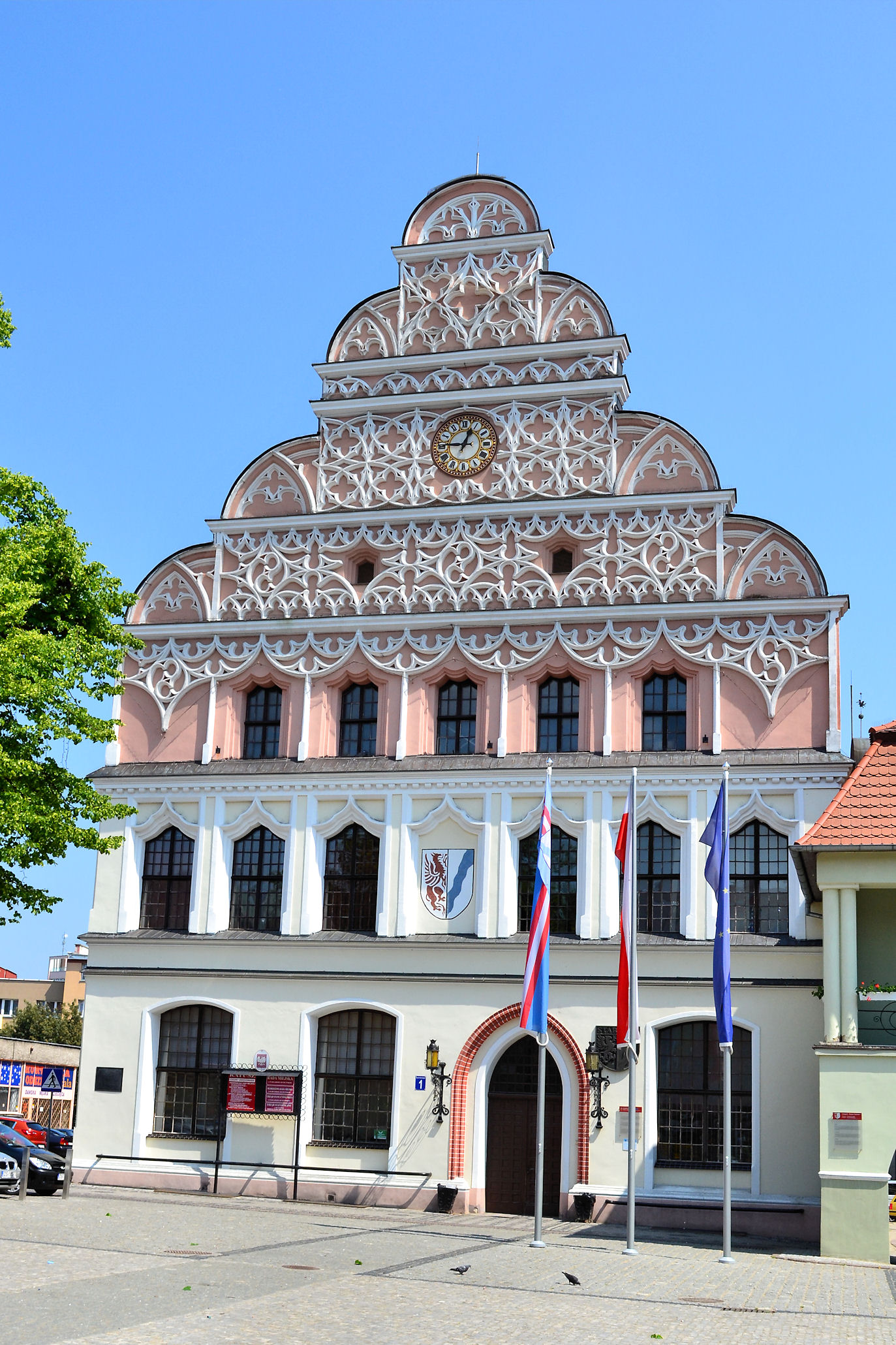
Ratusz w Stargardzie
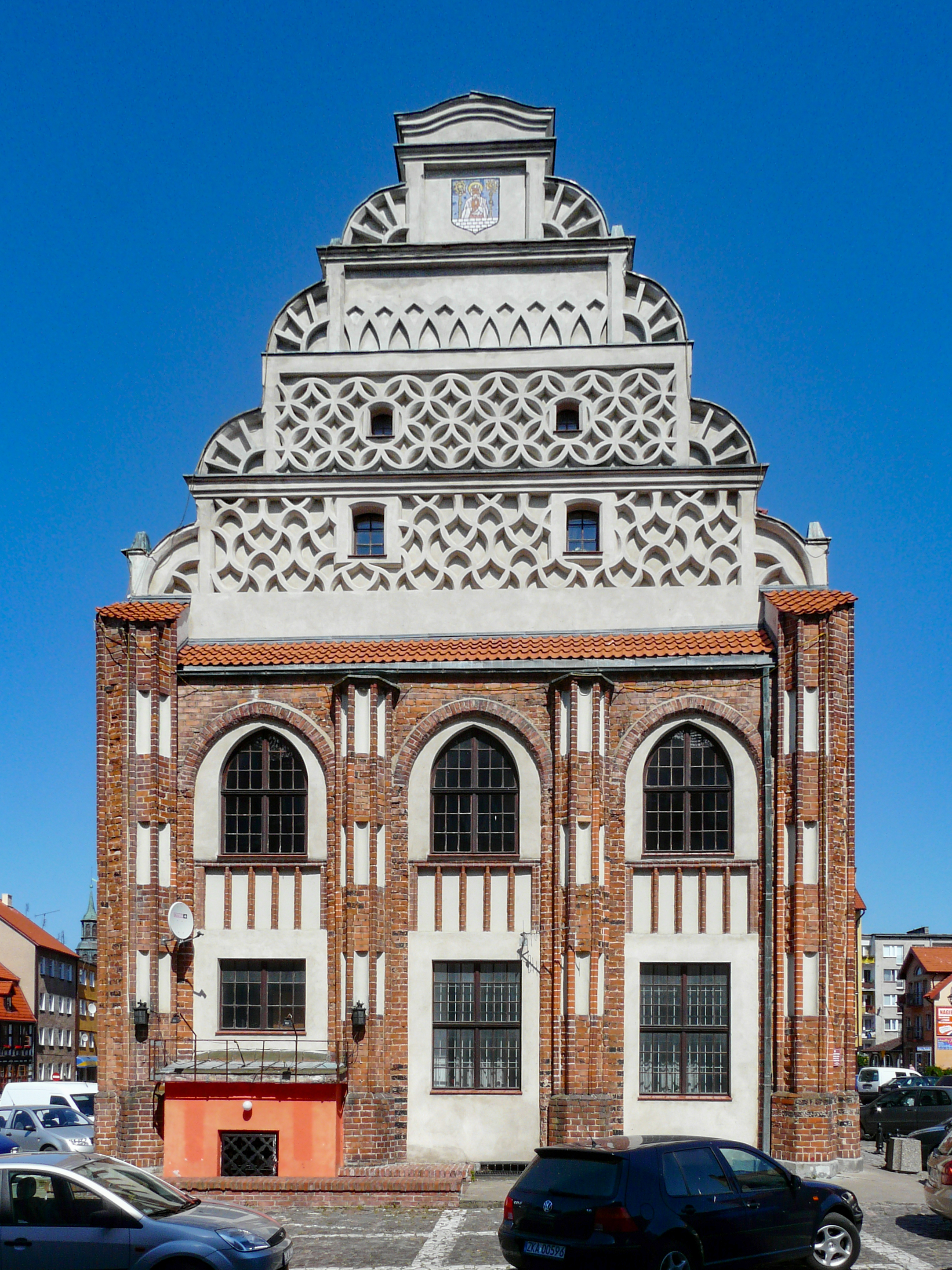
Ratusz w Kamieniu Pomorskim
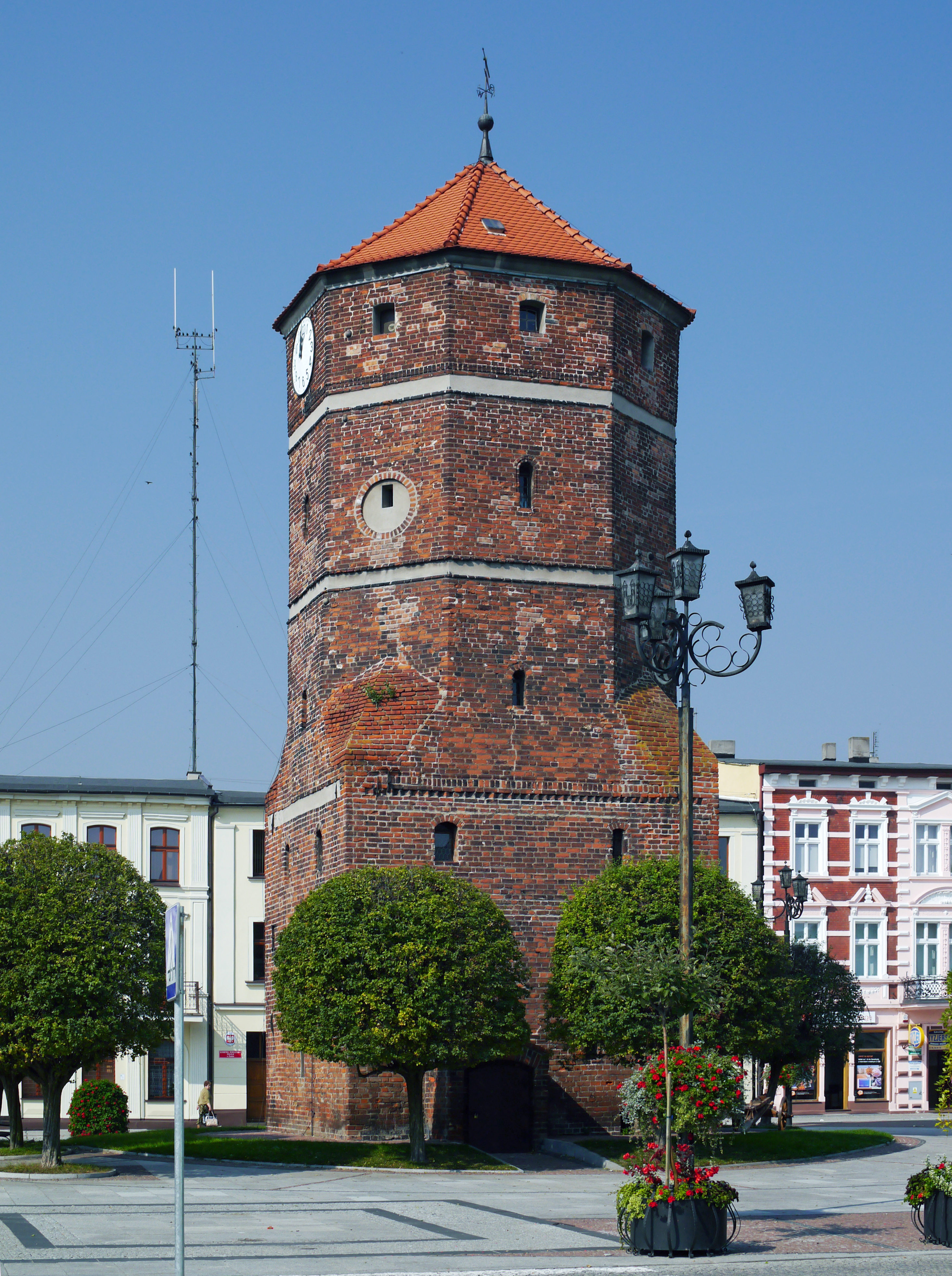
Wieża ratuszowa w Żninie
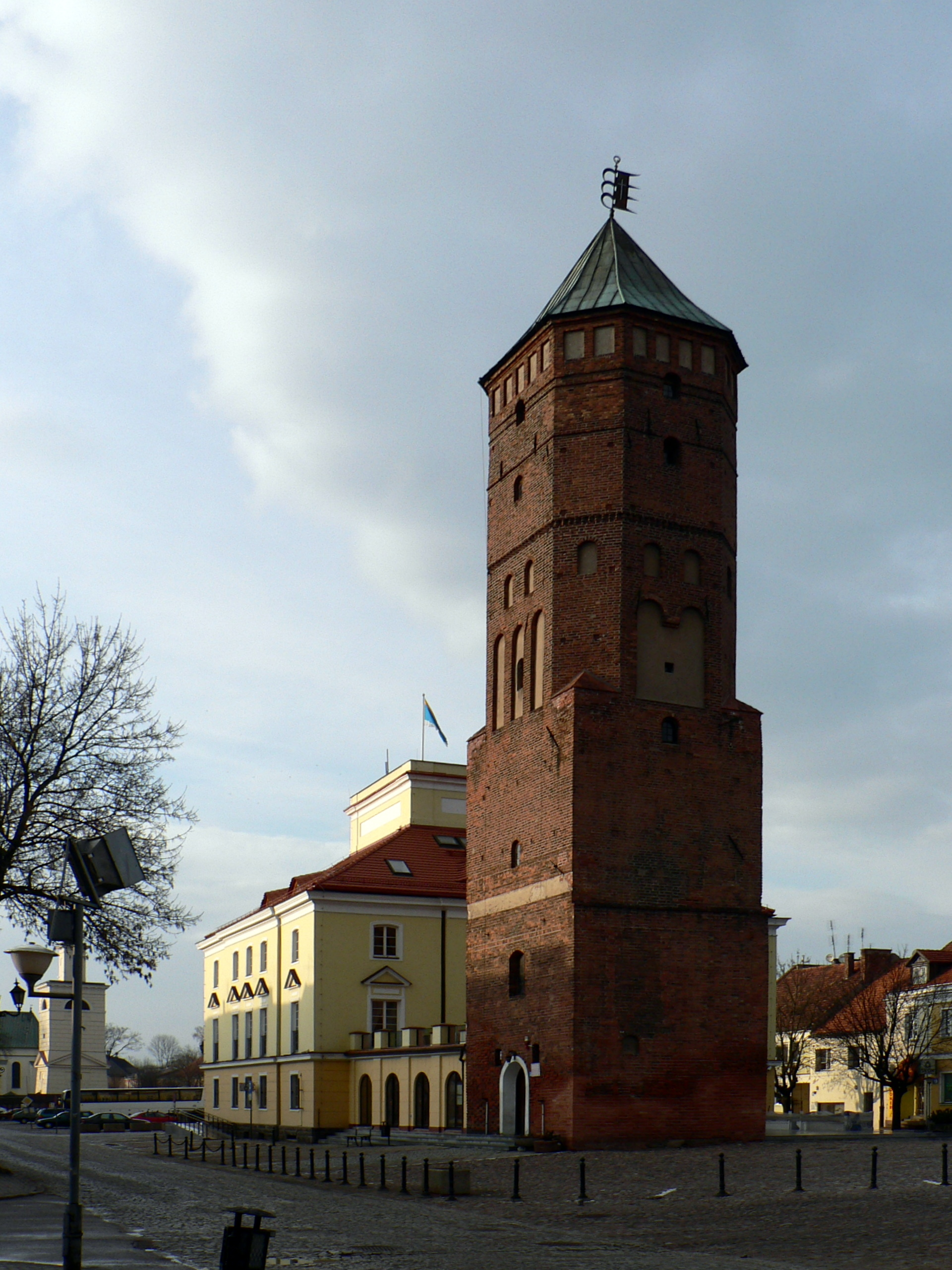
Ratusz w Pułtusku

Kamienice miejskie
Istniejące grody usamodzielniały się otrzymując nowe prawa lokacyjne (najczęściej na prawie magdeburskim). Obszar miast dzielono siatką zazwyczaj prostopadłych ulic na działki tworząc układ szachownicy. Budynki mieszkalne, w wyższych partiach nadal budowano z drewna lub w technice muru pruskiego. W celu utrudnienia przenoszenia się ognia podczas pożaru, często podwyższano ściany na granicy dwóch sąsiednich działek a dwuspadowy dach otrzymuje połacie skierowane do środka. Fasady domów wieńczono schodkowymi lub trójkątnymi szczytami. Domy bogatych mieszczan czasem otrzymywały bogatszy wystrój w postaci wymurowanych laskowań na tle białych blend. Częściej była to polichromia naśladująca wątek muru, maswerki i wimpergi. Przykładem kamienicy w stylu gotyckim jest Dom Kopernika w Toruniu, Dom Długosza w Sandomierzu, Najstarszy budynek Uniwersytetu Jagiellońskiego – Collegium Maius, kamienica przy ul. Łaziennej 22 w Toruniu.
Mury i bramy miejskie
Miasto otaczały mury obronne, czasem w miejscu wcześniejszych wałów i inwestycje takie prowadzono przez wiele lat, dokonując częstych modernizacji. Starsze umocnienia często podwyższano, a proste ich zwieńczenia blankami zastępowano nowocześniejszymi machikułami. Ciąg murów obronnych często przerywały otwarte od strony miasta baszty, rozmieszczone w odległości strzału tj. około 40–60 m. Miasta czasem otrzymywały nowy, drugi pas murów obronnych (np. Wrocław, Toruń), a nawet trzeci (np. Toruń). Najstarsze mury obronne na ziemiach polskich znajdują się w Toruniu: najwcześniejszy odcinek przy ul. Pod Krzywą Wieżą datowany na lata 1246-1262. Prowadzące do miast często ozdobne bramy poprzedzano w okresie późnogotyckim barbakanami połączonymi z nimi szyją. Pierwsza taka forma obronna na ziemiach polskich powstała w Toruniu - barbakan Starotoruński z 1426 r. Najlepiej zachowanym barbakanem w Polsce jest Barbakan w Krakowie. Do dzisiejszych czasów zachowały się fragmenty murów obronnych, z których najczęściej zachowały się bramy, np. w Szydłowie, Sandomierzu, Krakowie z Bramą Floriańską i barbakanem. Znaczne części murów zachowały się w Stargardzie, Prabutach, Pyrzycach, Toruniu. W Chełmnie, Strzelcach Krajeńskich, Byczynie i Paczkowie mury miejskie zachowane są prawie w całości.

## Przykłady zabytków

### Budownictwo sakralne
- kościoły klasztorne:
  - dominikański kościół św. Wojciecha we Wrocławiu, budowany na miejscu wcześniejszej świątyni od 1241. Budowę kościoła rozpoczęto od jednonawowego korpusu. W 1330 ukończono prezbiterium. Wieża usytuowana w południowo-wschodnim naroży, przy skrzyżowaniu prezbiterium z transeptem została ukończona w XIV w. a szczyt przebudowano w XV wieku.
  - dominikański kościół św. Trójcy w Krakowie, podczas przebudowy w XIV wieku otrzymał ostrołukowe sklepienia kolebkowo-sieciowe z lunetami w prezbiterium oraz sklepienia krzyżowo-gwiaździste w korpusie. Sklepienie nawy głównej podparto systemem filarowo-skarpowym.
  - franciszkańskim kościół św. Franciszka w Krakowie budowany w okresie od XIII-XVI wieku na rzucie krzyża o początkowo nieomal równych ramionach, przedłużonych w późniejszym okresie – w XIV w. jednonawowy korpus a w XV w. prezbiterium, które otrzymało zakończenie na planie połowy sześcioboku. W XVI wieku dobudowano jedną nawę boczną od strony północnej (obecnie kaplica Męki Pańskiej). Początkowo nad skrzyżowaniem naw znajdowała się drewniana dzwonnica, która zawaliła się w 1445. Nową wieżę dobudowano po stronie północnej (rozebrano ją w XIX w. i na jej miejscu postawiono kruchtę). Większa część kościoła spłonęła w XIX wieku. Z czasów gotyckich zachowały się dwa okna w prezbiterium, część krużganków
  - franciszkański kościół św. Jakuba we Wrocławiu (obecnie pod wezwaniem św. Wincentego) z ok. 1240 r., przebudowany pod koniec XIV wieku. Trójnawowa bazylika z długim prezbiterium zakończonym połową ośmioboku i przykrytym ostrołukowym sklepieniem kolebkowym z lunetami. Sklepienie krzyżowe korpusu podparte zostało systemem przyporowym z ceglanymi łękami przyporowymi poprowadzonymi nad dachami naw bocznych i wieżami sił.
- kościoły katedralne
  - Archikatedra wrocławska pw. św. Jana Chrzciciela. Budowę obecnego kościoła, w miejscu wcześniejszych budowli, rozpoczęto ok. 1244 r. od prezbiterium, które zostało ukończone w 1271 r. Ta część kościoła ma jeszcze wiele cech budowli późnoromańskiej. Korpus i kaplicę Mariacką zbudowano w XIV w. a wieże w XV. Katedra była wielokrotnie niszczona pożarami i odnawiana. Po zniszczeniach w 1945 została odbudowana. Jest to trójnawowa bazylika, bez transeptu z mocno wydłużonym prezbiterium i prostokątnym obejściem, w które otrzymało sklepienia krzyżowe. Prezbiterium przykryto sześciodzielnym sklepieniem żebrowym a przęsła korpusu sklepieniami krzyżowymi. Pomiędzy prezbiterium a korpusem usytuowane jest szersze przęsło o planie kwadratu w nawie głównej. Ramiona tego przęsła w obrębie naw bocznych otrzymały sklepienia piastowskie. Kaplica Mariacka, zbudowana za obejściem, z niewielkim własnym prezbiterium także otrzymała sklepienia trójdzielne.
  - Katedra na Wawelu została zbudowana na miejscu wcześniej istniejącego kościoła. Budowę gotyckiego obiektu rozpoczęto w 1320 r. od prezbiterium z prostokątnym obejściem. Po jego bokach usytuowano dwie kaplice: św. Małgorzaty i św. Jana Ewangelisty (nieistniejące). Kaplica Mariacka została zbudowana za obejściem, w osi głównej kościoła. Prezbiterium i obejście przykrywają sklepienia krzyżowe, tylko ostatnie przęsło prezbiterium oraz kaplicę Mariacką przykryto sklepieniami trójpolowymi (tzw. "piastowskimi"). Budowę prezbiterium ukończono w 1346. W latach 1330–1364 zbudowano trójnawowy korpus (nawa główna o wysokości 19 m i nawy boczne 9 m). Sklepienia nawy głównej podparte są za pomocą konstrukcji filarowo-skarpowej.
  - Katedra gnieźnieńska pw. Wniebowzięcia Najświętszej Marii Panny zbudowana na fundamentach budowli romańskiej. Korpus trójnawowej bazyliki powstał w latach 1342–1382. Bezpośrednio do korpusu (bez nawy poprzecznej) przylega prezbiterium z obejściem i wieńcem kaplic zbudowane na planie połowy dwunastoboku. Wszystkie pola przykrywają sklepienia krzyżowe. W nawie głównej podparte zostały przyporami wiszącymi.
  - Katedra w Poznaniu została zbudowana w XIV-XV wieku, na miejscu wcześniejszych budowli. Ceglana, trójnawowa bazylika bez transeptu, prezbiterium z obejściem otrzymały sklepienia gwiaździste rozwiązane na planie prostokąta. Kaplice obejścia zostały przebudowane w okresie późniejszym. Od strony zachodniej, przedsionek kościoła flankują dwie wieże. Katedra była wielokrotnie przebudowywana. Po zniszczeniach w 1945 została odbudowana. Z okresu gotyku zachowała się m.in. rozeta nad portalem.
  - Archikatedra oliwska, odbudowana po zniszczeniach po 1350 r. na fundamentach z XIII wieku. Korpus bazyliki posiada tylko jedną nawę boczną od strony północnej. Prezbiterium z obejściem (bez wieńca kaplic) zamkniętym połową ośmioboku poprzedza nawa poprzeczna. Sklepienia pochodzą z XVI wieku. Nad nawami i prezbiterium wykonano sklepienia gwiaździste a nad obejściem przeskokowe z przesunięciem podparcia o połowę przęsła.
  - Archikatedra św. Jana Chrzciciela w Warszawie – budowana od końca XIII wieku. Trójnawowa hala z imponującym, wysokim dachem. Wielokrotnie przebudowywana. Po zniszczeniach wojennych, fasada odtworzona w stylu gotyku nadwiślańskiego.
  - Bazylika katedralna Wniebowzięcia Najświętszej Maryi Panny w Pelplinie zbudowana w XIII-XIV wieku. Korpus i prezbiterium o prostym zakończeniu mają taką samą szerokość. Rozdziela je nawa krzyżowa złożona z trzech przęseł podzielonych na dwa pasma. Wszystkie pola bazyliki przykrywają sklepienia gwiaździste, najbogatsze w ramionach transeptu (w ramieniu północnym cztery pola sklepienia podparte są jednym, centralnym słupem; w ramieniu południowym tylko trzy pola przęsła znajdują się wewnątrz kościoła, czwarte należy do krużganku klasztoru). Sklepienie nawy głównej podpierają wiszące przypory. Do wschodniej i zachodniej ściany, w linii filarów międzynawowych, dobudowano smukłe wieże. Szczyty obu elewacji zdobią blendy i ceramiczne sterczyny.
- inne kościoły bazylikowe
  - Kościół Mariacki w Krakowie przebudowany z halowego pod koniec XIV wieku (prezbiterium w 1384 a korpus w 1395). Sklepienie wykonano w XV wieku (wcześniejsze zawaliło się w 1442). Jest to ceglana bazylika z detalami z ciosów kamiennych. Nawy korpusu przykryto sklepieniami krzyżowymi. Przęsła prezbiterium otrzymały sklepienia gwiaździste. Sklepienie nawy głównej podparto systemem filarowo-skarpowym. Fasadę flankują dwie wieże – północna została ukończona w 1478. Zwieńczono ją późnogotyckim hełmem. Budowę wieży południowej przerwano w 1592 i zwieńczono ją hełmem renesansowym. Wewnątrz kościoła znajduje się cenny, gotycki ołtarz, dzieło Wita Stwosza.
  - Bazylika katedralna Wniebowzięcia NMP we Włocławku, powstała w latach 1340–1411. Zbudowana została po zniszczeniu przez Krzyżaków w 1329 r. katedry romańskiej. W 1511 r. ukończona została wieża północna, w 1526 r. – wieża południowa. W końcu XIX w. świątynia została przebudowana w stylu neogotyckim, wzniesiono trzy ostatnie kaplice, skarbiec i kruchtę zachodnią z pierwotnym, XV-wiecznym portalem. W prezbiterium znajdują się gotyckie witraże (22 kwatery) z około 1360 r. – najstarsze w kościele katolickim w Polsce. Do wyposażenia należą m.in. barokowe stalle (1683 r.), potężny 7-ramienny świecznik brązowy renesansowy (1596 r.), krzyż Tumski z lat 1610-1615, nagrobki i epitafia biskupów i kanoników z XV-XIX wieku, m.in. w kaplicy św. Józefa późnogotycki Piotra z Bnina dłuta Wita Stwosza (1493 r.). W kaplicy chrzcielnej stoi srebrny ołtarz z klasztoru w Lądzie, wykonany przez toruńskiego złotnika Jana Letyńskiego w 1744 r. oraz drewniana rzeźba Ostatnia Wieczerza (1505 r.) i obraz Wniebowzięcia NMP (1475 r.). W północnej nawie w neogotyckich ramach obrazy Bartholomäusa Strobla.
  - Kościół św. Katarzyny w Krakowie zbudowany w drugiej połowie XIV wieku, z fundacji Kazimierza Wielkiego. Ceglana, trójnawowa bazylika z dużymi fragmentami z ciosów kamiennych. Sklepienia przykrywające przęsła uległy zniszczeniu. W prezbiterium wykonano sklepienie gwiaździste w XVI wieku a nad nawami korpusu obecnie znajduje się drewniana imitacja sklepienia z XIX wieku.
  - Kościół Bożego Ciała w Krakowie zbudowany ok. 1340–1405 jako trójnawowa bazylika bez transeptu. Korpus łączy się z długim prezbiterium o wysokości równej z nawą główną. Całość przykrywa wspólny, dwuspadowy dach. Sklepienie nawy głównej podparte jest systemem filarowo-skarpowym.
  - Kościół św. Jakuba w Toruniu, trójnawowa bazylika z pierwszej połowy XIV wieku. Do naw bocznych przylegają dwa rzędy kaplic umieszczonych pomiędzy masywnymi przyporami. Gwiaździste sklepienie nawy głównej podpierają wiszące przypory zakończone sterczynami. Podobne sterczyny umieszczono nad przyporami w nawach bocznych. Sklepienia kaplic podparte na pięciu wezgłowiach, podzielono żebrami na 10 i 11 tarcz. Nad pierwszym przęsłem korpusu umieszczono wysoką wieżę przykrytą podwójnym dachem czterospadowym i ozdobioną, podobnie jak szczyt wschodni, blendami i ornamentami z glazurowanej cegły.
  - Kościół Narodzenia Najświętszej Marii Panny w Ciechanowie – późnogotycka, ceglana pseudobazylika, ozdobiona zendrówką (pierwszy w Polsce kościół transeptowy). Wzniesiony w 1 ćwierci XVI w. na miejscu XIV wiecznego drewnianego kościoła, który spłonął w 2 poł XV w. Do starszych elementów kościoła należą: dwie kropielnice granitowe z XVI wieku (kruchta główna i kruchta północna) oraz krucyfiks z 1. poł. w. XVII, wzorowany jest na wcześniejszym z XV w. W nawie głównej na lewym filarze późnogotycka płyta nagrobna Stanisława Szczurzyńskiego (zm. 1556), z płaskorzeźbioną postacią rycerza w zbroi, z napisem antykwą w bordiurze i kartuszami w narożach oraz herbami: Ostoja (lub Przegonia), Pobóg, Lubicz (odwrócony) i Prawdzic.
  - Kościół Nawiedzenia Najświętszej Marii Panny w Warszawie zbudowany ok. 1411 r. W 1518 r. dobudowano charakterystyczną dla warszawskiego krajobrazu późnogotycką wieżę-dzwonnicę. Wielokrotnie niszczony i przebudowywany. Odtworzony po zniszczeniach II Wojny Światowej w latach 1947-1952.
- kościoły halowe trójnawowe:
  - Kościół św. Krzyża i św. Bartłomieja we Wrocławiu, powstały od 1288 do połowy XIV wieku, dzieło mistrza Wilanda. Ten bardzo wysoki dwukondygnacyjny kościół posiada szereg rozwiązań rzadko spotykanych w architekturze polskiego gotyku, występujących natomiast w krajach zachodnich. Wnętrze budowli podzielone jest sklepieniami na dwie kondygnacje, co jest unikatowe przy tej skali obiektu – dolny kościół św. Bartłomieja i górny właściwy św. Krzyża, powtarzający prawie całkowicie jego rzut. Czteroprzęsłowe prezbiterium zakończone jest trójbocznie, analogiczne zakończenia posiada transept o tej samej rozpiętości sklepień. Trzy nawy tworzą halę, przy czym dolna kondygnacja posiada wyłącznie sklepienia krzyżowo-żebrowe, zaś w później ukończonej górnej zrezygnowano z co drugiego filara, wprowadzając w nawie środkowej sklepienia na polach podwójnej długości, zaś w nawach bocznych sklepienia trójdzielne. Dwie wieże (tylko południowa w pełni ukończona) znajdują się w narożach między halą a transeptem. Na południowej wieży zachował się gotycki hełm z 1477. Nietypowe jest również rozwiązanie dachu – nawa środkowa posiada wysoki dach podłużny, wspólny z prezbiterium, zaś nawy boczne – poprzeczne daszki szczytowe, co wraz z wysokimi skarpami i wąskimi oknami podkreśla wertykalny rytm.
  - Kościół św. Janów w Toruniu, w obecnym kształcie odbudowany po pożarze w 1388 i przebudowany w latach 1407–1417. Trójnawowa, czteroprzęsłowa hala z charakterystyczną, masywną wieżą od frontu częściowo zazębioną z nawą główną. Podstawa wieży to kwadrat o boku ok. 16 m. Wieżę zakończono na wysokości ok. 52 m. Na niej powieszono dzwon o masie 7 t (Tuba Dei) Nawy kościoła mają długość ok. 56 m i ponad 27 m wysokości. Przykrywają je sklepienia gwiaździste osłonięte z zewnątrz trzema, równoległymi dachami. Pomiędzy szerokimi skarpami podpierającymi ściany zewnętrzne umieszczono szereg kaplic. Do ostatniego przęsła nawy środkowej przylega prezbiterium zbudowane na planie prostokąta.
  - Kościół NMP w Toruniu, pofranciszkański, zbudowany pod koniec XIII wieku jako jednonawowy. Po przebudowie przeprowadzonej w XIV w. powstała trójnawowa hala o wąskich (szerokość ok. 6,5 m) nawach bocznych dobudowanych do istniejącej nawy o szerokości 11 m. Wewnątrz nawy południowej znajdują się przypory a nawa północna, będąca częścią krużganku klasztornego została przecięta emporą. Przy tak niewielkiej szerokości naw, ich wysokość ok. 27 m czyni z kościoła budowlę o największej w Polsce smukłości. Szczyt kościoła od strony prezbiterium zdobią trzy smukłe wieżyczki z tynkowanymi blendami.
  - Kościół NMP w Gdańsku, największy, gotycki kościół w Polsce (ok. 105 m długości, 66 m szerokość w transepcie i 28–30 m wysokość naw) i największa ceglana świątynia Europy z okresu średniowiecza. Jest to trójnawowa hala przecięta trójnawowym transeptem (rzut transeptu jest nieco zniekształconym w północno-wschodnim narożu). Pomiędzy przyporami naw bocznych umieszczono rzędy kaplic. Nawy przykrywają bardzo bogato rozczłonkowane sklepienia kryształowe i gwiaździste. Od zachodu do świątyni przylega potężna (76 m wysokości) wieża dzwonna.
  - Kościół NMP w Chełmnie, zbudowany w XIV wieku. Jest to trójnawowa hala z krótkim prezbiterium. Kościół przykrywają dwuspadowe dachy. Kalenica dachu nad nawą środkową przebiega wzdłuż osi kościoła. Każde przęsło naw bocznych posiada własny dach o kalenicy prostopadłej do osi dachu nawy głównej. W ten sposób otrzymano w bocznych elewacjach pięć par szczytów ozdobionych laskowaniem z cegły odcinającej się od białego tła. Od zachodu umieszczono dwie wieże, z których ukończono tylko północną. Budowę wieży południowej przerwano na wysokości murów kościoła.
  - Kościół św. Katarzyny w Brodnicy – zbudowany w okresie XIII-XIV wieku, z ciekawie rozwiązanym szczytem wschodnim, zdobionym sterczynami i blendami.
  - Kościół NMP w Poznaniu, a właściwie prezbiterium znacznie większej świątyni. To trójnawowa, dwuprzęsłowa hala przechodząca w trójboczne prezbiterium z obejściem, przekryta gwiaździstym sklepieniem.
  - Kościół Bożego Ciała w Poznaniu, zbudowany w XV wieku jako trójnawowa, pięcioprzęsłowa hala z długim prezbiterium zakończonym połową ośmioboku. Ściany zewnętrzne podpierają schodkowe skarpy sięgające gzymsu. W oknach prezbiterium zachowały się gotyckie laskowania a w ścianie południowe skromny portal, ozdobiony glazurowaną cegłą.
  - Kościół Najświętszej Marii Panny na Piasku we Wrocławiu, klasztorny augustiański, zbudowany na miejscu romańskiej świątyni, jako trójnawowa hala bez transeptu według planów mistrza Pieszki. Prezentuje formy gotyku redukcyjnego. Prezbiterium na przedłużeniu nawy środkowej otrzymało zakończenie czworoboczne, a sięgające zakończenia prezbiterium nawy boczne są zamknięte trójbocznie. Nad nawą środkową zbudowano sklepienia gwiaździste. Nawy boczne przykryto sklepieniami trójdzielnymi o dziewięciu tarczach w każdym przęśle. Cała świątynia nakryta jest wspólnym dachem, a prezbiterium nie wyodrębnione w bryle. Elewacja zachodnia całkowicie płaska, bez skarp i zdobień, brak szczytu. Od frontu zaplanowano dwie wieże, ale ukończono tylko wieżę południową. Pierwotny hełm z galerią obronną niezachowany.
  - Kościół pw. św. Doroty, Wacława i Stanisława we Wrocławiu, pierwotnie klasztorny franciszkański ufundowany przez Kazimierza Wielkiego, budowany od 1350 jako trójnawowa, bardzo wysoka hala z długim, pięcioprzęsłowym prezbiterium zakończonym pięciobocznie i przykrytym sklepieniem krzyżowym. W nawie głównej wykonano sklepienia gwiaździste, a w nawach bocznych sklepienia przeskokowe (każde przęsło otrzymało sklepienie podparte w pięciu wezgłowiach, żebra dzielą je na siedem tarcz). Prezbiterium i nawy nakryte osobnymi stromymi dachami (do dziś zachowana średniowieczna więźba dachowa). Niskie wieże na zakończeniu naw bocznych, nie przewyższające dachu. Początkowo wejścia w elewacjach bocznych. Elewacja zachodnia zwieńczona olbrzymim ozdobnym szczytem ceramicznym ze sterczynami.
  - Bazylika św. Jakuba i św. Agnieszki w Nysie, wybudowany w XIV – XV w., jeden z największych gotyckich kościołów w Polsce, posiada charakterystyczny, największy w Polsce dach. Kościołowi towarzyszy wielka (60 m) niedokończona, gotycka kamienna dzwonnica z końca XV w. (planowano ją na 100–120 m)
  - Kolegiata Bożego Ciała w Bieczu – późnogotycki, ceglany kościół ozdobiony zendrówką. Budowę rozpoczęto od wzniesienia prezbiterium (pod koniec XV wieku) a ukończono w pierwszej połowie XVI. W latach późniejszych dobudowano do kościoła renesansowe kaplice. Wewnątrz kościoła znajduje się bardzo cenny ołtarz z 1604 roku w którego centrum zlokalizowany jest XVI-wieczny obraz Zdjęcie z krzyża, z kręgu Michała Anioła (jeden z trzech takich obrazów na świecie). Przy samym ołtarzu znajduje się pulpit muzyczny z 1633 roku, będący jedynym takim zabytkiem w Europie. W prezbiterium stoją też stele, z jednej strony gotyckie, z drugiej późnorenesansowe. Obok kościoła znajduje się późnogotycka dzwonnica z XV wieku.
- Kościoły halowe dwunawowe, podparte w osi korpusu jednym lub kilkoma filarami: 
  - Bazylika Narodzenia NMP w Wiślicy z trzema filarami w osi kościoła i prezbiterium zakończonym czworobokiem. Przęsła naw przykryte zostały sklepieniem o żebrach schodzących na wielościenne filary lub zbiegających się w wiązki podparte wspornikami na ścianach zewnętrznych. Niewielki kościół (14 m szerokości i 27 m długości) ufundował Kazimierz Wielki w 1350 r.
  - Kościół św. Krzyża w Krakowie z XIV wieku z korpusem przykrytym sklepieniem palmowym podpartym jednym słupem ustawionym w jego centralnej części. Żebra sklepienia wyprowadzone zostały spomiędzy liści roślinnej obręczy wieńczącej słup. Sklepienie zostało wykonane ok. 1530.

### Gotyk na Kresach
Na ziemiach wschodnich przyłączonych do Korony Królestwa Polskiego w czasach panowania Kazimierza Wielkiego i obecnie pozostających poza granicami Polski, powstały między innymi takie gotyckie budowle jak katedra we Lwowie (po 1370), zamki w Haliczu, Łucku i Trembowli oraz Zamek Niski i Zamek Wysoki we Lwowie. W późniejszym okresie powstał gotycki kościół farny w Drohobyczu, kościół franciszkanów we Lwowie (nieistniejący), kościół w Kulikowie (obecnie zrujnowany), kościół w Skorulach, klasztor w Międzyrzeczu, zamek w Jazłowcu i znaczne partie zamku w Kamieńcu Podolskim.

## Galeria

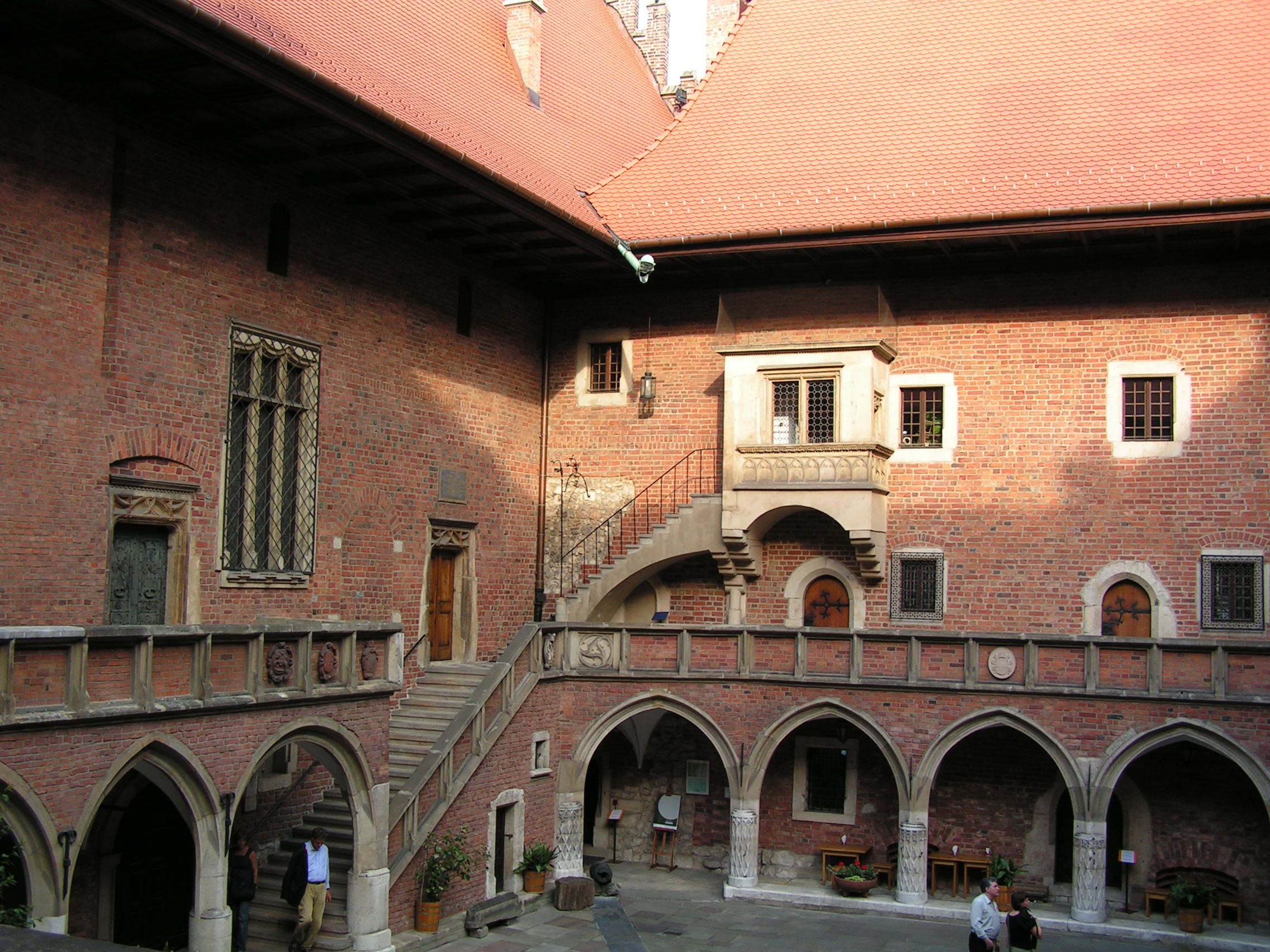
Collegium Maius, Kraków
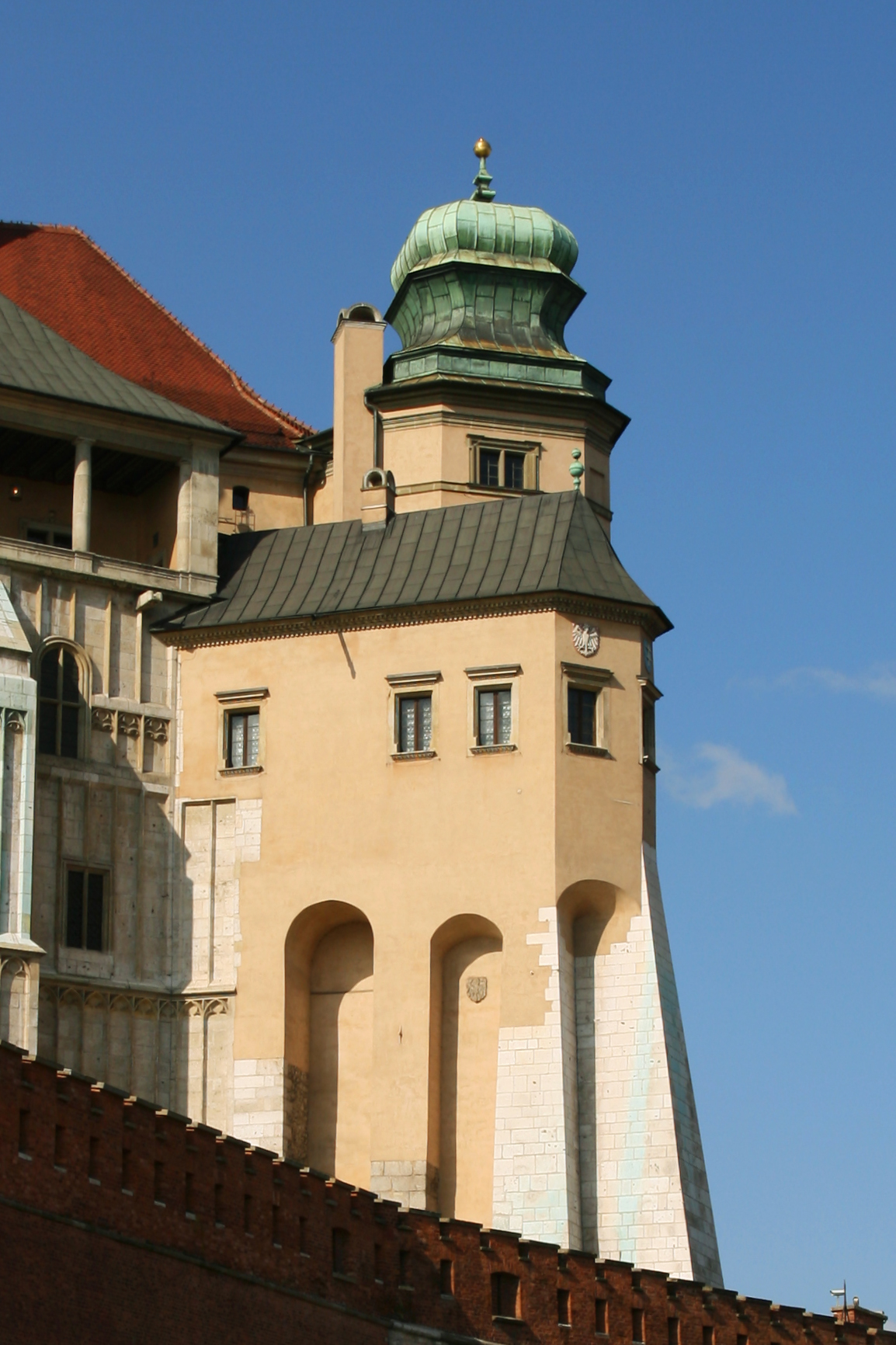
Kurza Stopa na Wawelu w Krakowie
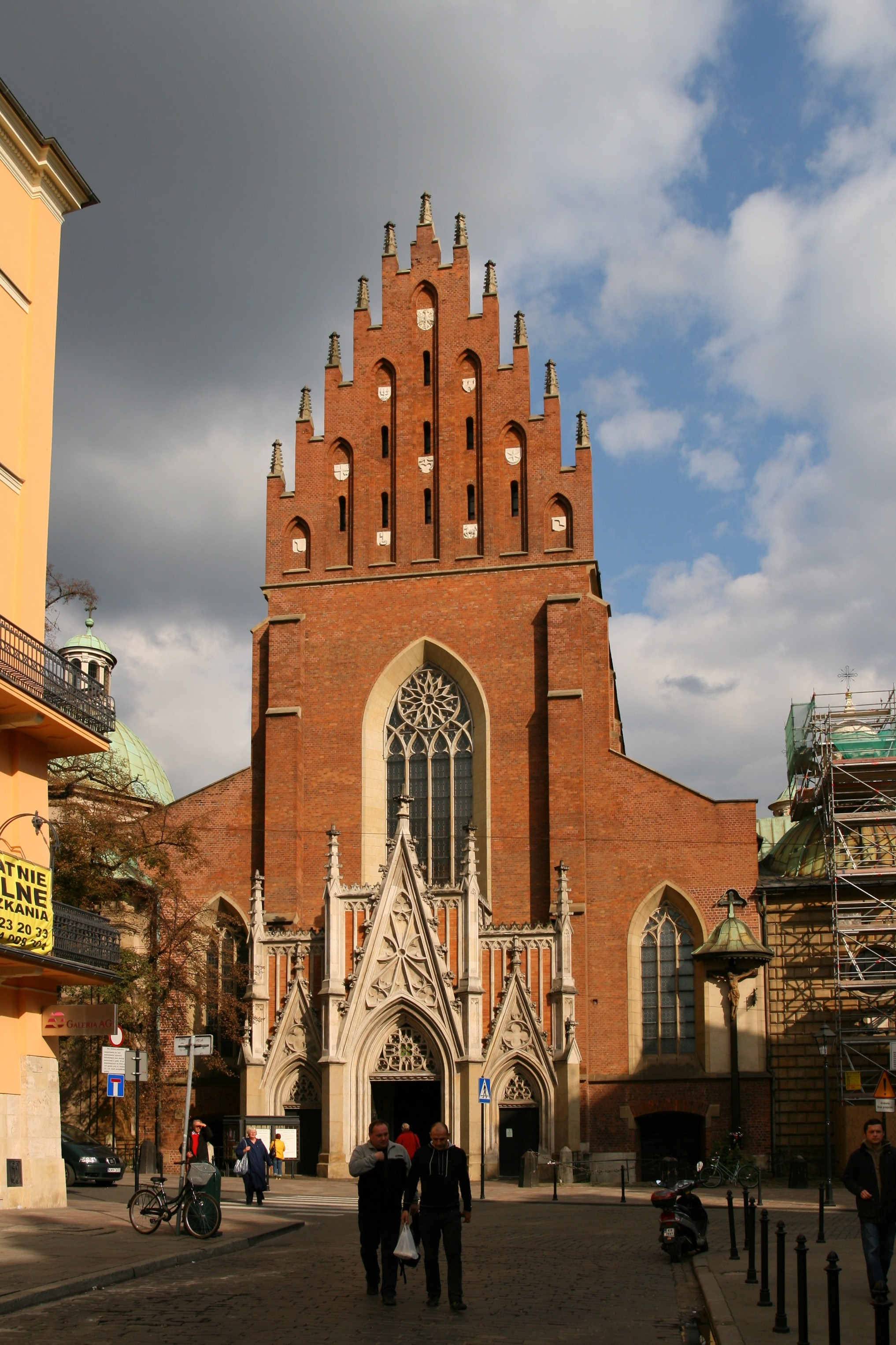
Bazylika Świętej Trójcy w Krakowie
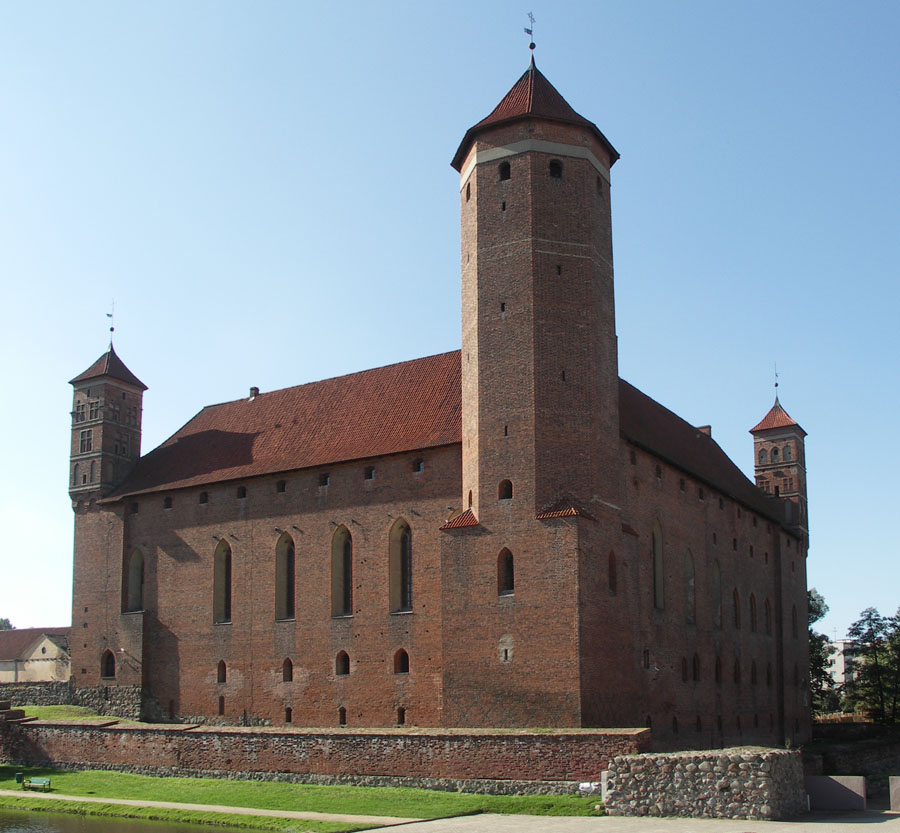
Zamek biskupów warmińskich w Lidzbarku Warmińskim
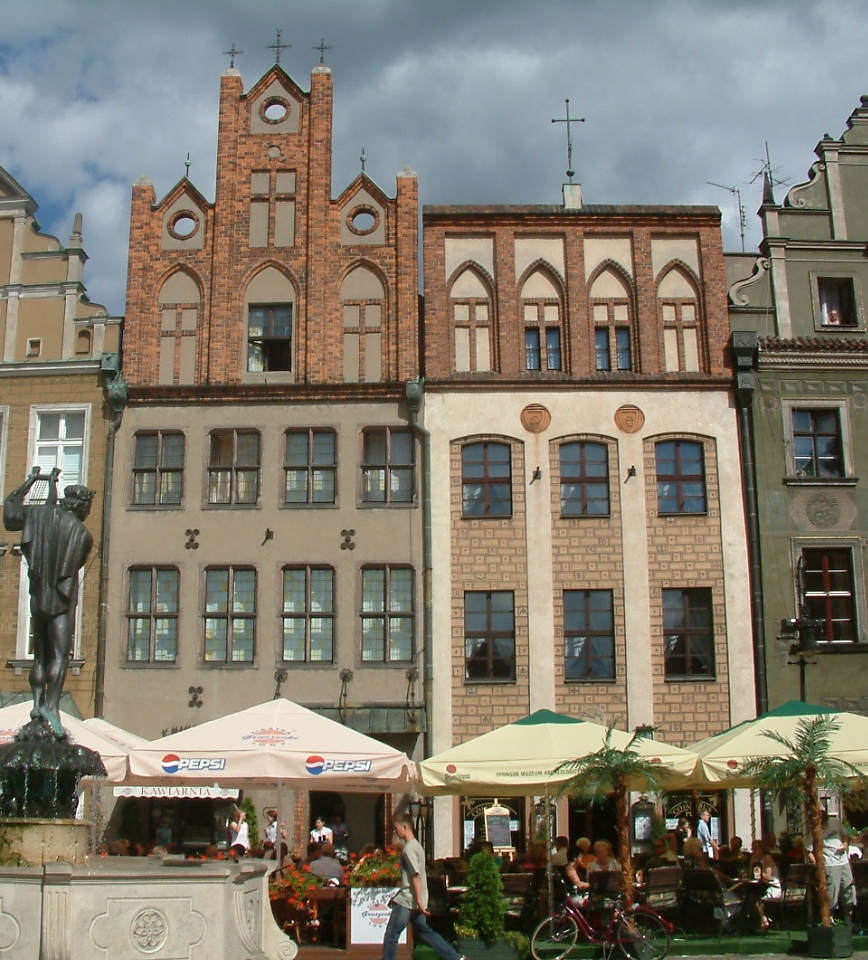
Kamienice przy Rynku w Poznaniu
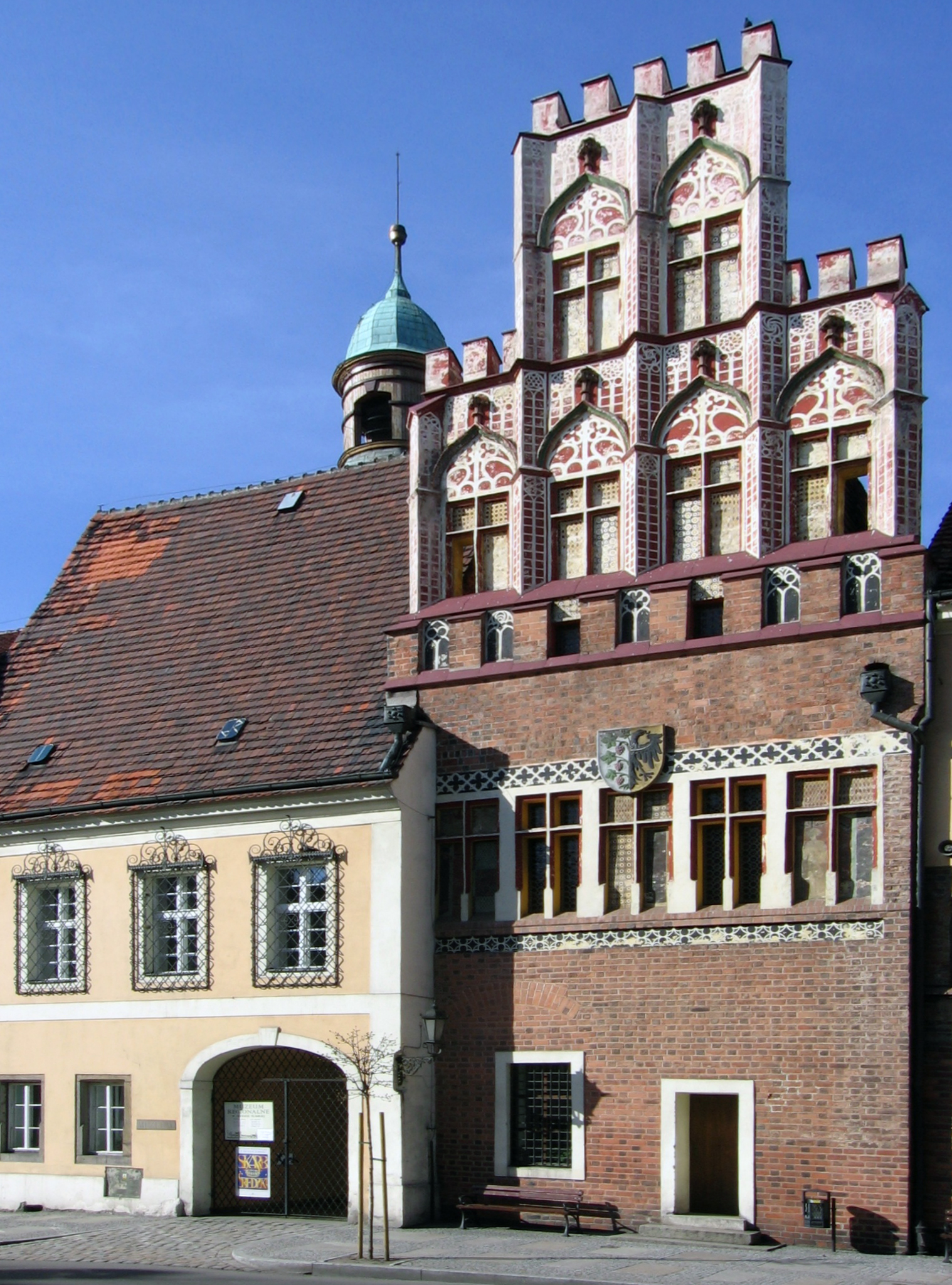
Ratusz, Środa Śląska
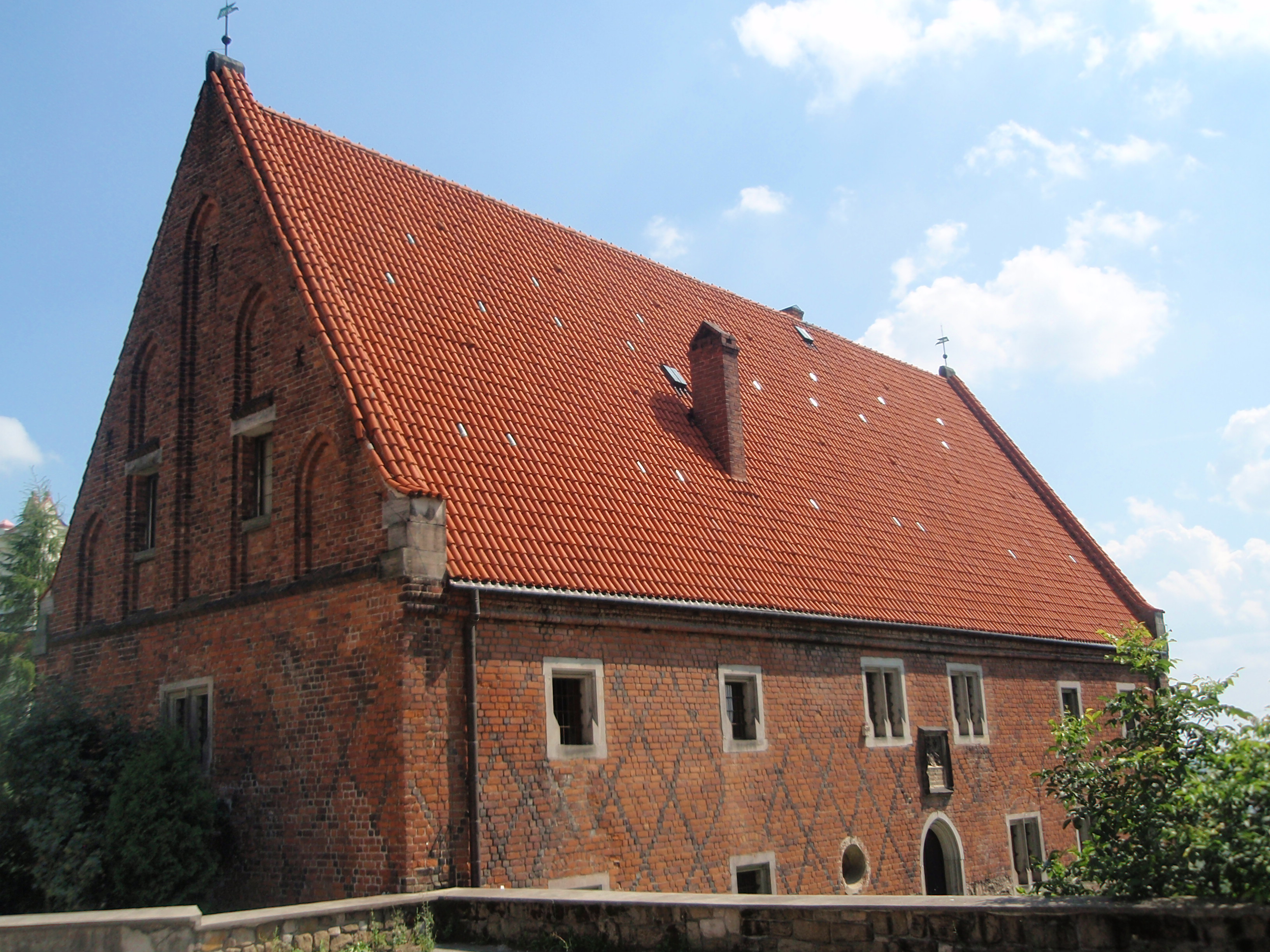
Dom Długosza w Sandomierzu
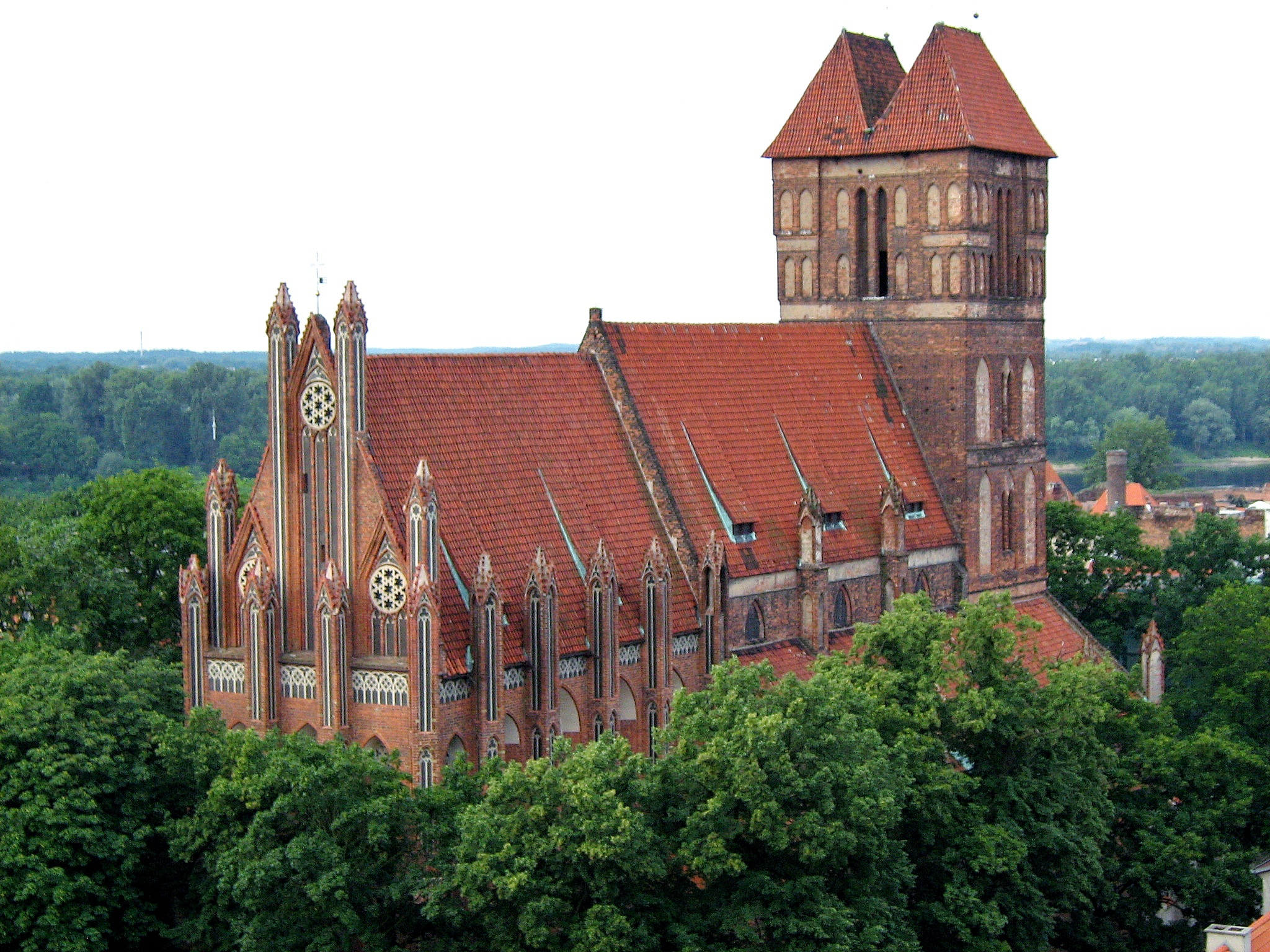
Kościół św. Jakuba w Toruniu
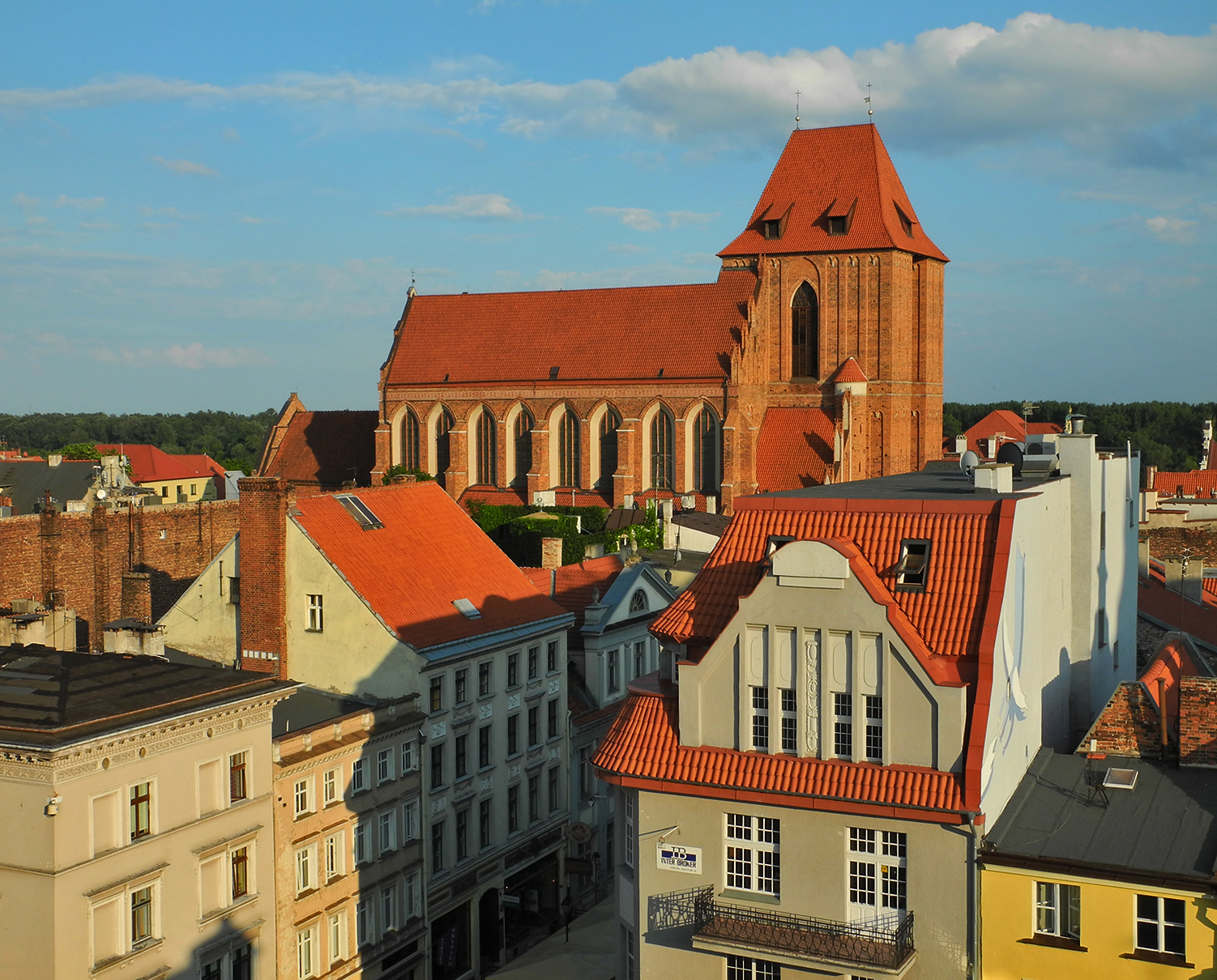
Bazylika katedralna św. Jana Chrzciciela i św. Jana Ewangelisty w Toruniu
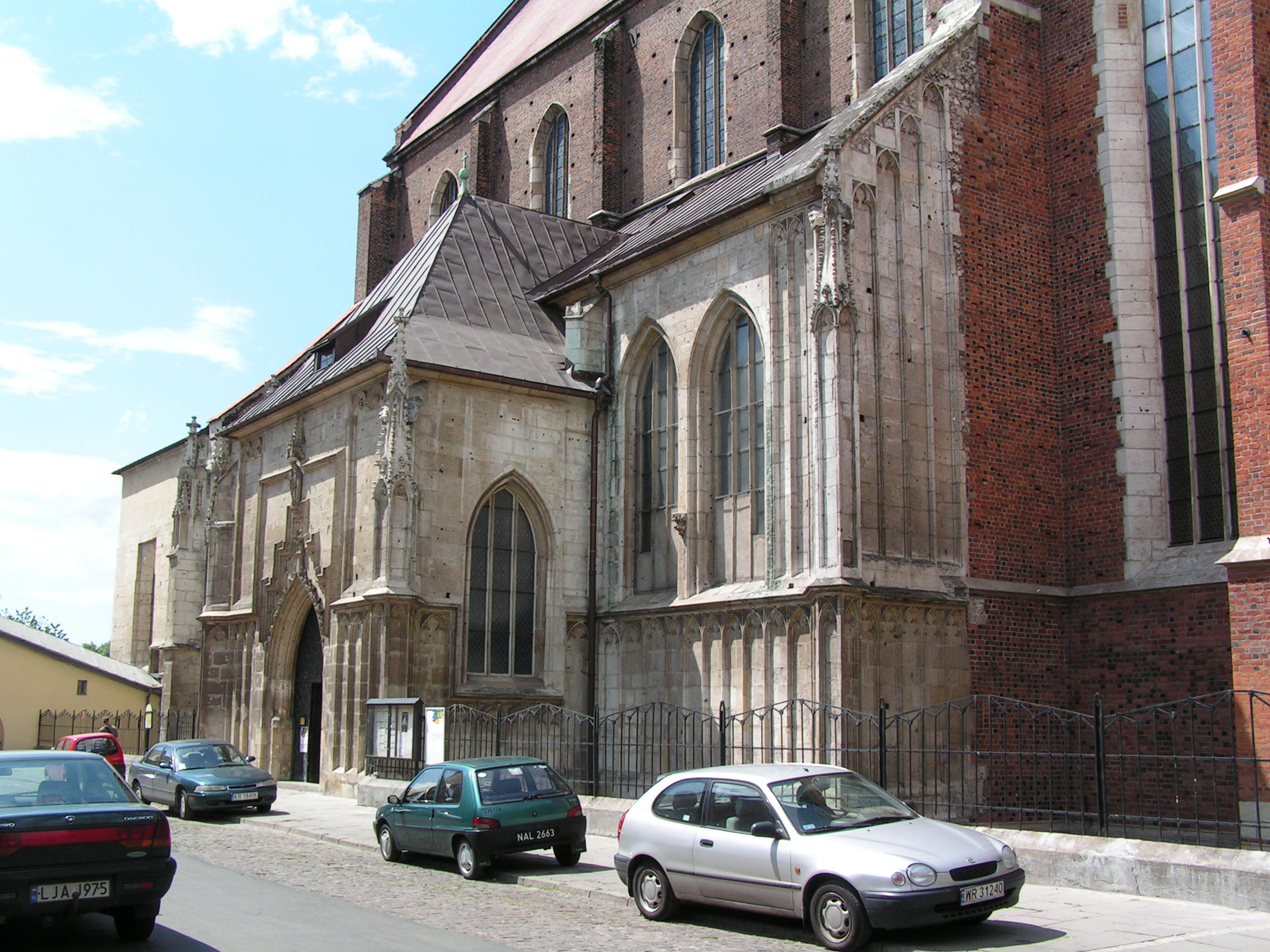
Portal w kościele św. Katarzyny w Krakowie
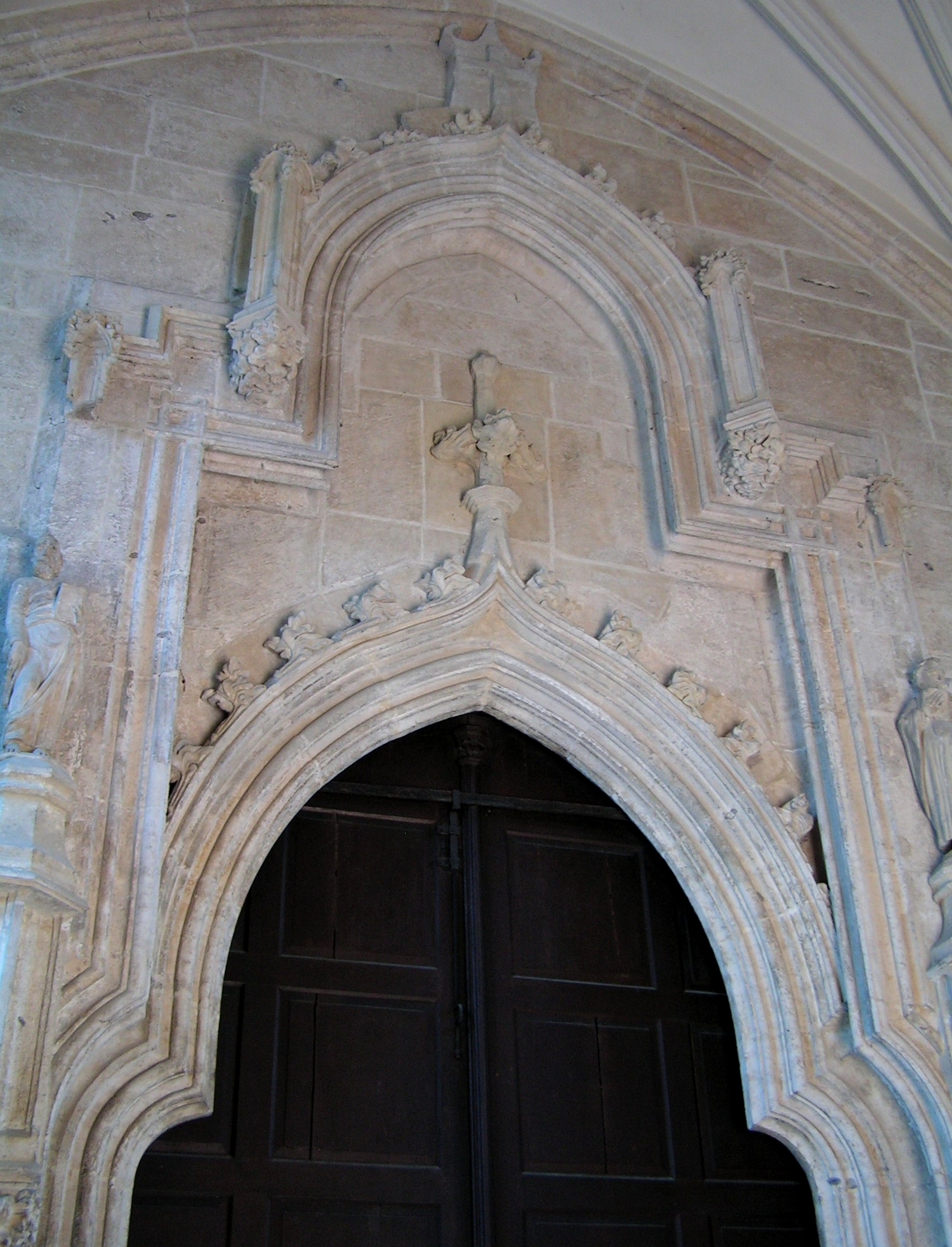
Portal w kruchcie kościoła św. Katarzyny w Krakowie
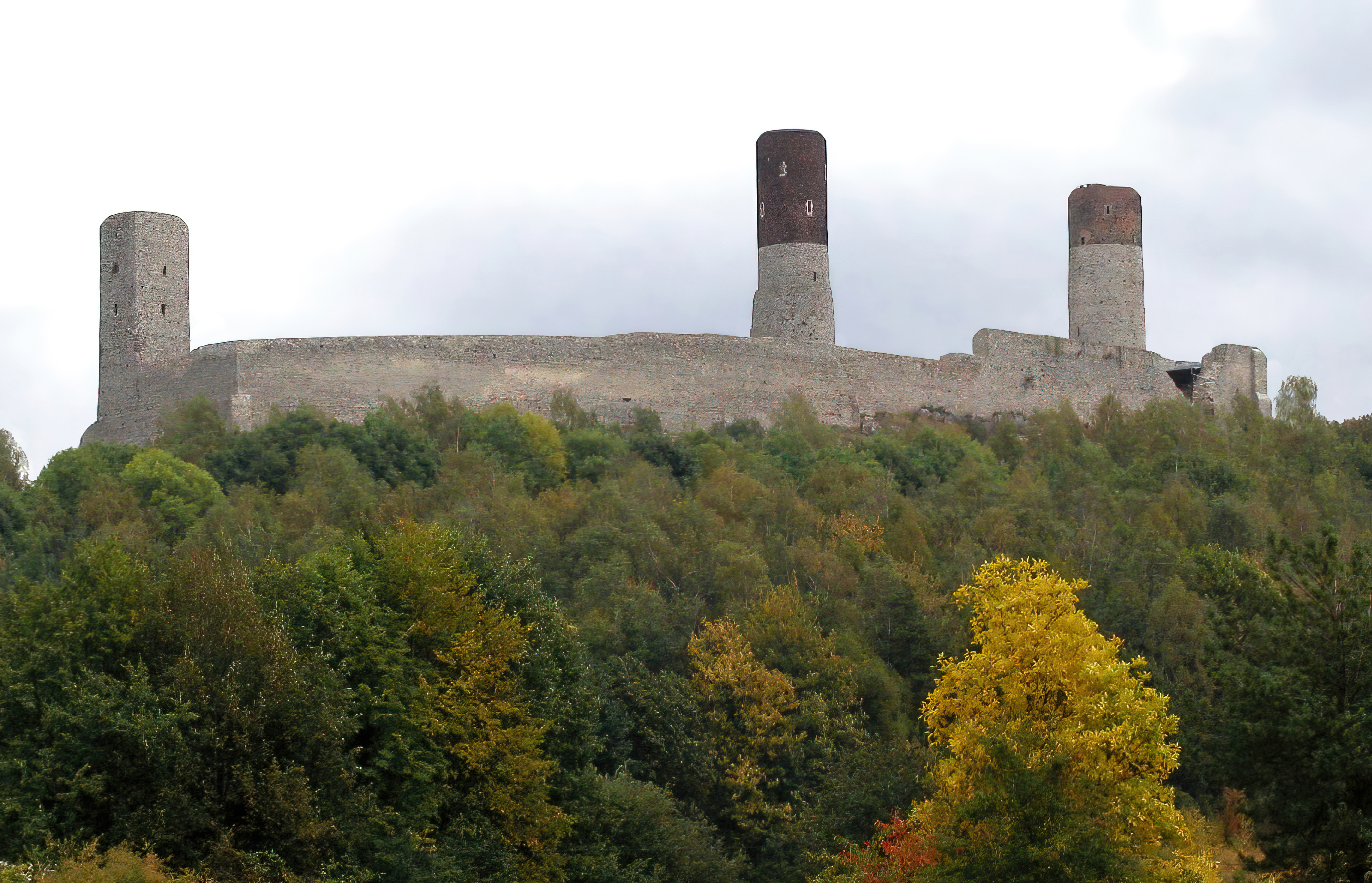
Zamek w Chęcinach
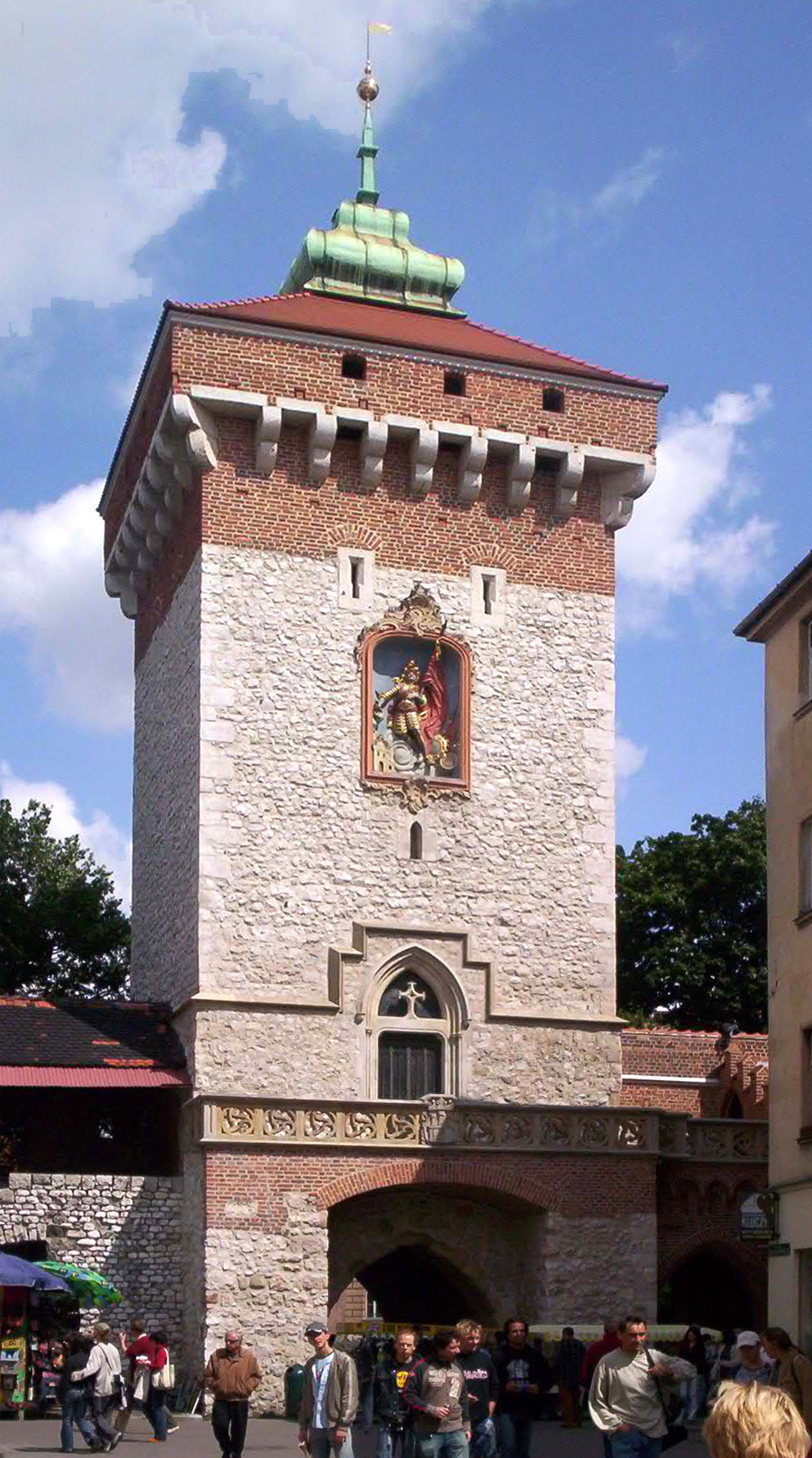
Brama Floriańska w Krakowie
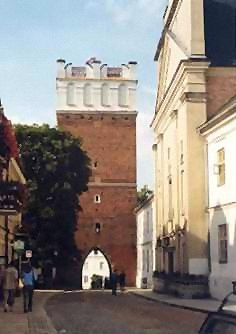
Brama Opatowska w Sandomierzu
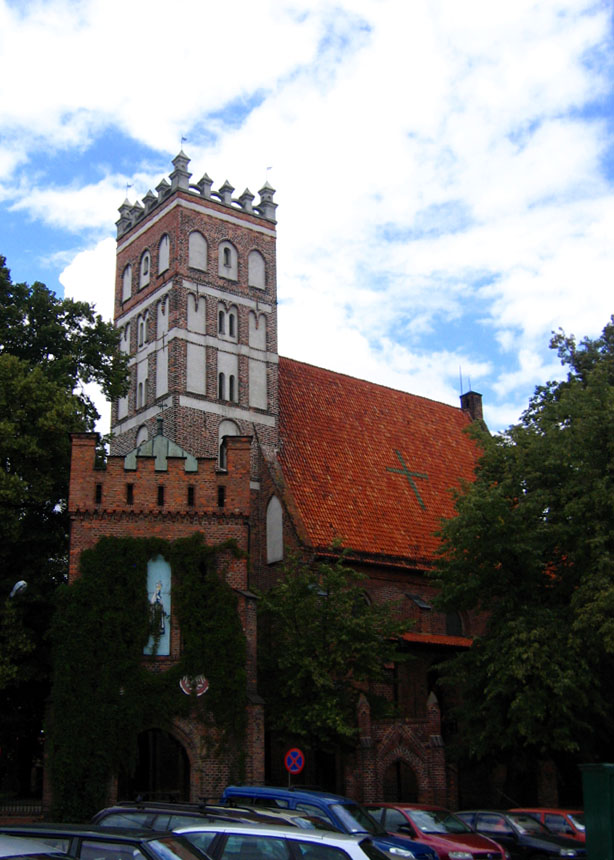
Środa Wielkopolska
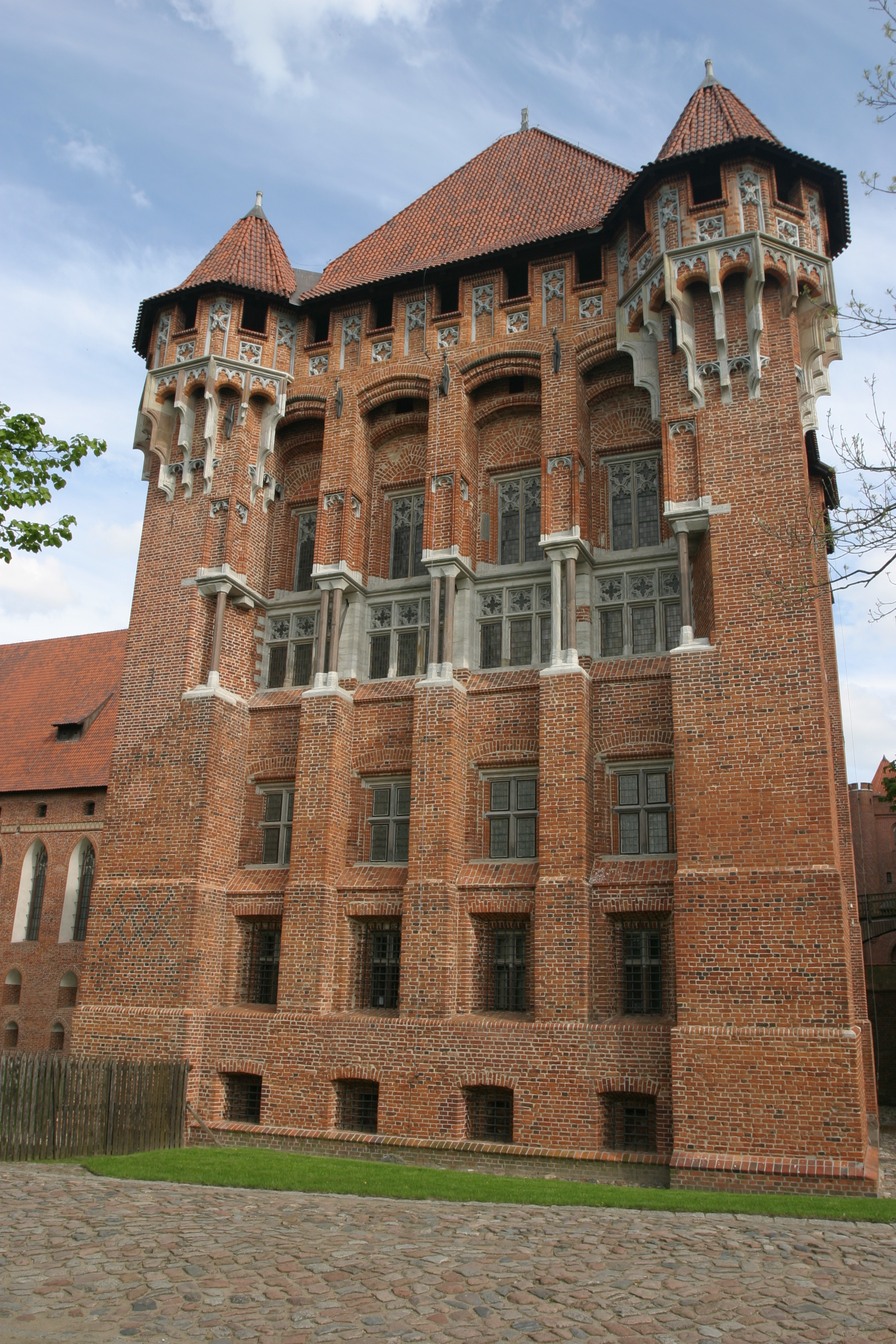
Pałac Wielkich Mistrzów w Malborku
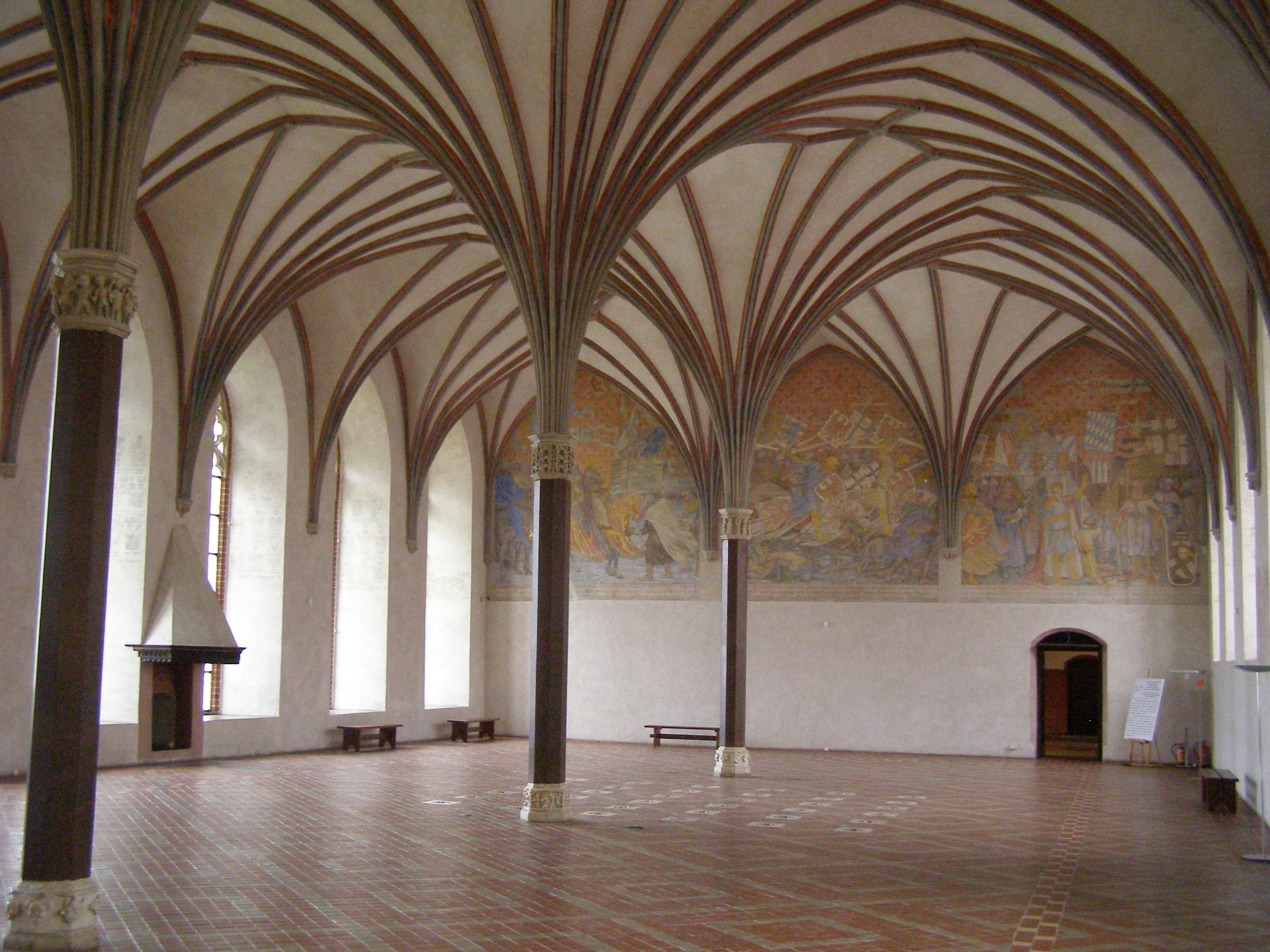
Refektarz na zamku w Malborku
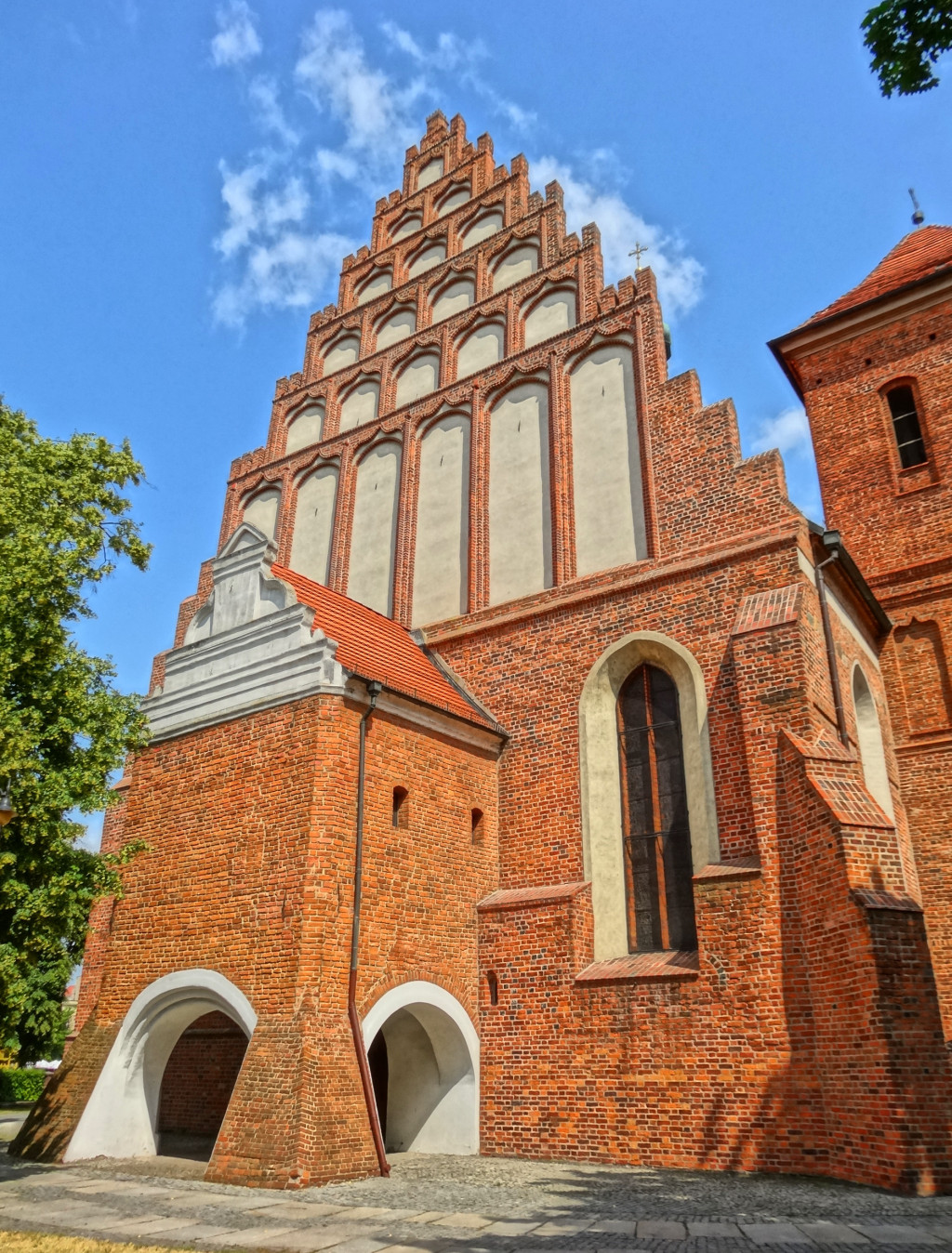
Katedra św. Marcina i Mikołaja w Bydgoszczy
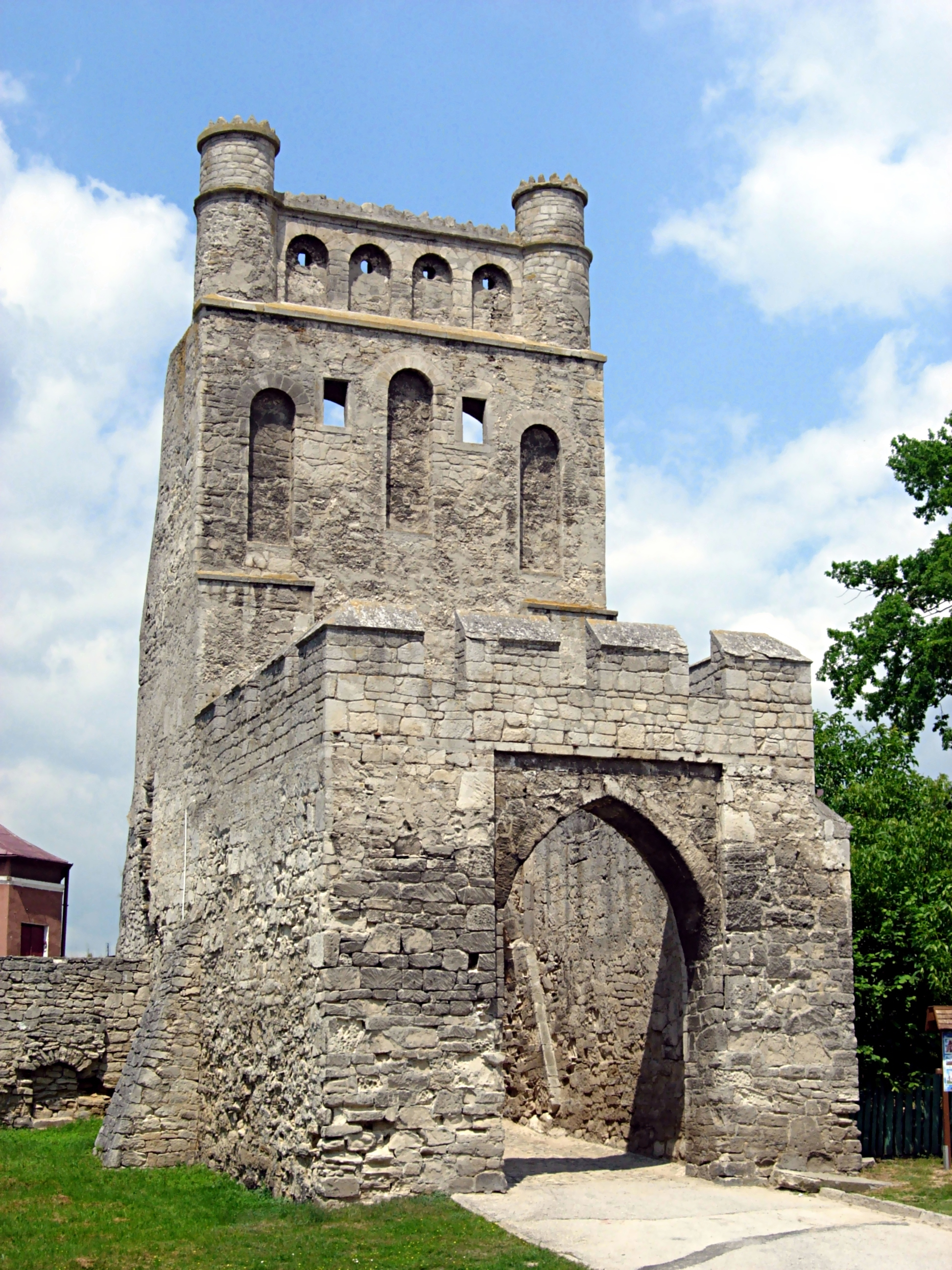
Brama Krakowska w Szydłowie
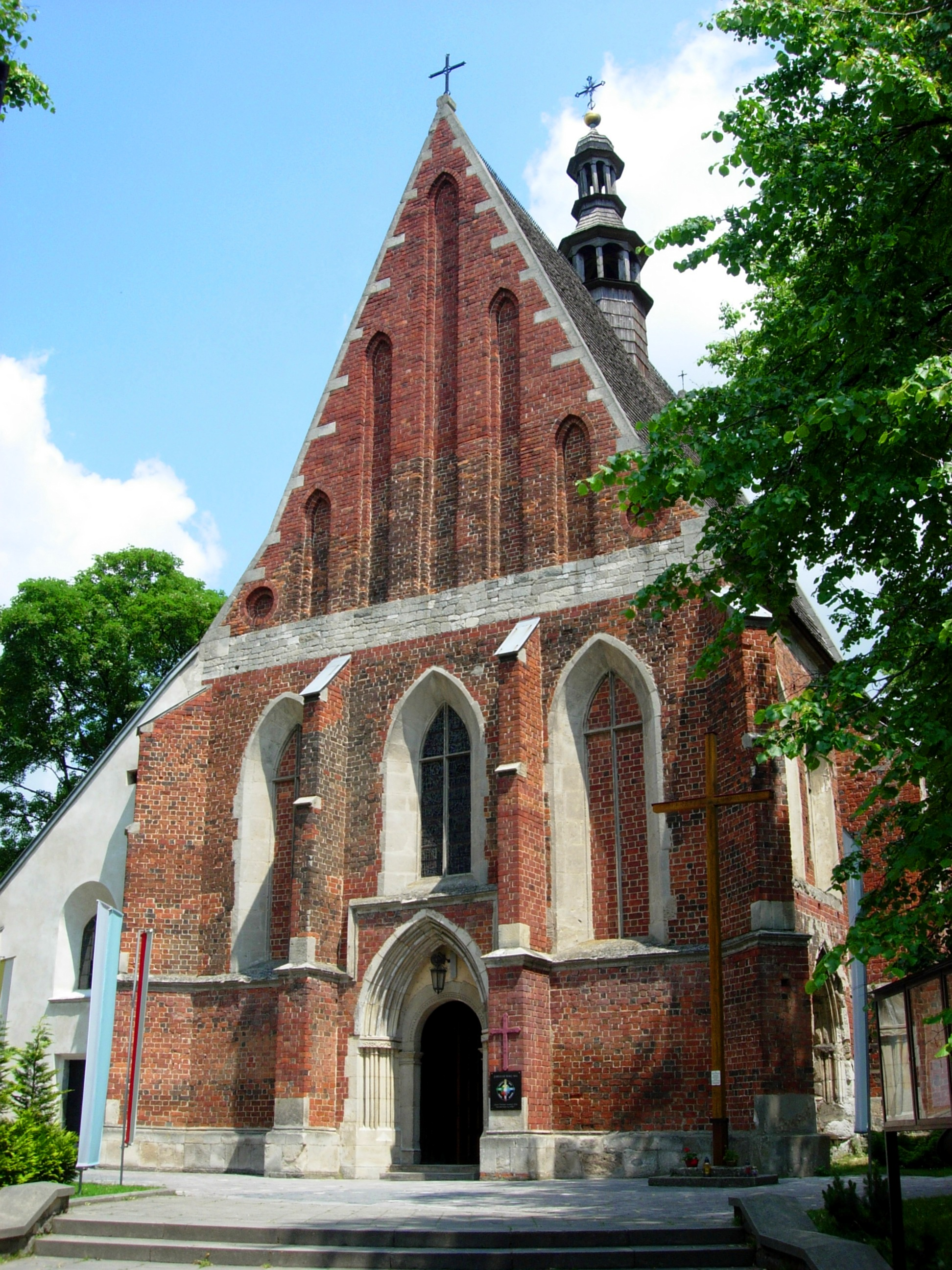
Kościół św. Władysława w Szydłowie
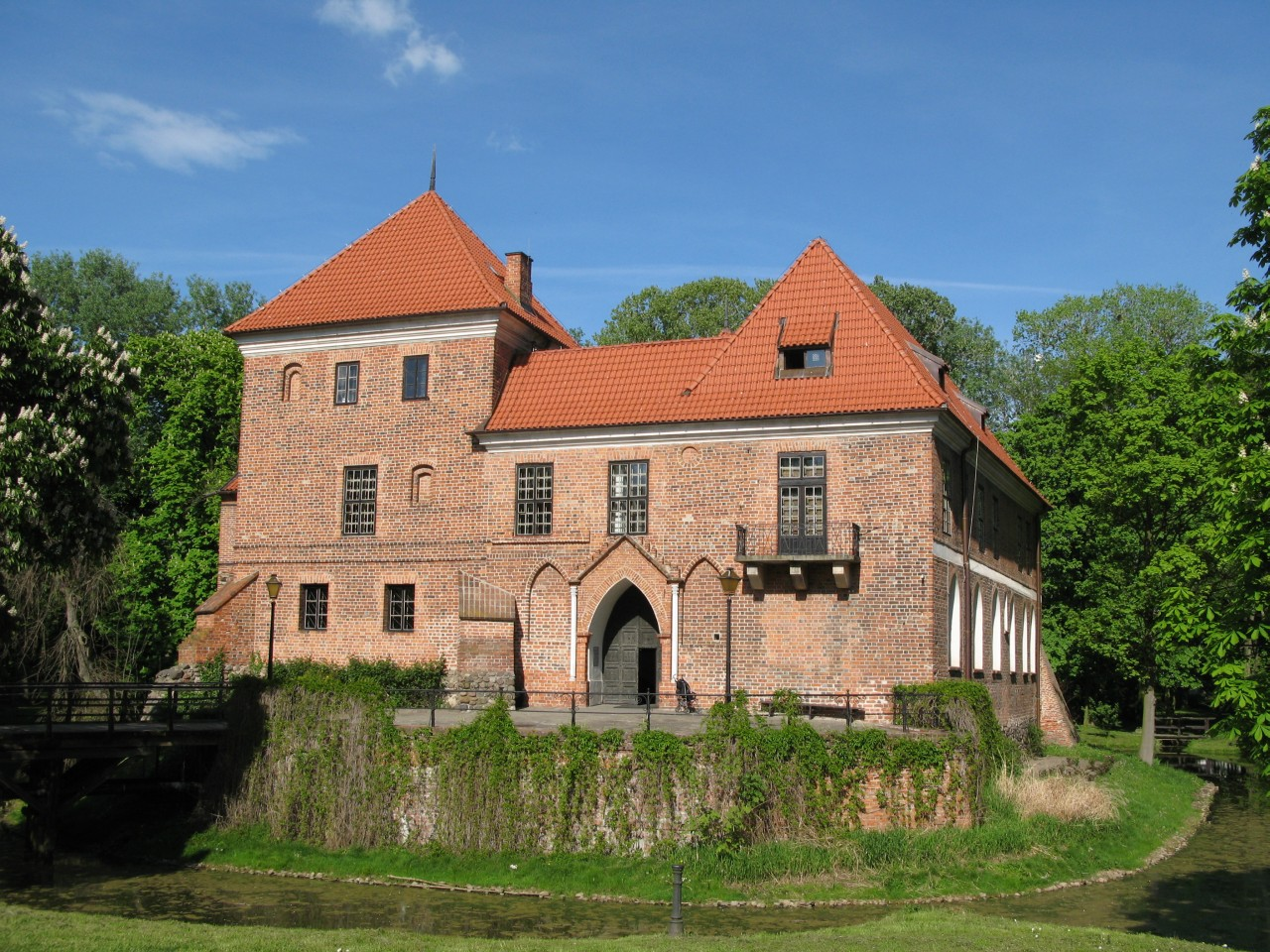
Zamek w Oporowie
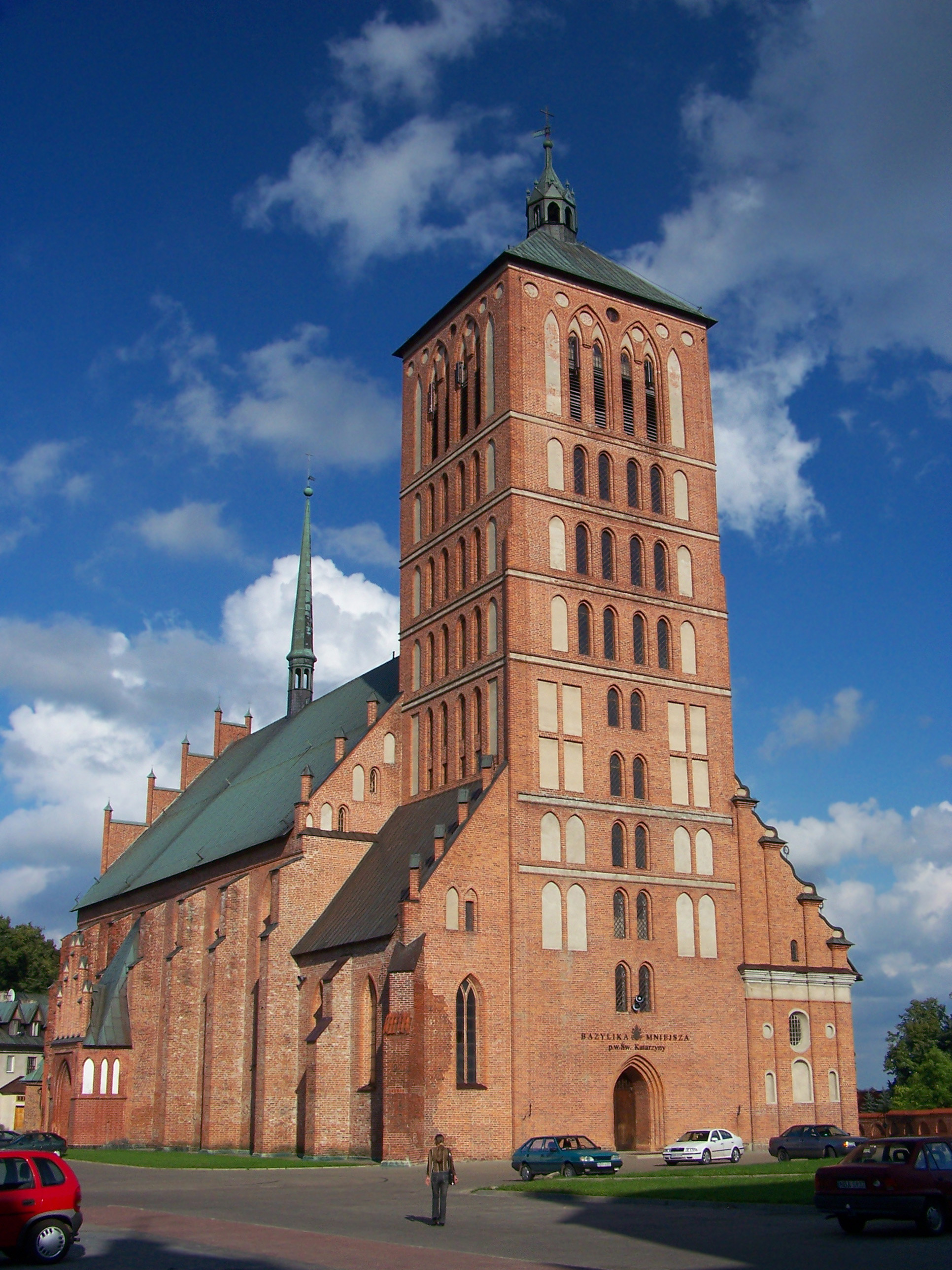
Bazylika w Braniewie
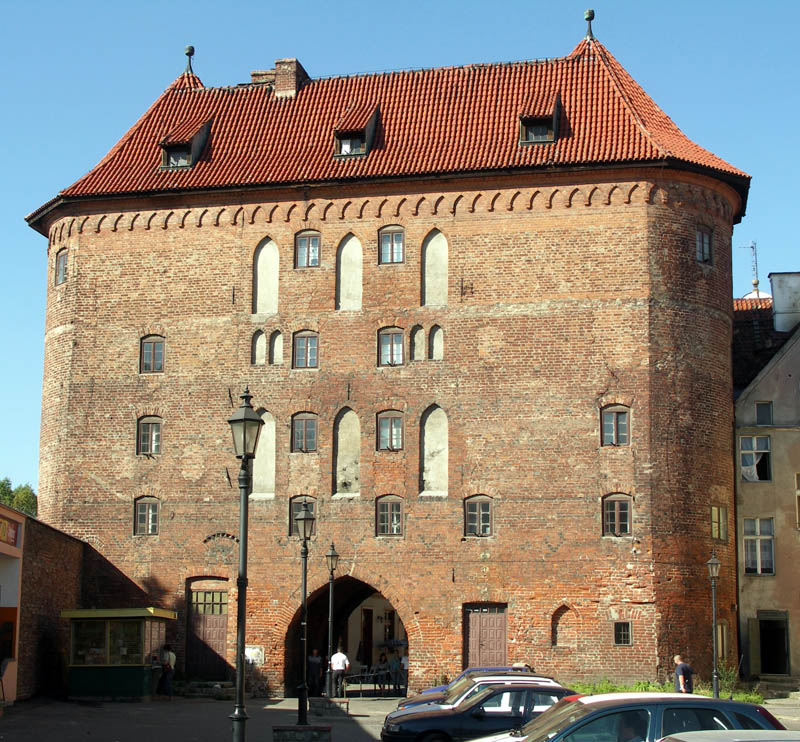
Wysoka Brama w Lidzbarku Warmińskim
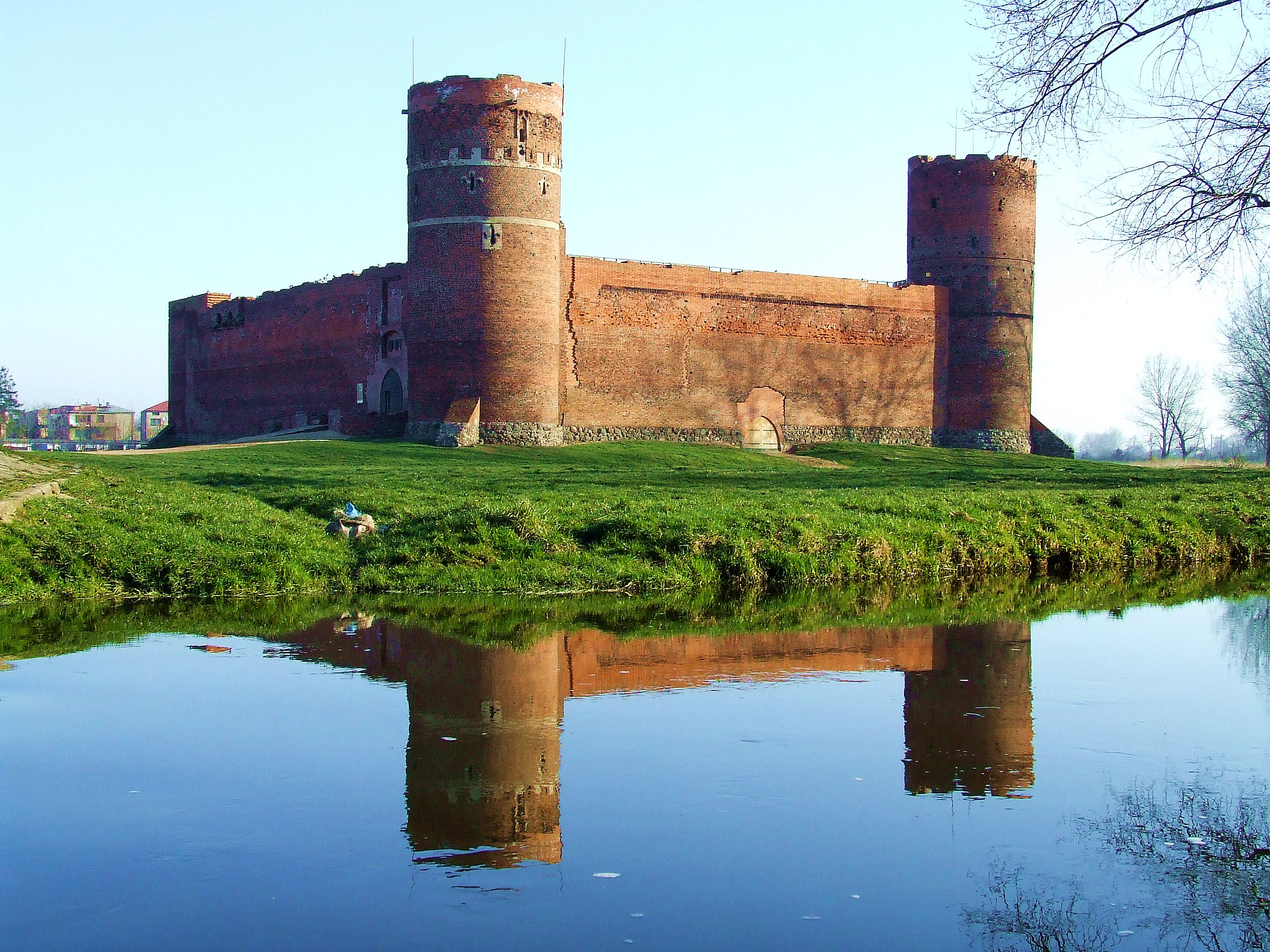
Zamek w Ciechanowie
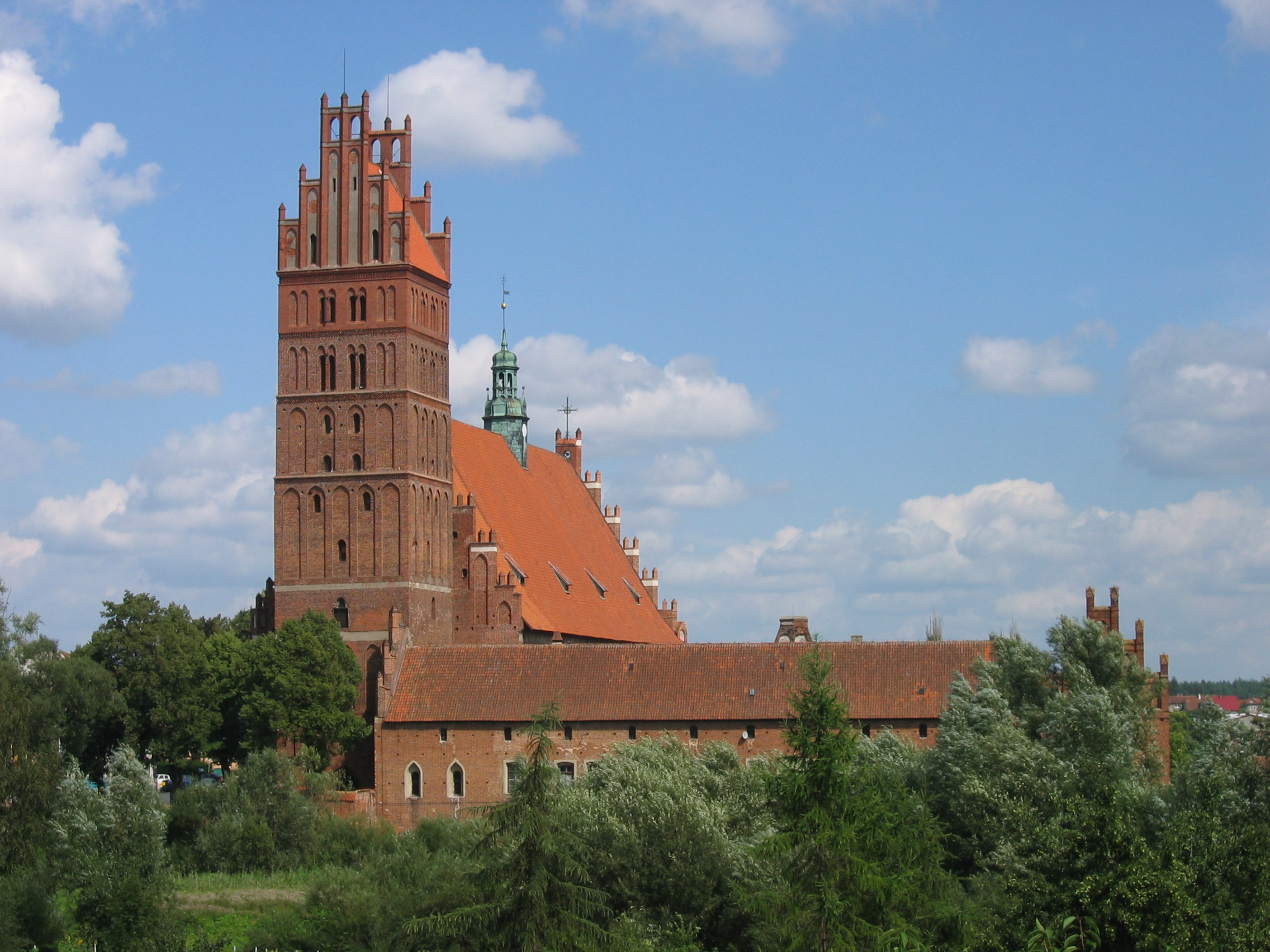
Kolegiata w Dobrym Mieście
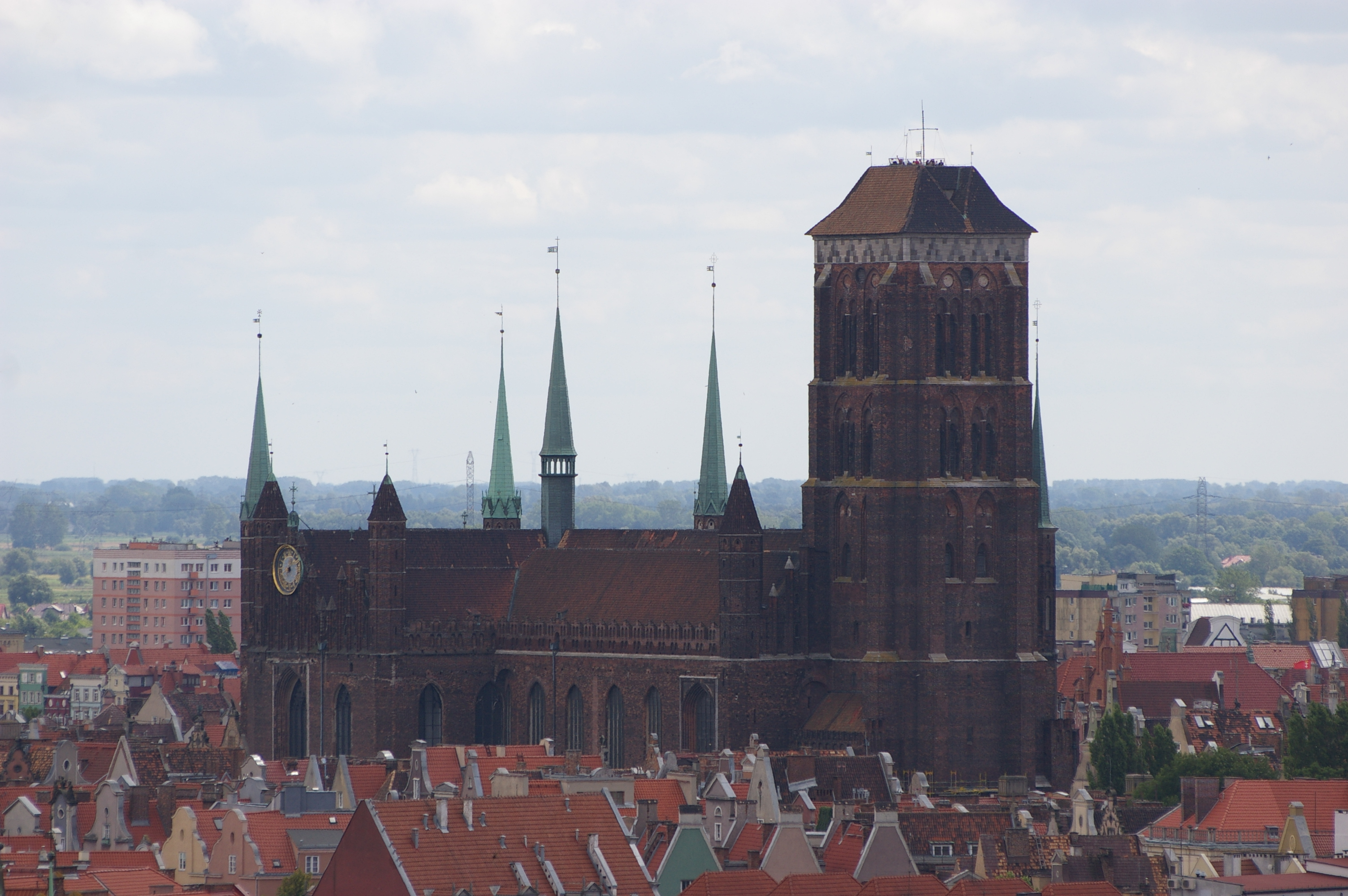
Bazylika NMP w Gdańsku
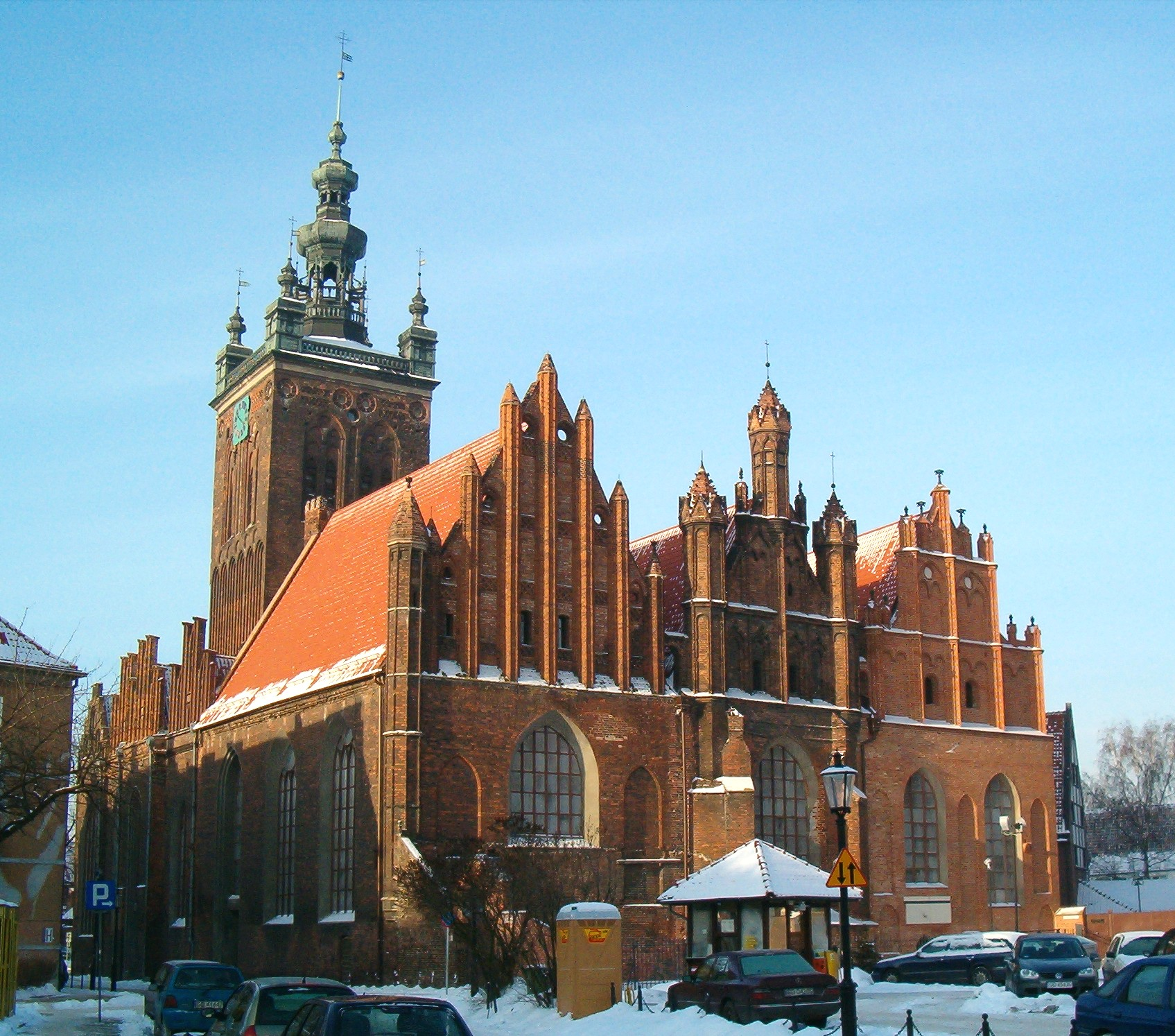
Kościół św. Katarzyny w Gdańsku
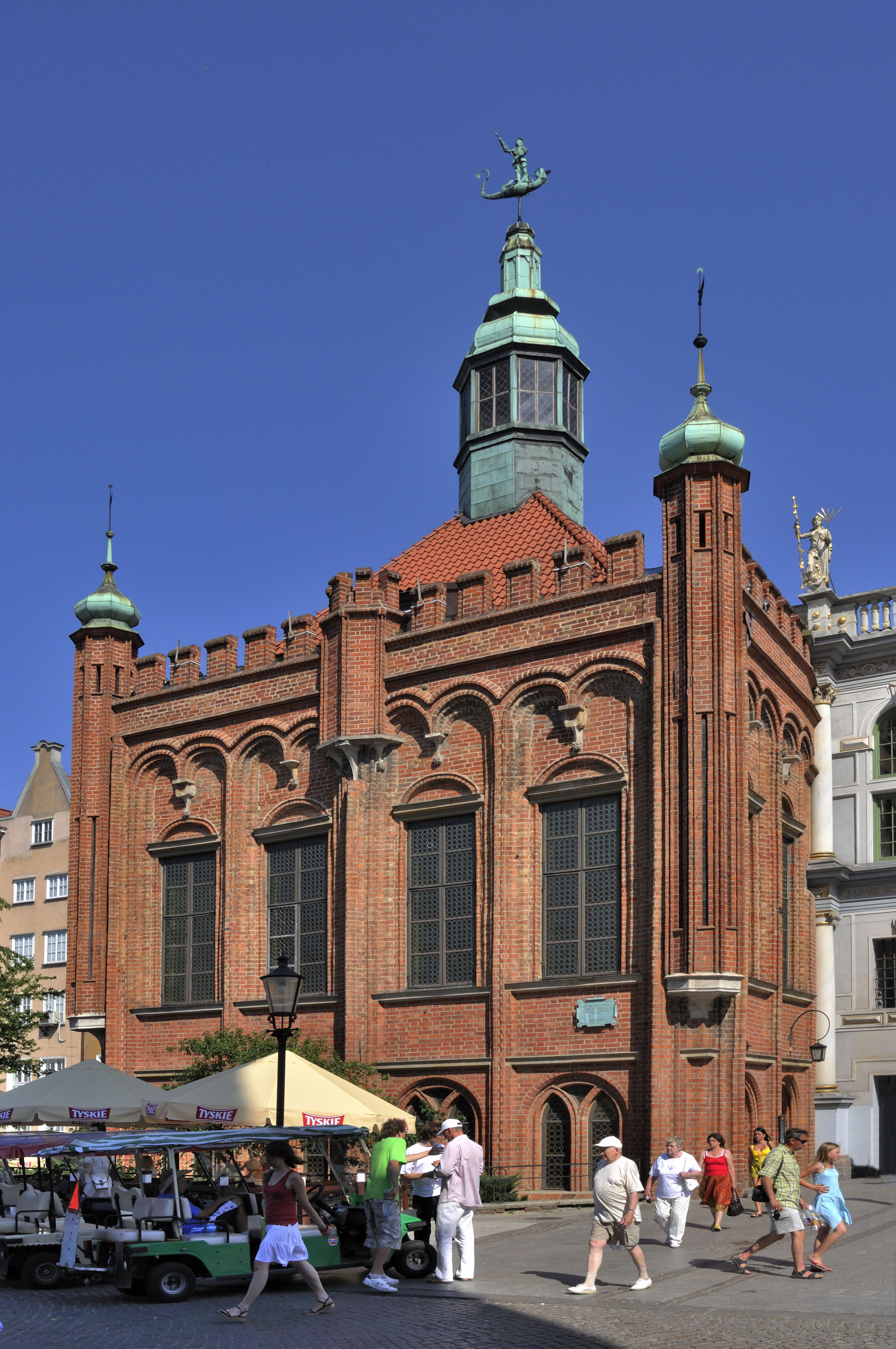
Dwór Bractwa św. Jerzego w Gdańsku
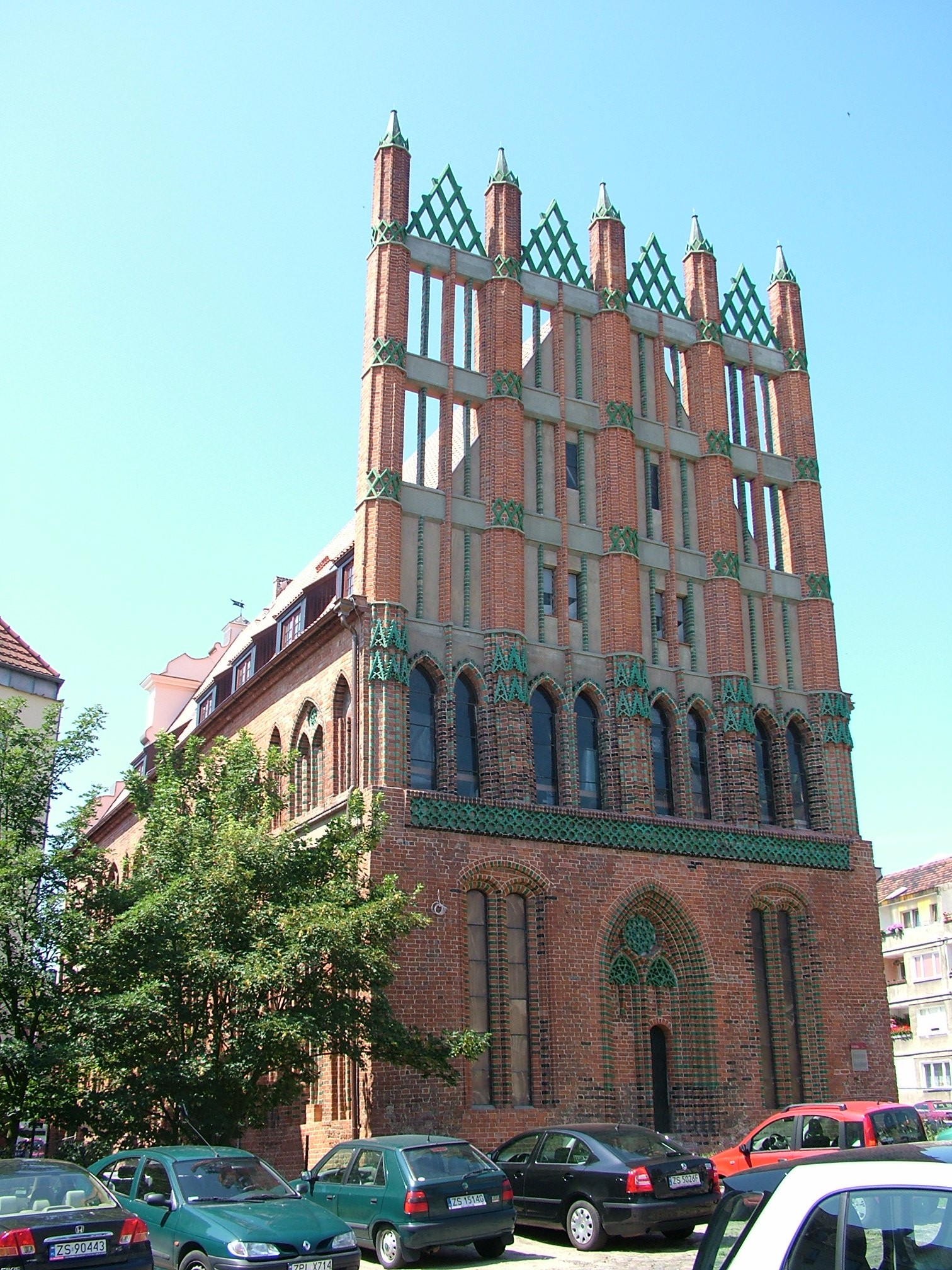
Ratusz, Szczecin
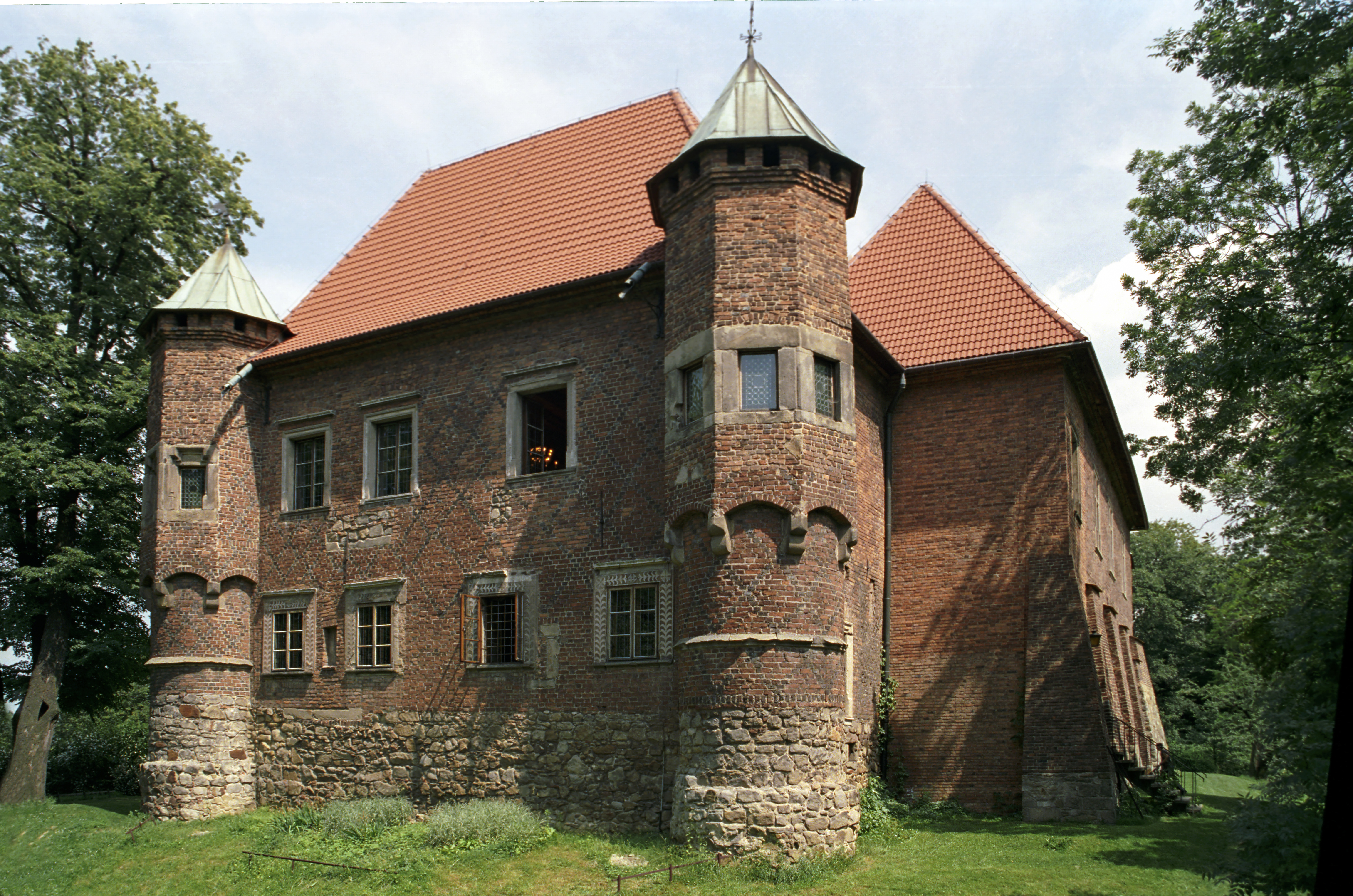
Zamek w Dębnie
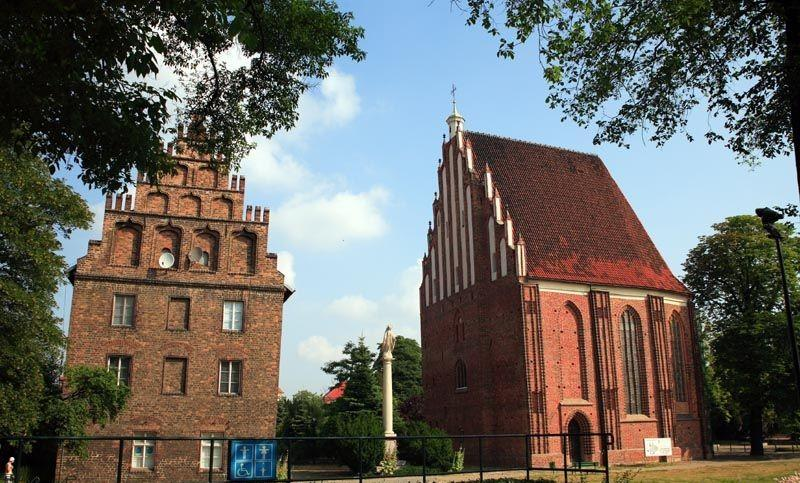
Psałteria w Poznaniu
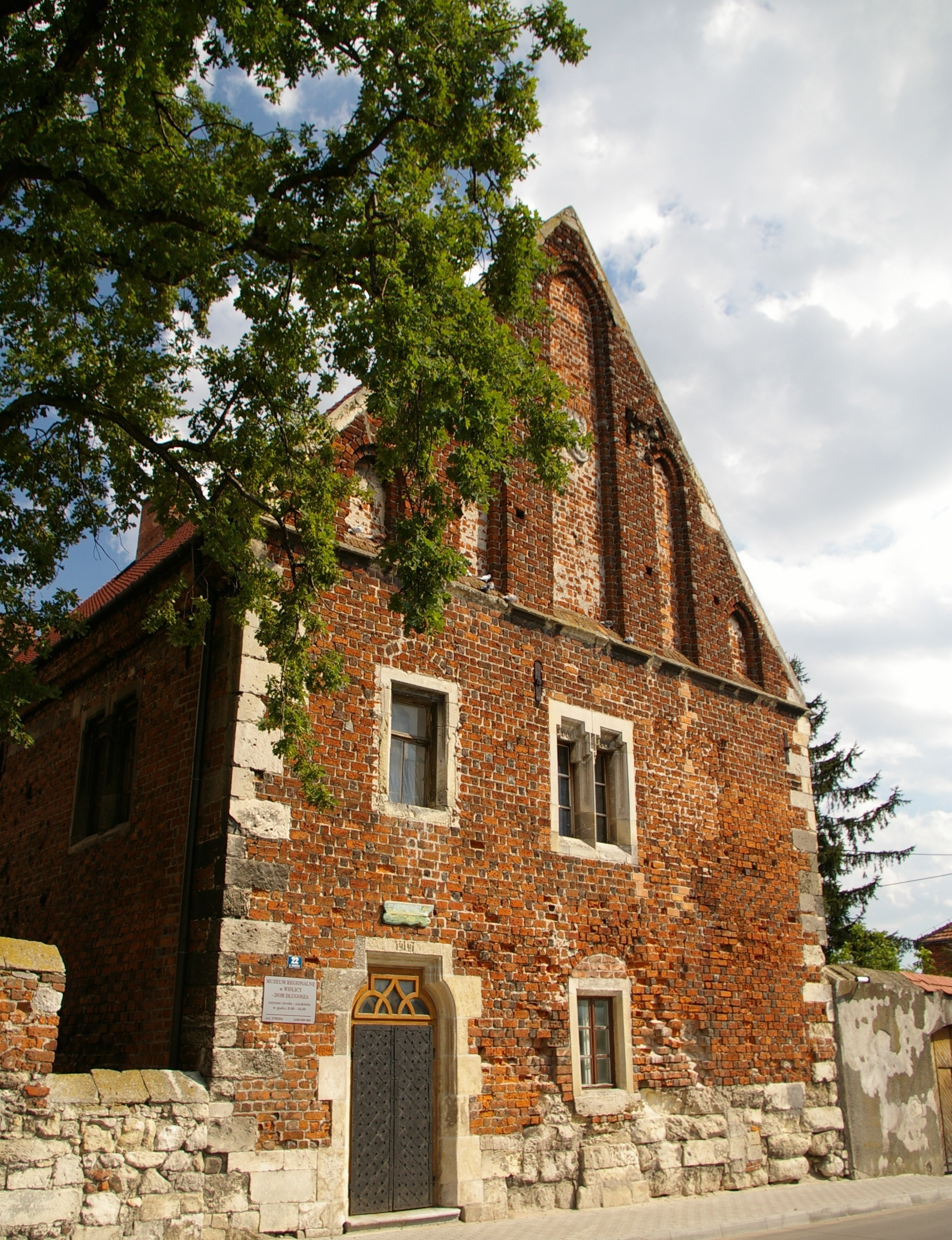
Dom Długosza w Wiślicy
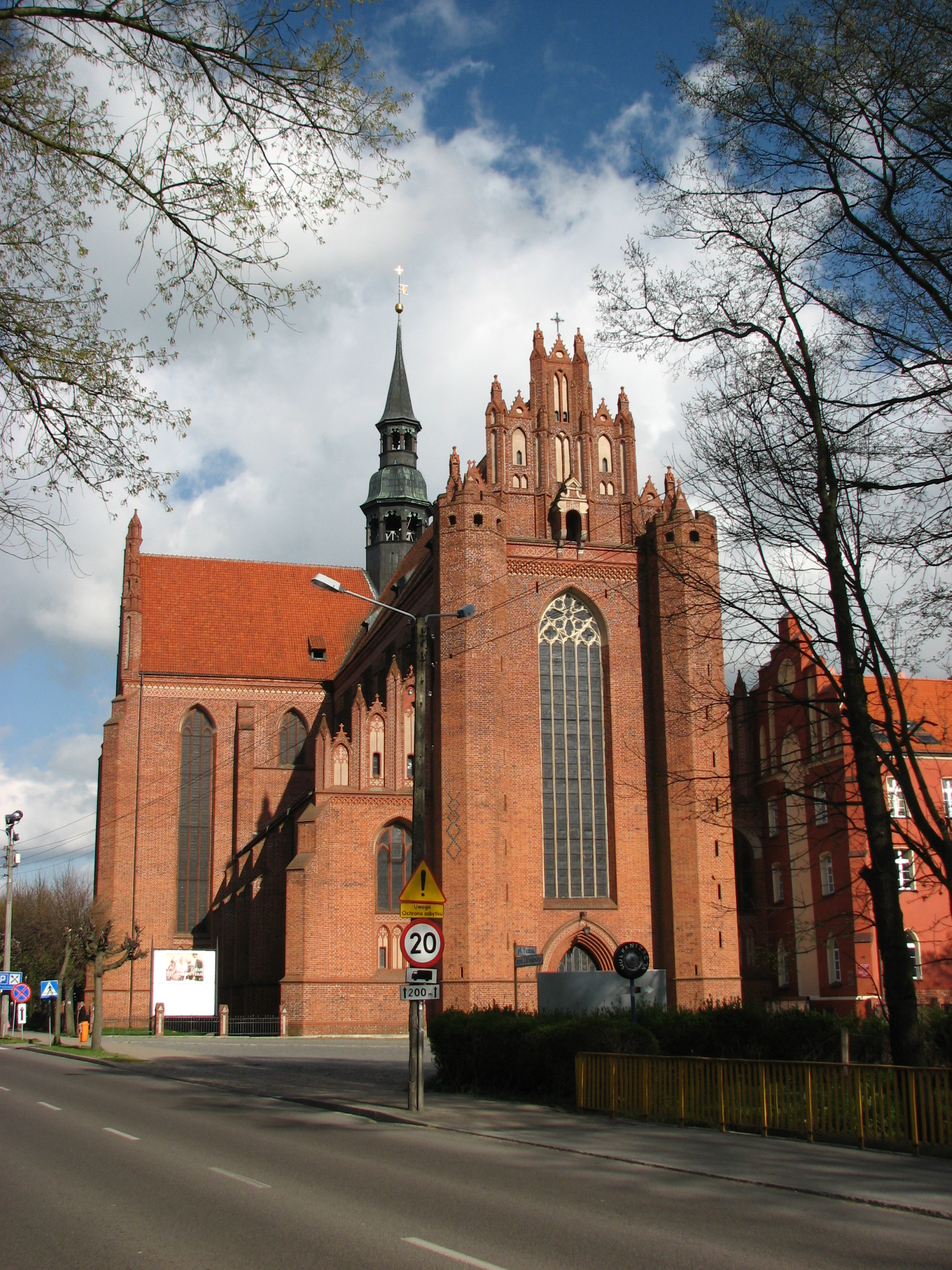
Pelplin - bazylika
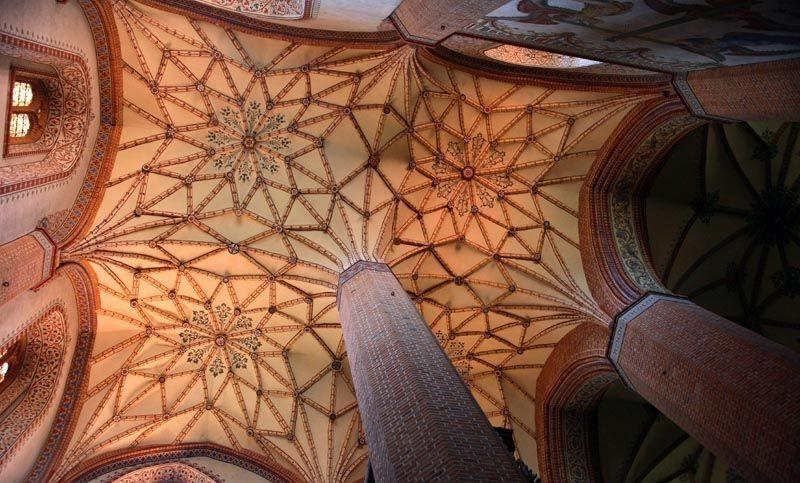
Pelplin - sklepienie transeptu bazyliki
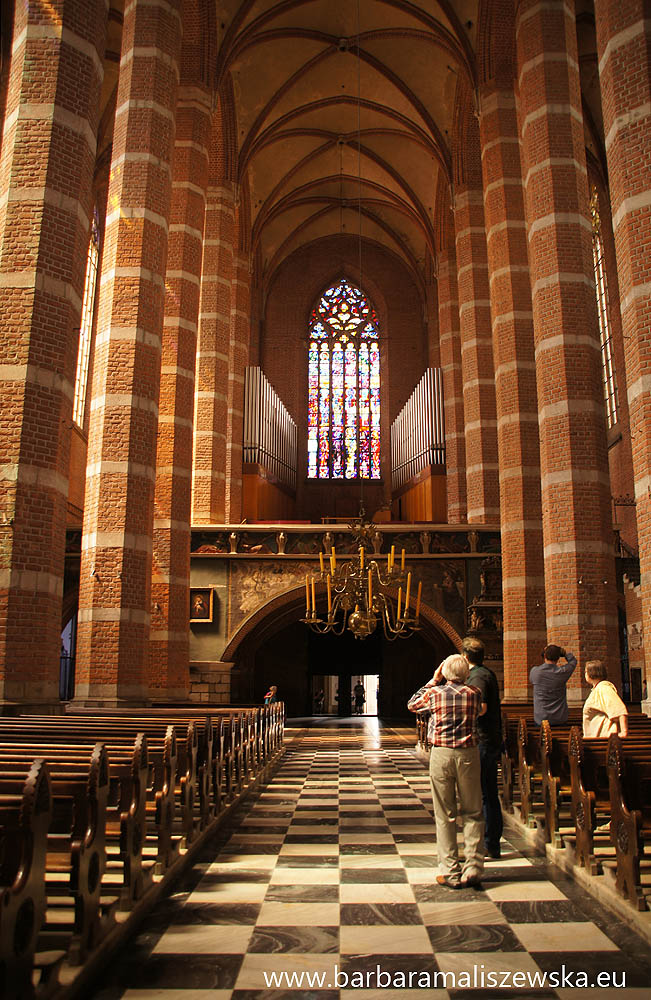
Nysa - nawa bazyliki
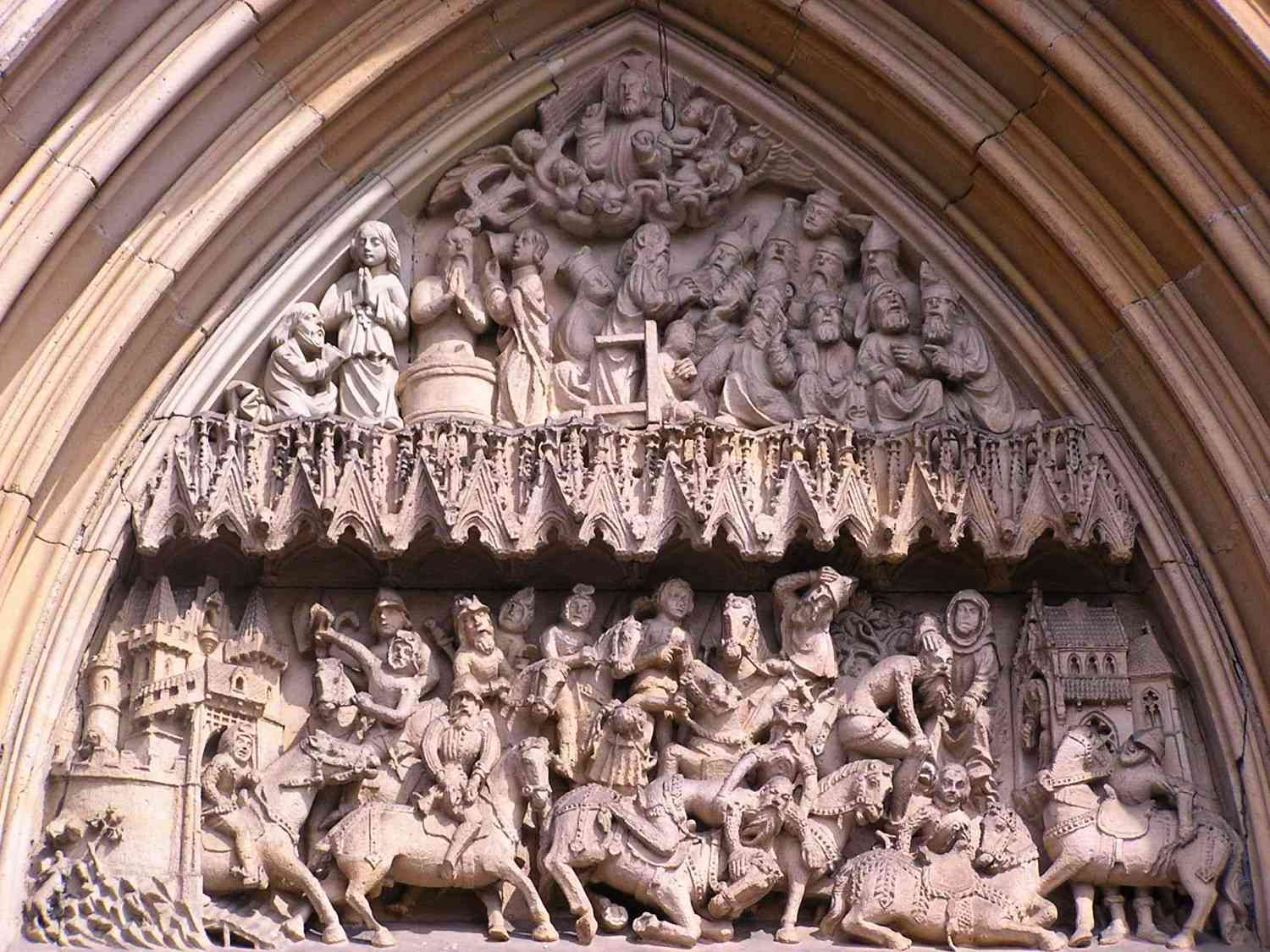
Tympanon z XIV w. z kościoła w Strzegomiu
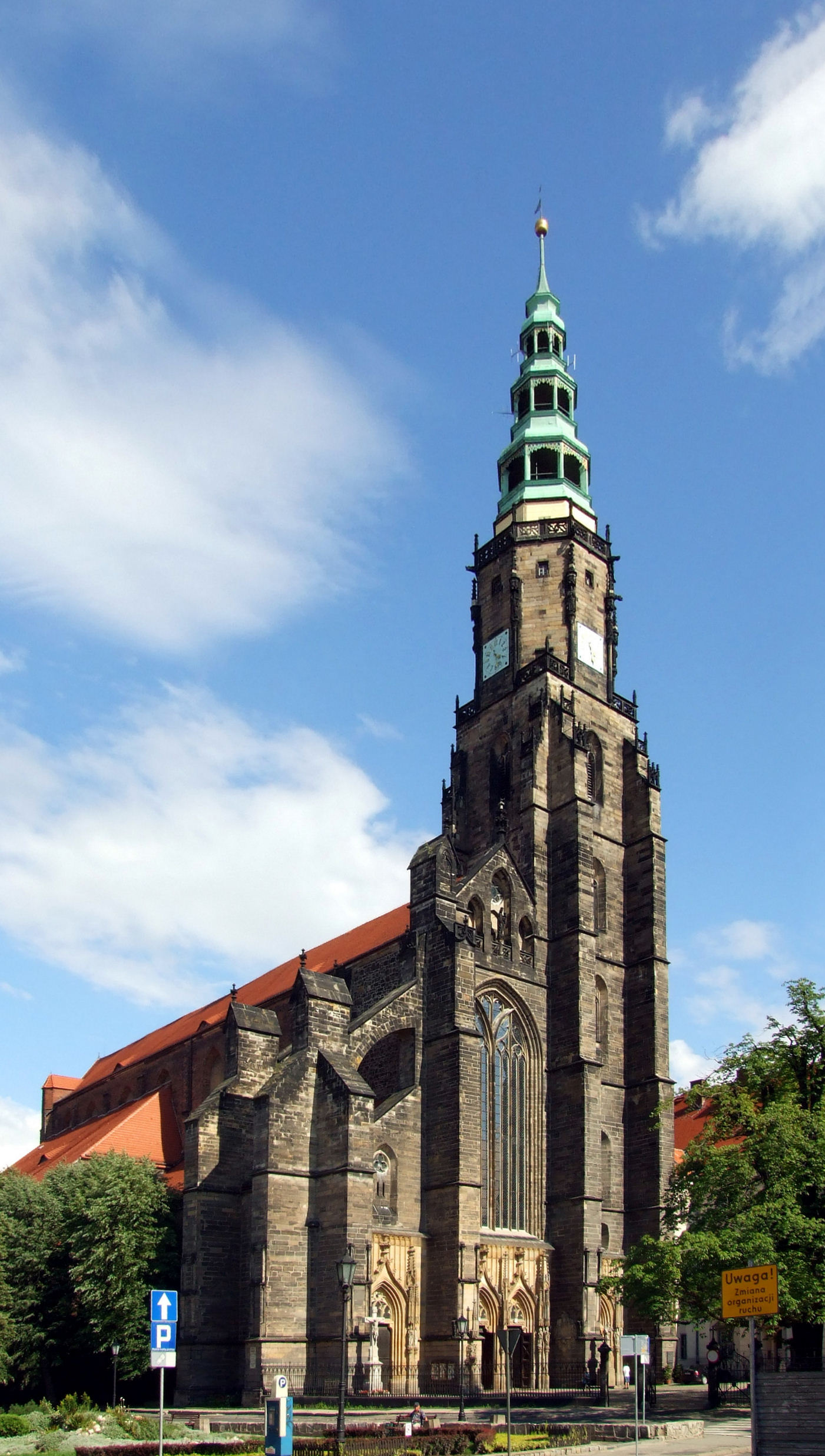
Fara w Świdnicy
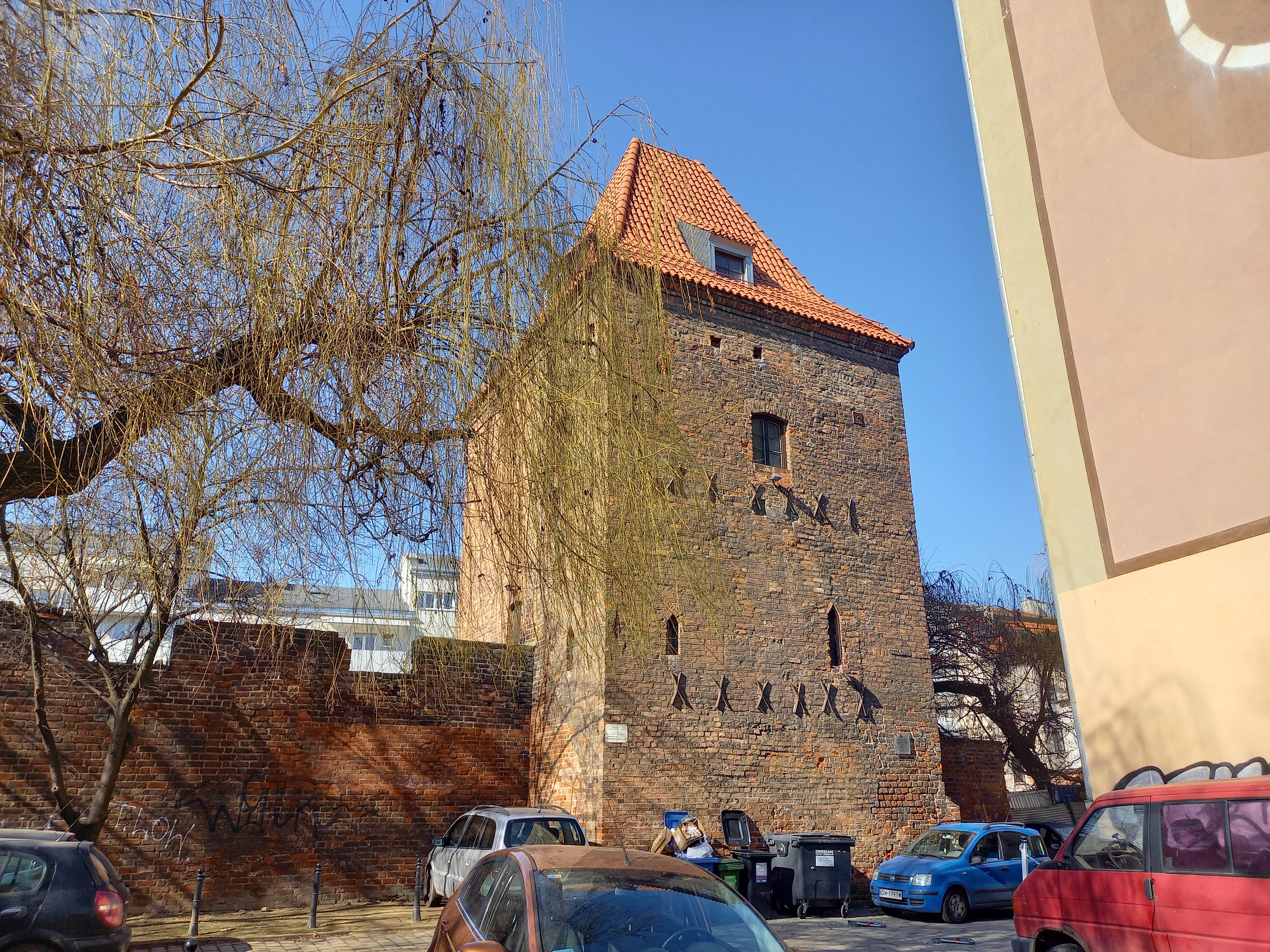
Baszta Niedźwiadka we Wrocławiu
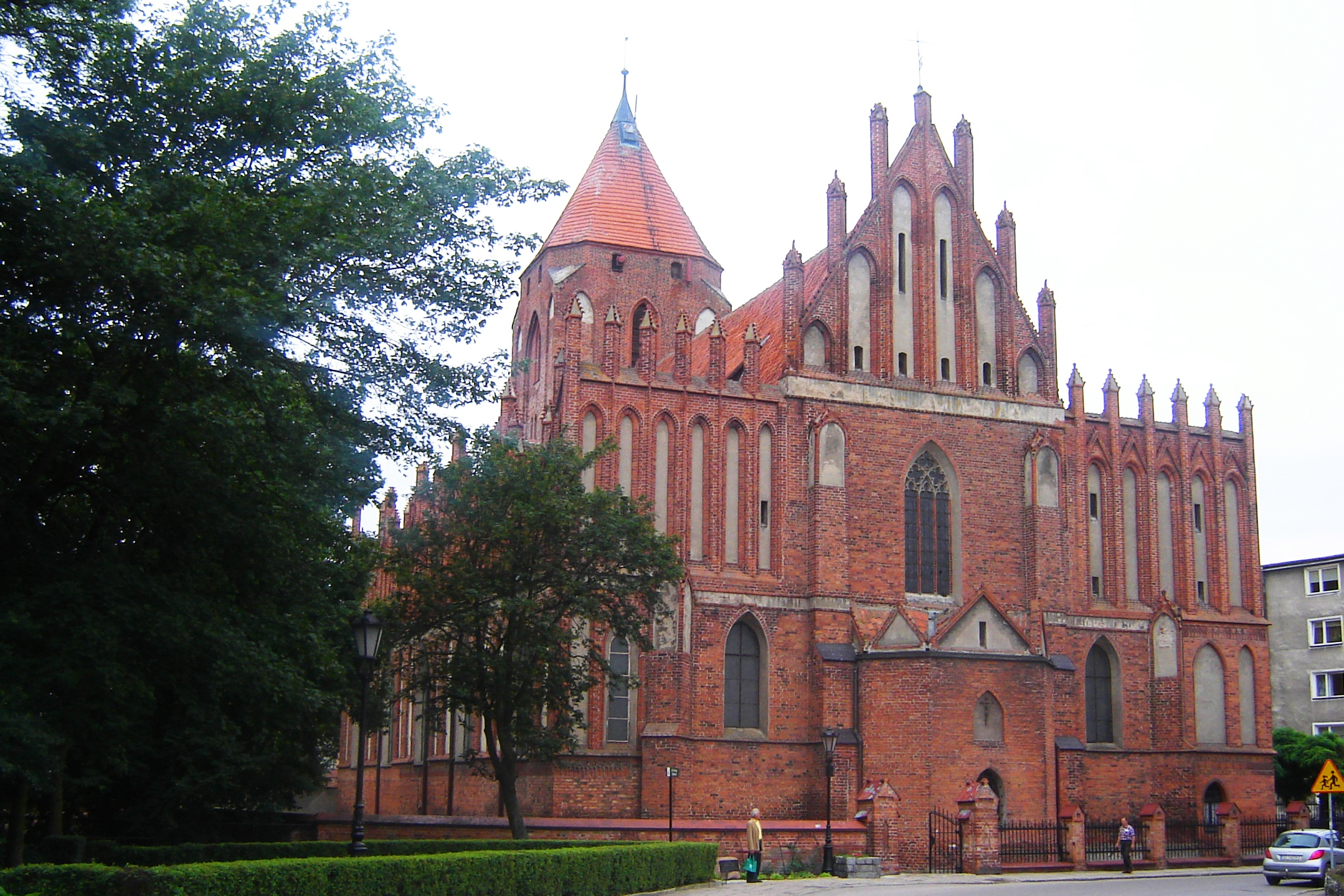
Kościół św. Jana Chrzciciela w Ornecie

## Literatura
- Andrzej Grzybkowski Gotycka architektura murowana w Polsce, Wydawnictwa Uniwersytetu Warszawskiego, Warszawa 2014, ISBN 978-83-235-1304-9.
- Architektura gotycka na świecie, pod red. Teresy Mroczko i Mariana Arszyńskiego, Warszawa 1995.
- Tadeusz Broniewski, Historia architektury dla wszystkich, Wydawnictwo Ossolineum, 1990.
- Historia sztuki polskiej, red. T. Dobrowolski, t. I, Kraków 1965.
- Janusz Kębłowski, Polska sztuka gotycka, Warszawa 1983.
- Witold Krassowski, Budownictwo i architektura w warunkach rozkwitu wielkiej własności ziemskiej (XIII w. – trzecia ćwierć XIV w.), Warszawa 1990.
- Witold Krassowski, Budownictwo i architektura w warunkach społeczeństwa stanowego (czwarta ćwierć XIV-XV w.), Warszawa 1991.
- Szczęsny Skibiński, Polskie katedry gotyckie, Poznań 1996.
- Sztuka Świata, t. 4, praca zbiorowa, Wydawnictwo Arkady, 1990.
- David Watkin, Historia architektury zachodniej, Wydawnictwo Arkady 2006, ISBN 83-213-4178-0.